# Malta
Malta, denumire oficială Republica Malta (în malteză Repubblika ta' Malta, în engleză Republic of Malta), este o țară insulară din Europa de Sud, formată dintr-un arhipelag în Marea Mediterană. Acesta se află la 80 km sud de Italia, la 284 km la est de Tunisia, și la 333 km nord de Libia. Țara acoperă doar puțin peste 316 km2, și are o populație sub 450.000 de locuitori (în ciuda unui amplu program de emigrare derulat după al Doilea Război Mondial), ceea ce o face să fie una din cele mai mici țări din lume și una din cele mai dens populate. Capitala Maltei este Valletta, care, cu 0,8 km2, este cea mai mică capitală națională din Uniunea Europeană. Malta are două limbi oficiale: malteza și engleza.
Poziția Maltei a făcut-o să aibă de-a lungul istoriei o mare importanță strategică ca bază navală, și o succesiune de puteri, între care fenicienii, cartaginezii, romanii, maurii, normanzii⁠(d), sicilienii, spaniolii, cavalerii ioaniți, francezii și britanicii, au dominat insulele.
Regele George al VI-lea al Regatului Unit a acordat Maltei Crucea lui George⁠(d) în 1942 pentru curajul țării în al Doilea Război Mondial. Crucea lui George continuă să apară pe drapelul național maltez. Conform Legii Independenței Maltei, adoptată de Parlamentul Britanic în anul 1964, Malta a dobândit independență față de Regatul Unit, ca teritoriu suveran și independent al Commonwealth-ului, cunoscut oficial din 1964 până în 1974 ca Statul Malta⁠(d), având-o pe Elisabeta a II-a ca șef de stat. Țara a devenit republică în anul 1974, și, deși nu mai este țară a Commonwealth-ului, rămâne stat membru⁠(d) al Commonwealth-ului Națiunilor. Malta a fost admisă în Organizația Națiunilor Unite în 1964 și în Uniunea Europeană în 2004, iar în 2008 a devenit parte din zona Euro.
Malta are o îndelungată istorie creștină și Arhiepiscopia Romano-Catolică de Malta⁠(d) se pretinde a fi scaun apostolic întrucât, în conformitate cu Faptele Apostolilor, Apostolul Pavel ar fi naufragiat în Malta. Catolicismul este religia oficială a Maltei⁠(d).
Malta este o destinație turistică populară, cu o climă caldă, numeroase zone de agrement și monumente arhitecturale și istorice, între care trei situri din Patrimoniul Mondial UNESCO: Hipogeul Ħal-Saflieni⁠(d), orașul Valletta, și șapte Temple Megalitice⁠(d), care sunt unele dintre cele mai vechi structuri din lume.

## Etimologia
Originea termenului Malta este incertă, și variațiile moderne provin din limba malteză. Cea mai frecventă etimologie vehiculată este că cuvântul Malta derivă din cuvântul grecesc μέλι, meli, „miere”. Grecii antici au numit insula Μελίτη (Melitē), însemnând „dulce ca mierea” (nume dat, printre altele, și unei nereide), probabil din cauza producției de miere din arhipelag; pe insulă trăiește o specie endemică de albine. Romanii au preluat denumirea adaptând-o ca Melita, care poate fi considerată fie o latinizare din grecescul Μελίτη, fie o adaptare a pronunției dorice grecești a aceluiași cuvânt Μελίτα.
O altă ipoteză sugerează că cuvântul Malta ar veni de la cuvântul fenician Maleth, „sălaș” sau „port” cu referire la numeroasele golfuri ale Maltei. Alte câteva mențiuni etimologice apar în literatura clasică, termenul de Malta apărând în forma sa actuală în Itinerarul Antonin (Itin. Marit. p. 518; Sil. Ital. xiv. 251).

## Istoria

### Preistoria
Ceramica găsită de arheologi la Templele Skorba⁠(d) se aseamănă cu cea găsită în Italia, și sugerează că insulele malteze au fost colonizate pentru prima dată în 5200 î.e.n., în principal, de vânători-culegători din Epoca de Piatră care au sosit din insula italiană Sicilia, posibil Sicani⁠(d). Dispariția hipopotamului pitic⁠(d) și elefanților pitici⁠(d) a fost legată de apariția celor mai timpurii oameni de pe Malta. Așezări agricole preistorice datând din perioada neoliticului timpuriu au fost descoperite în zone deschise și în peșteri, cum ar fi Għar Dalam⁠(d).
Sicanii⁠(d) erau singurul trib despre care se știe că locuia pe insulă în acest moment și, în general, este considerat a fi strâns legat de iberici⁠(d). Populația Maltei cultiva cereale, creștea animale și, ca și alte culturi antice mediteraneene, se închinau unei reprezentări a fertilității ilustrată pe artefactele preistorice malteze cu proporții similare cu unele statuete, cum ar fi Venus din Willendorf.

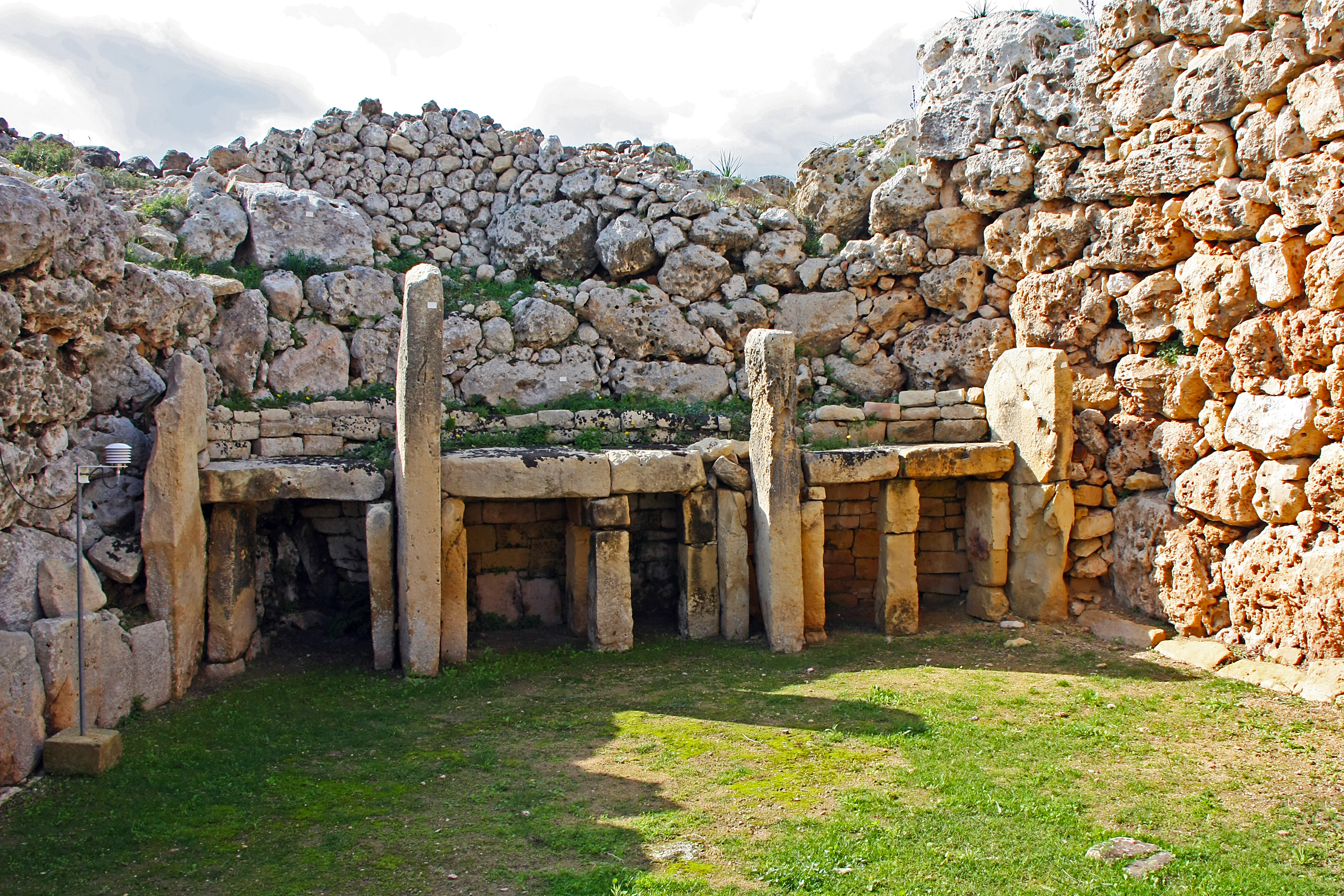
Complexul de temple megalitice Ġgantija

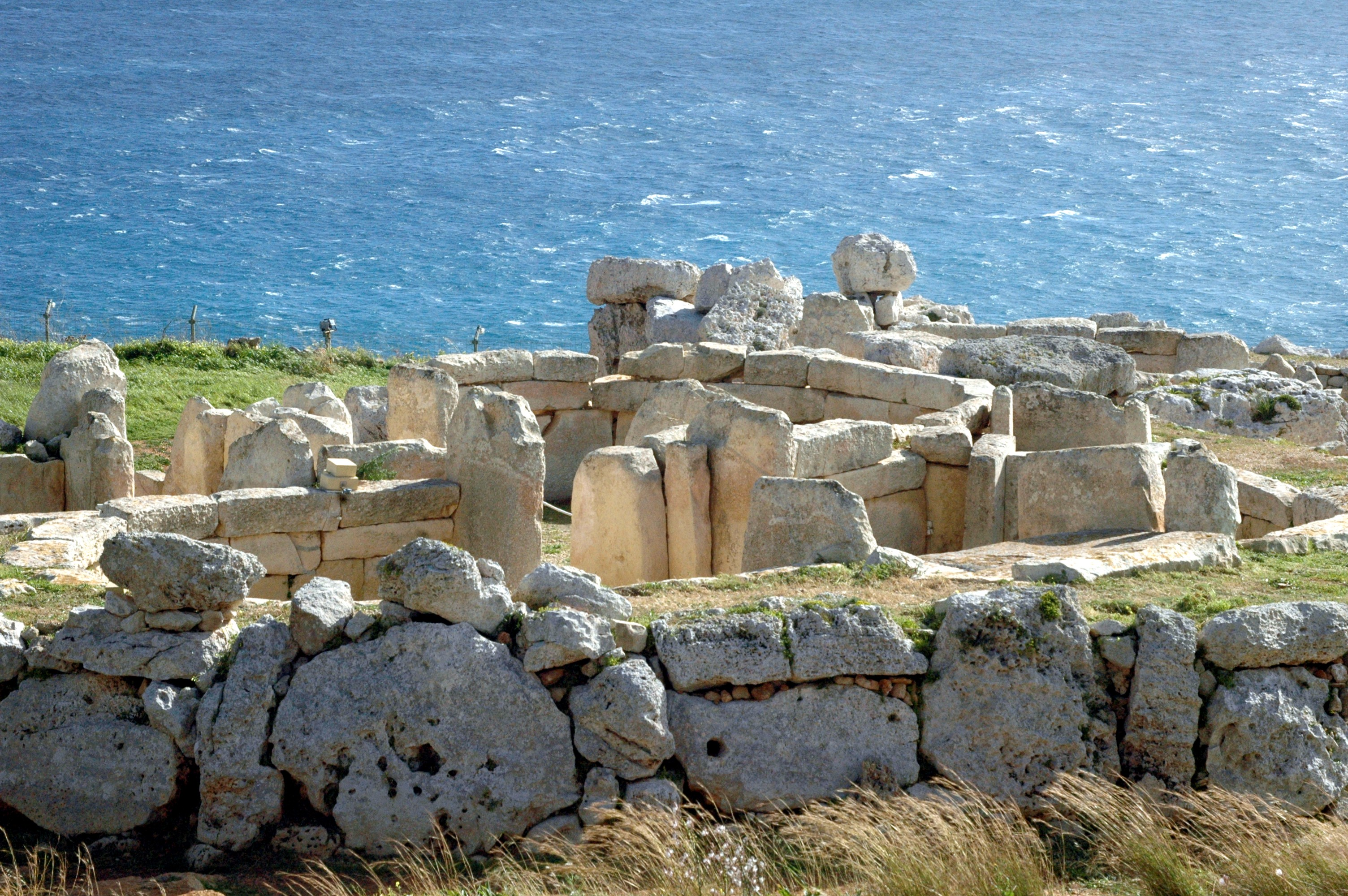
Complexul de temple

Ceramica din faza Għar Dalam este similară cu ceramica găsită în Agrigento, Sicilia. O cultură de constructori de temple temple megalitice fie a înlocuit-o, fie a apărut în această perioadă timpurie. Pe la 3500 î.e.n., acești oameni au construit unele dintre cele mai vechi structuri de sine stătătoare încă existente din lume, în forma templelor megalitice Ġgantija de pe insula Gozo; alte temple timpurii sunt și cele de la Ħaġar Qim⁠(d) și Mnajdra⁠(d).
Templele au o arhitectură distinctivă, de obicei un design în formă de trifoi complex, și au fost utilizate între anii 4000 și 2500 î.e.n. Oase de animale și un cuțit găsit în spatele unui altar de piatră detașabil sugerează că ritualurile practicate în templu includeau sacrificii de animale⁠(d). Unele crâmpeie de informații sugerează că sacrificiile ar fi fost dedicate zeiței fertilității, a cărei statuie se află acum în Muzeul Național de Arheologie din Valletta. Cultura se pare că a dispărut din Insulele Malteze în jurul anului 2500 î.e.n. Arheologii speculează că constructorii templului a căzut victimă foametei sau unei boli, dar acest lucru nu este sigur.
O altă trăsătură arheologică interesantă a insulelor Malteze adesea pusă pe seama acestor constructori antici, sunt șleaurile uniforme și echidistante denumite „urme de care” sau „șleauri de car”, care pot fi găsite în mai multe locuri de-a lungul insulelor, cele mai importante fiind cele găsite în Misraħ Għar il-Kbir⁠(d), informal denumite „Răscrucea Clapham”. Acestea ar putea fi produse de erodarea pietrei calcaroase moi de către roțile de lemn ale carelor.
După 2500 î.e.n., Insulele Malteze au fost depopulate timp de mai multe decenii, până la sosirea unui nou aflux de imigranți în Epoca Bronzului, o cultură care își incinera morții și a introdus în Malta structuri megalitice mai mici numite dolmene. În cele mai multe cazuri, acestea sunt camere mici, cu capac dintr-o lespede mare plasat pe pietre verticale. Se afirmă că acestea ar aparține unei populații cu siguranță diferită de cea care a construit templele megalitice anterioare. Din cauza similitudinii dolmenelor malteze cu unele construcții mici găsite în Sicilia, se presupune că această populație a venit de acolo.

### Grecii, fenicienii, cartaginezii și romanii
Negustorii fenicieni, care au utilizat insulele ca punct de popas în rutele lor comerciale din Mediterana de Est până în Cornwall, s-au alăturat prezenței permanente a băștinașilor. Fenicienii au locuit zona denumită astăzi Mdina, și orașul înconjurător Rabat⁠(d), pe care l-au denumit Maleth⁠(d). Romanii, care au locuit și ei mult mai târziu Mdina, îl denumeau (și pe el, dar și pe insulă) Melita.

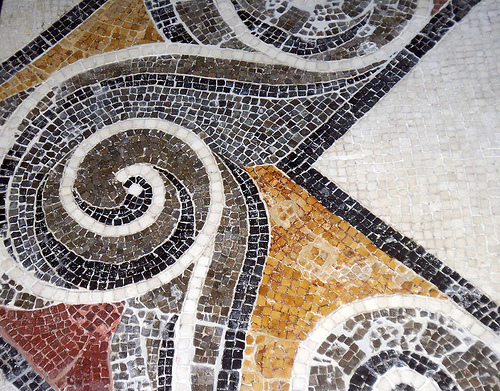
Mozaic roman din.

După căderea Feniciei⁠(d) in 332 BC, zona a intrat sub controlul Cartaginei, o fostă colonie feniciană. În această perioadă, locuitorii Maltei cultivau în principal măsline și roșcov și produceau textile.
În timpul Primului Război Punic, insula a fost cucerită după lupte grele de către Marcus Atilius Regulus. După eșecul expediției lui, insula a recăzut în mâinile Cartaginei, doar pentru a fi cucerită din nou în 218 î.e.n., după al Doilea Război Punic, de către consulul roman Tiberius Sempronius Longus⁠(d). De atunci, Malta a devenit Foederata Civitas⁠(d), titlu care venea împreună cu o scutire de la plata tributului și de impunerea legii romane, și a intrat sub jurisdicția provinciei Sicilia. Influența punică a rămas însă vibrantă în insule, celebrele Cippusuri din Melqart⁠(d), artefacte cu rol esențial în descifrarea limbii punice, fiind realizate în secolul al II-lea î.e.n. Monedele bătute aici în perioada romană, care au dispărut abia în secolul I î.e.n., indică ritmul lent al romanizării insulei, întrucât ultimele monezi bătute aici încă mai purtau pe avers inscripții în greaca veche (cum ar fi „MEΛΙΤΑΙΩ”, adică „al maltezilor”) și motive punice, ceea ce demonsrează rezistența culturilor greacă și punică.
În secolul 1 î.e.n., senatorul și oratorul roman Cicero a comentat cu privire la importanța Templului Iunonei⁠(d), și pe marginea comportamentului extravagant al guvernatorului roman din Sicilia, Verres⁠(d). În secolul 1 î.e.n., insula a fost menționată de Pliniu cel Bătrân și de Diodorus Siculus: acesta din urmă i-a lăudat porturile, bogăția locuitorilor, casele bogat decorate și calitatea produselor textile. În secolul al 2-lea, împăratul Hadrian (117-38) a ridicat Malta la rang de municipium sau oraș liber: afacerile locale ale insulei erau administrate de patru quattuorviri iuri dicundo⁠(d) și de senatul municipal, în timp ce un procurator roman, cu reședința lan Mdina, îl reprezenta pe proconsulul Siciliei. În anul 58 e.n., Apostolul Pavel a naufragiat pe insule, împreună cu evanghelistul Luca după ce nava lor a fost distrusă. Apostolul Pavel a rămas pe insule trei luni, predicând creștinismul, care a prosperat în Malta. Din perioada romană s-au păstrat până astăzi puține relicve arheologice, singura excepție importantă fiind Domul roman, aflat chiar în afara zidurilor Mdinei.
În 395, când Imperiul Roman a fost împărțit pentru ultima dată la moartea lui Teodosie I, ca și Sicilia, și Malta a intrat sub controlul Imperiului Roman de Apus. În timpul Perioadei Migrațiilor, Imperiul Roman de Apus a intrat în declin, iar Malta devenit ținta atacurilor altor puteri și a fost cucerită sau ocupată de mai multe ori. Între 454 și 464, insulele au fost supuse de către vandali, iar după 464 de ostrogoți. În 533, Belisarius, pe drumul său către campaniile împotriva Regatului Vandal⁠(d) din Africa de Nord, a reunit insulele sub domnia imperială (Orientală). Se știu foarte puține despre stăpânirea bizantină a Maltei: insula depindea de thema Siciliei⁠(d) și avea guvernatori greci și o mică garnizoană bizantină. În timp ce mare parte a populației erau vechii locuitori romanizați, în această perioadă afilierea religioasă a acestora a oscilat între Papa și Patriarhul de Constantinopol. Stăpânirea bizantină a introdus și familii greacești în populația malteză. Malta a rămas sub Imperiul Bizantin până la 870, când a căzut în mâinile arabilor.

### Perioada musulmană și Evul Mediu
Malta a devenit implicată în Războaiele Musulmano–Bizantine, și cucerirea ei este strâns legată de cea a Siciliei⁠(d), care a început în 827 după trădarea de către amiralul Euphemius a colegilor săi bizantini, acesta cerând Aghlabizilor să invadeze insula. Cronicarul și geograful musulman al-Himyari⁠(d) povestește că, în 870 e.n., după o luptă violentă împotriva bizantinilor, invadatorii Musulmani, în frunte mai întâi cu Halaf al-Hadim, și mai târziu cu Sawada ibn Muhammad, au prădat și au jefuit insula, distrugând cele mai importante clădiri, și lăsând-o practic nelocuită până când a fost recolonizată de către musulmanii din Sicilia în anii 1048-1049 e.n. Nu se știe dacă această nouă colonizare a avut loc ca o consecință a expansiunii demografice din Sicilia, ca urmare a creșterii nivelului de trai în Sicilia (caz în care recolonizarea ar fi putut avea loc cu câteva decenii înainte), sau ca urmare a războiului civil care a izbucnit între conducătorii musulmani din Sicilia în 1038.
Musulmanii au introdus noi sisteme de irigare, unele fructe și bumbac și limba siculo-arabă⁠(d) a fost adoptată pe insulă din Sicilia: în cele din urmă aceasta avea să evolueze în limba malteză.
Creștinii de pe insulă au primit libertate de religie; ei a trebuit să plătească jizya, o taxă pentru non-musulmani, dar au fost scutiți de la plata taxei pe care trebuia să o plătească musulmanii (zakat).

### Cucerirea normandă

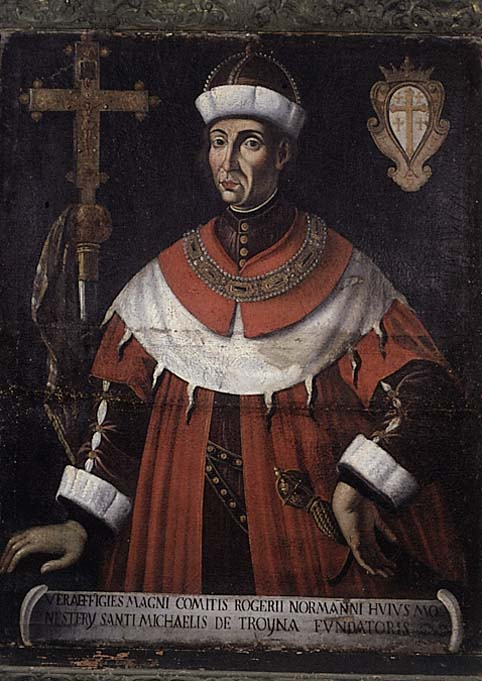
Roger I al Siciliei a readus Malta sub dominație creștină.

Normanzii au capturat Malta în 1091, ca parte a cuceririi Siciliei de către ei. Conducătorul normand, Roger I al Siciliei, a fost bine primit de către creștinii autohtoni. Ideea că contele Roger I ar fi smuls o parte din drapelul său în carouri alb-roșii și l-a prezentat maltezilor formând baza drapelului actual al Maltei, în semn de recunoștință pentru că au luptat în numele său – este o legendă.

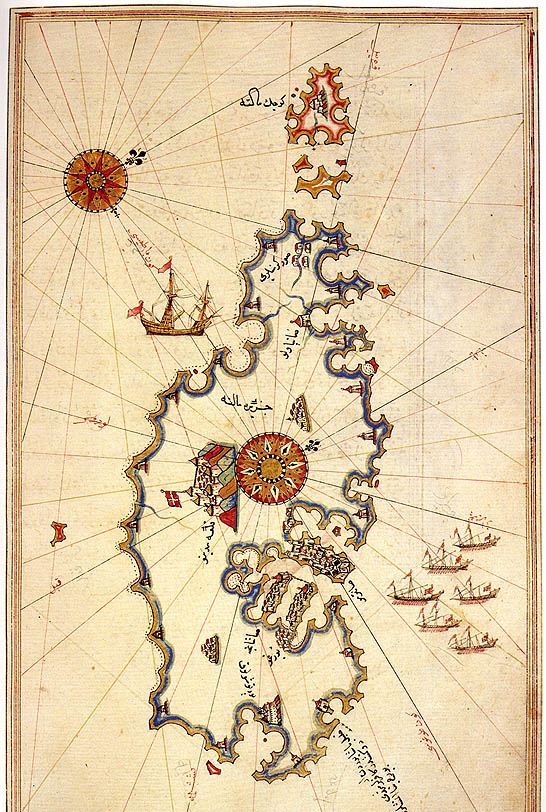
Hartă otomană a Maltei, de Piri Reis

Perioada normandă a fost una productivă; Malta a devenit parte a nou formatului Regat al Siciliei, care cuprindea și insula Sicilia și jumătatea sudică a Peninsulei Italice. Biserica Catolică a fost readusă în rolul de religie de stat, Malta intrând sub autoritatea ecleziastică a Episcopiei de Palermo⁠(d), iar unele elemente de arhitectură normandă⁠(d) au apărut în jurul Maltei în special în vechea capitală Mdina. Tancred, regele Siciliei, ultimul monarh normand, a făcut din Malta feudă⁠(d) al regatului și a instalat un conte de Malta⁠(d). Întrucât insulele erau foarte râvnite din cauza importanței lor strategice, în acest timp populația malteză a fost militarizată⁠(d) pentru a se apăra de eventualele încercări de capturare; primii conți au fost și pricepuți corsari genovezi.
Regatul a trecut în mâinile dinastiei Hohenstaufen din 1194 până în 1266. În această perioadă, când Frederick al II-lea de Hohenstaufen a început să-și reorganizeze regatul sicilian, cultura și religia occidentale au început să-și exercite influența mai intens.
Malta a făcut parte din Sfântul Imperiu Roman timp de 72 de ani. Malta a fost declarată comitat și marchizat, dar comerțul său a ajuns o ruină. Pentru o lungă perioadă de timp, a rămas doar o garnizoană fortificată.
Expulzarea în masă a arabilor a avut loc în 1224 și întreaga populație creștină de sex masculin din Celano din Abruzzo a fost deportată în Malta, în același an. În 1249, Frederick al II-lea, sfânt împărat roman, a decretat expulzarea tuturor celorlalți musulmani din Malta sau obligarea lor să treacă la creștinism.
Pentru o scurtă perioadă, regatul a trecut la Casa Capețiană de Anjou, dar birurile mari au făcut-o pe aceasta nepopulară în Malta, în parte din pricina războiului dus de Carol de Anjou împotriva Republicii Genoveze, și insula Gozo a fost prădată în 1275. O mare revoltă în Sicilia, denumită Vesperele Siciliene a urmat după aceste atacuri, care au dus la separarea peninsulei în Regatul Neapolelui.

### Dominația Coroanei de Aragon și Cavalerii de Malta

Steagul Regatului Aragonez al Siciliei

Malta a fost guvernată de Casa de Barcelona⁠(d), o dinastie aragoneză, de la 1282 la 1409, aragonezii ajutându-i pe insurgenții maltezi cu ocazia Vesperelor Siciliene într-o bătălie navală în Portul cel Mare la 1283⁠(d).
Rude ale regilor Aragonului au condus insula până în 1409, când ea a trecut în mod oficial la Coroana Aragonului. De timpuriu, în dinastia Aragoneză, fiii monarhului primeau titlul de „conte de Malta”. În această perioadă s-a format în mare nobilimea locală. În 1397 însă, purtarea titlului de „conte de Malta” a revenit pe baze feudale, două familii luptându-se pe această distincție, ceea ce a provocat unele conflicte. Acest lucru a dus la desființarea titlului de către Martin I al Siciliei⁠(d). Disputa pentru acest titlu a reapărut după ce titlul a fost reinstituit câțiva ani mai târziu și maltezii, în frunte cu nobilimea locală, s-au ridicat împotriva contelui Gonsalvo Monroy. Deși se opuneau contelui, maltezii și-au exprimat loialitatea față de coroana siciliană, ceea ce l-a impresionat pe Alfonso al V-lea al Aragonului într-atât încât nu i-a pedepsit deloc pe rebeli. În schimb, el a promis să nu mai acorde niciodată titlul unui terț, și a încorporat teritoriul în coroana sa. Orașul Mdina a primit titlul de Città Notabile ca urmare a acestui șir de evenimente.

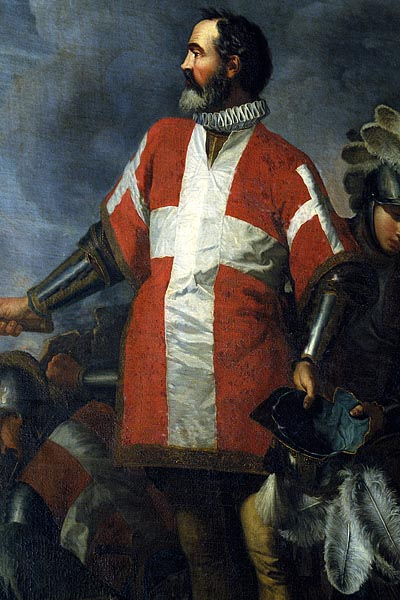
, fondatorul Vallettei

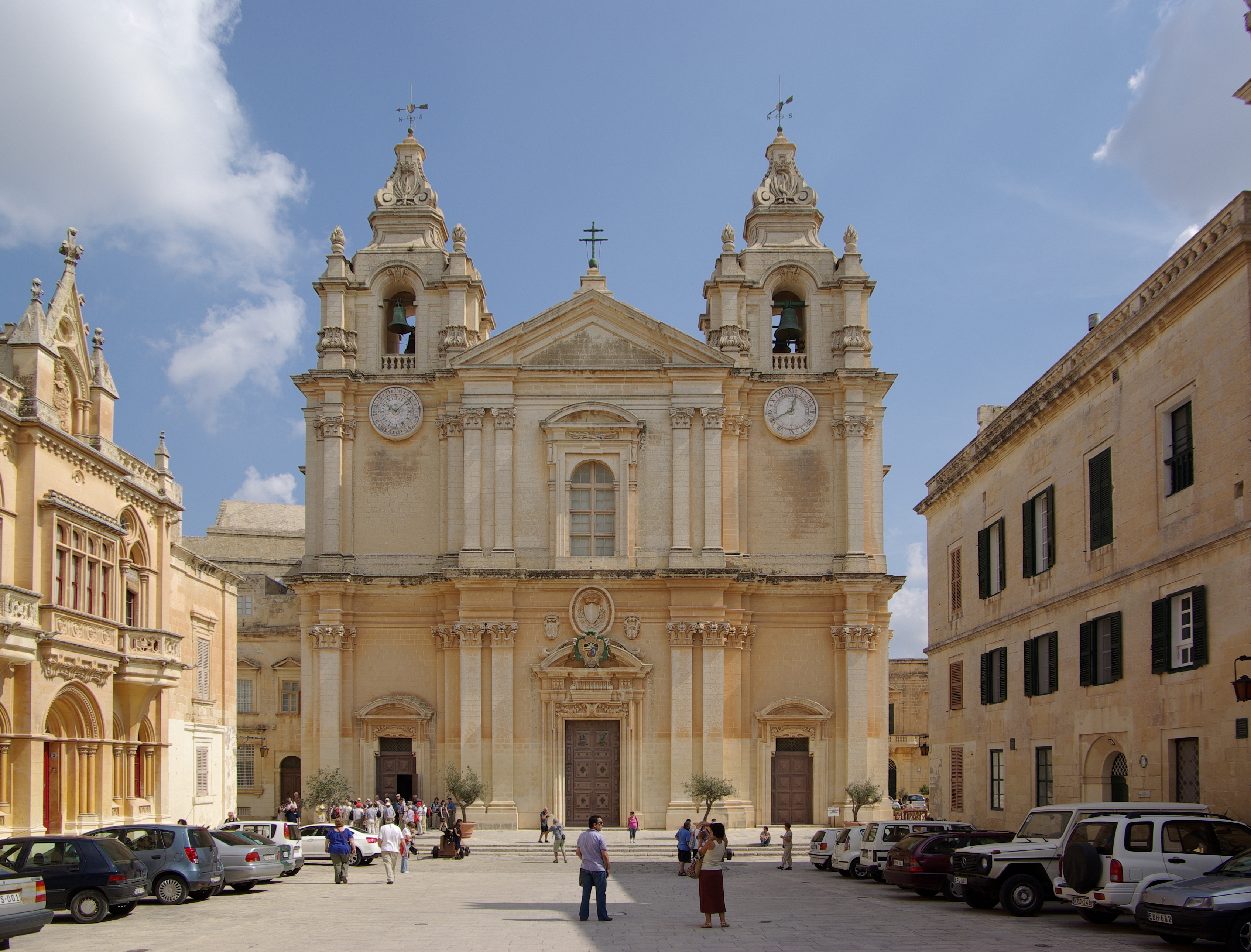
, construită în stil baroc.

La 23 martie 1530, Carol al V-lea, sfânt împărat roman, a dat insulele cavalerilor ospitalieri în frunte cu francezul Philippe Villiers de L' Isle-Adam⁠(d), Marele Maestru al Ordinului⁠(d), în chirie permanentă, pentru care ei urmau să trimită anual ca tribut un șoim maltez⁠(d). Acești cavaleri, un ordin militar religios astăzi denumit Cavalerii de Malta, au fost alungați din Rhodos de către Imperiul Otoman în 1522.
În 1551, populația de pe insula Gozo (în jur de 5.000 de persoane) a fost luată în sclavie de pirați⁠(d) și duși pe Coasta Berberă⁠(d) în Libia de astăzi.
Cavalerii, conduși de francezul Jean de Valette Parisot⁠(d), marele maestru al Ordinului, a rezistat Marelui Asediu al Maltei⁠(d) de către otomani în 1565. Cu ajutorul forțelor spaniole și malteze, cavalerii au învins și au respins atacul. Vorbind despre această luptă, Voltaire spunea: „nimic nu este mai bine cunoscut decât asediul Maltei.” După asediu, ei au hotărât să extindă fortificațiile Maltei, în special în zona portului interior, unde a fost ridicat și noul oraș Valletta, numit în onoarea lui Valette. Ei au amenajat și foișoare⁠(d) pentru observație de-a lungul coastelor – turnurile Wignacourt⁠(d), Lascaris⁠(d) și De Redin⁠(d) – numite după marii maeștri care au comandat lucrarea fiecărui grup de construcții. Prezența cavalerilor pe insulă a dus la finalizarea mai multor proiecte culturale și de arhitectură, între care înfrumusețarea Città Vittoriosa (astăzi, Birgu⁠(d)), construirea de noi orașe, între care Città Rohan (astăzi Żebbuġ⁠(d)) și Città Hompesch (astazi, Żabbar⁠(d)) și introducerea de noi resurse academice și sociale. Circa 11.000 de persoane dintr-o populație de 60.000 au murit de ciumă în anul 1675.

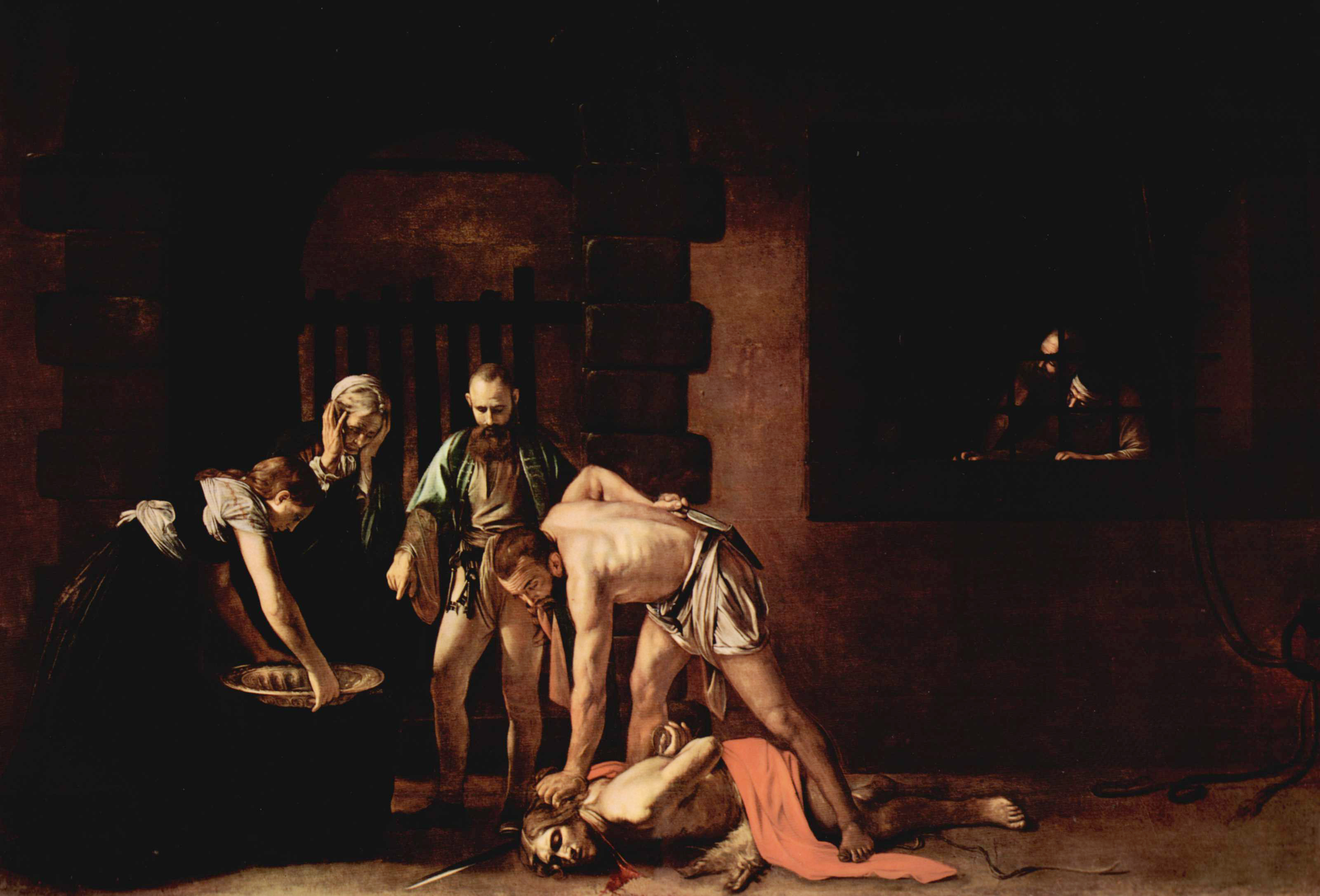
', de Caravaggio. Ulei pe pânză, 361 cm × 520 cm (142.13 în × 204.72 in). Oratoriul.

### Perioada franceză
Dominația cavalerilor a luat sfârșit după ce Napoleon a capturat Malta în drumul său spre Egipt în timpul Războaielor Revoluției Franceze în 1798. De-a lungul anilor dinaintea cuceririi napoleoniene a insulei, puterea Cavalerilor a scăzut constant și Ordinul a devenit nepopular. Acest lucru a fost în jurul perioadei când valorile universale ale libertății și independenței au fost întrupate de către Revoluția Franceză. Atât persoane din interiorul Ordinului cât și din afara lui au apelat la Napoleon Bonaparte pentru îndepărtarea acestuia. Napoleon Bonaparte nu a ezitat. Flota sa a ajuns în 1798, în drum spre expediția din Egipt. Pentru a-i păcăli pe Cavaleri, Napoleon a cerut doar un port sigur pentru aprovizionarea navelor sale, după care a întors armele împotriva gazdelor lui odată aflat în siguranță în interiorul Vallettei. Marele Maestru Hompesch⁠(d) a capitulat, iar Napoleon a intrat în Malta.

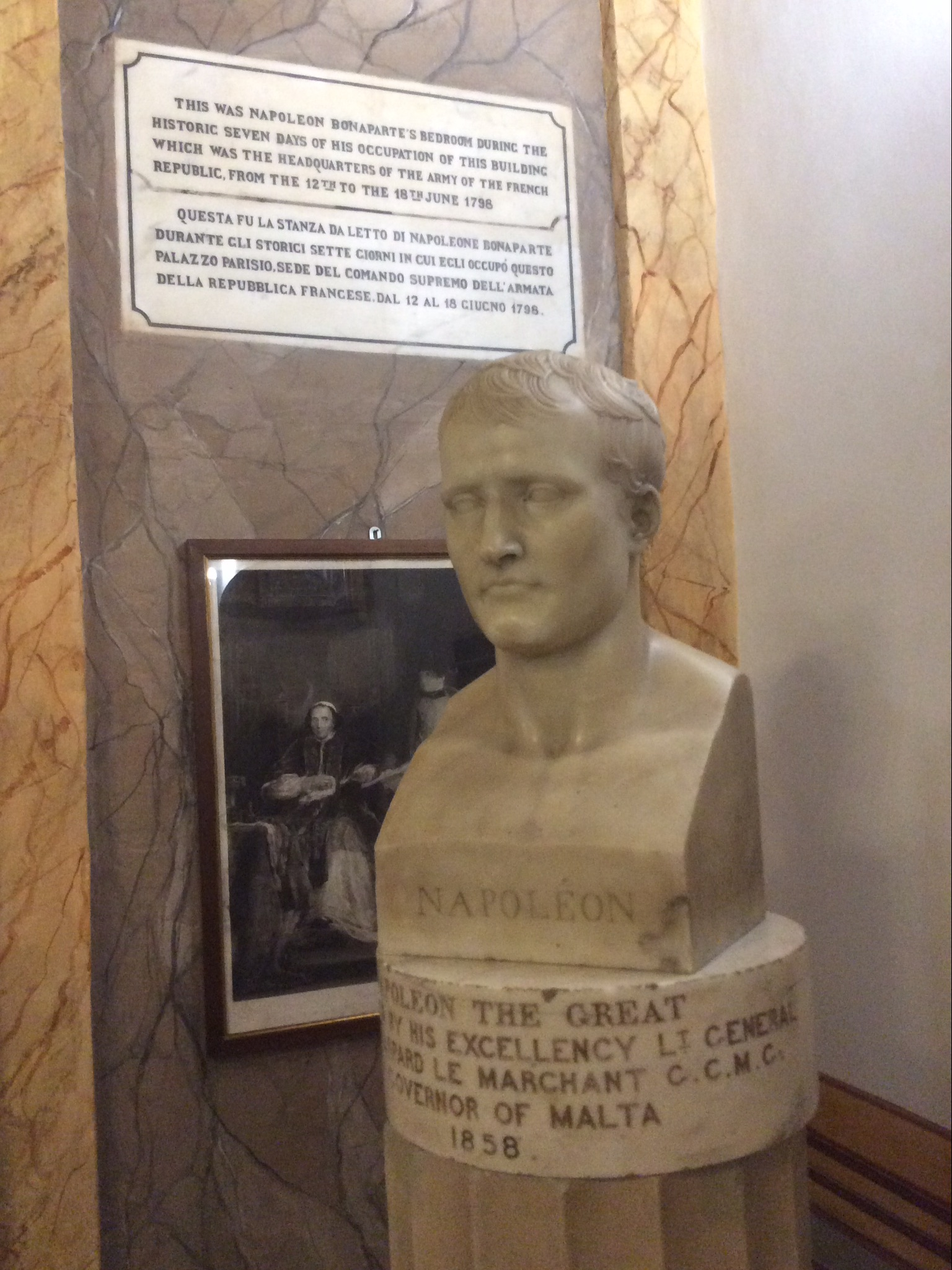
Bustul lui Bonaparte la din Valetta

În perioada 12-18 iunie 1798, Napoleon a locuit la Palazzo Parisio⁠(d) în Valletta. A reformat administrația națională, înființând o Comisie Guvernamentală, a împărțit teritoriul în douăsprezece comune, a înființat o administrație a finanțelor publice, a eliminat toate privilegiile feudale, a abolit sclavia și a acordat libertate tuturor robilor turci și evrei. La nivel judiciar, a fost întocmit codul familiei și au fost numiți doisprezece judecători. Învățământul public a fost organizat pe principiile stabilite de către Bonaparte însuși, pentru învățământul primar și secundar. După aceasta, el a plecat spre Egipt, lăsând o substanțială garnizoană în Malta.
Forțele franceze lăsate în urmă au devenit însă nepopulare în rândul maltezilor, în special din cauza ostilității forțelor franceze față de catolicism și a jefuirii bisericilor locale pentru finanțarea eforturilor de război ale lui Napoleon. Politicile financiară și religioasă ale francezilor i-au înfuriat pe maltezi până când aceștia s-au răzvrătit, izgonindu-i pe francezi. Marea Britanie, împreună cu Regatul Neapolelui și Regatul Siciliei, au trimis muniție și ajutor maltezilor, iar Marea Britanie și-a trimis și flota militară, care a instaurat o blocadă asupra insulelor.
Generalul Claude-Henri Belgrand de Vaubois⁠(d) s-a predat în numele forțelor franceze în 1800. Liderii maltezi i-au prezentat insula lui Sir Alexander Ball⁠(d), cerându-i că insula să devină dominion britanic. Poporul maltez a întocmit o Declarație a Drepturilor, în care au acceptat să intre „sub protecția și suveranitatea Regelui oamenilor liberi, Majestatea Sa Regele Regatului Unit al Marii Britanii și Irlandei”. Declarația specifica și că „Majestatea sa nu are dreptul de a ceda aceste Insule niciunei puteri, dacă alege să-și retragă protecția și să-și abandoneze suveranitatea, dreptul de a alege un alt suveran, sau a unei alte conduceri a acestor Insule, ne aparține numai nouă, locuitorii și băștinași ei, și fără vreun control.”

### Imperiul Britanic și al Doilea Război Mondial

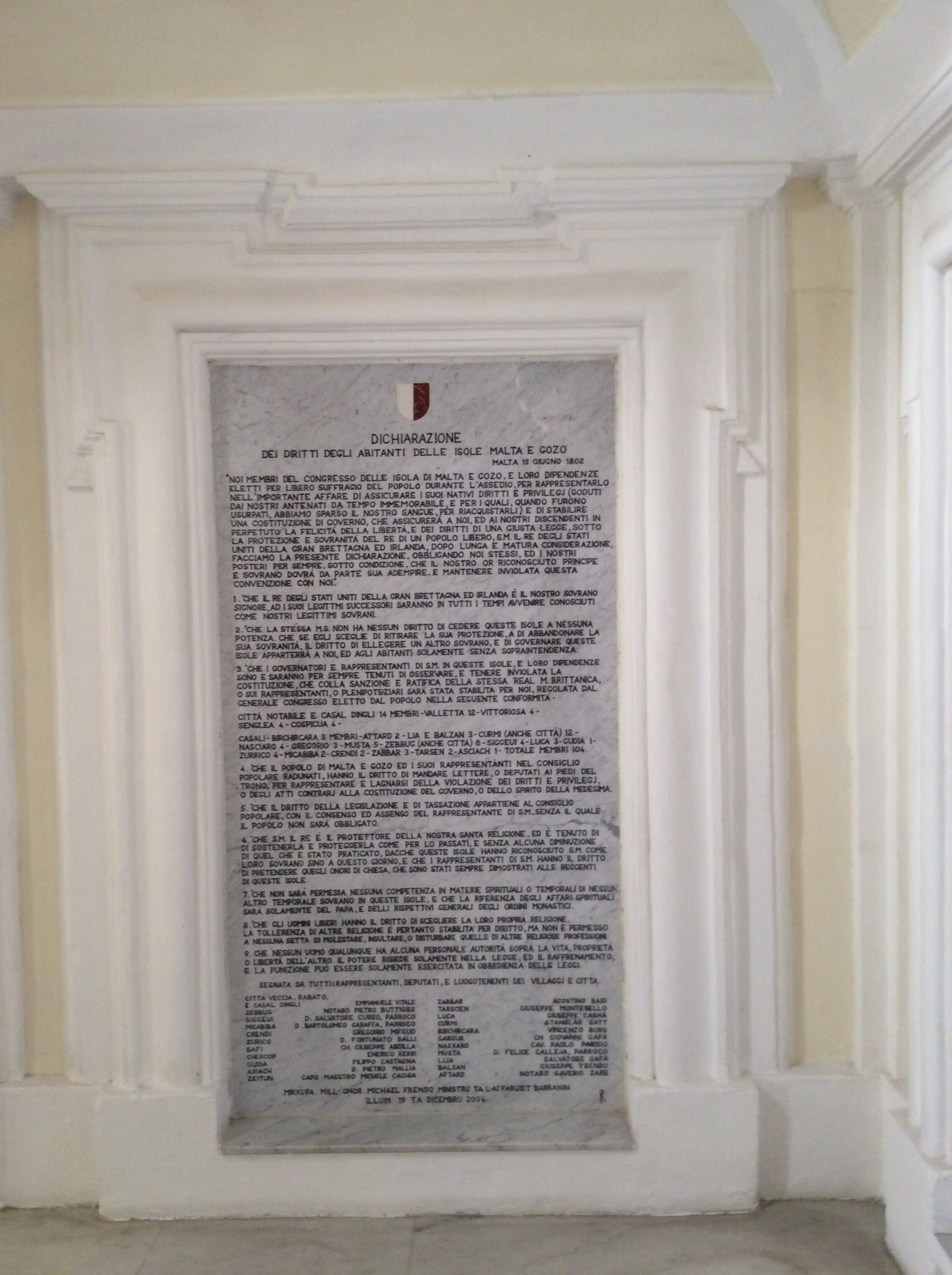
Placa în timpul (1802), la

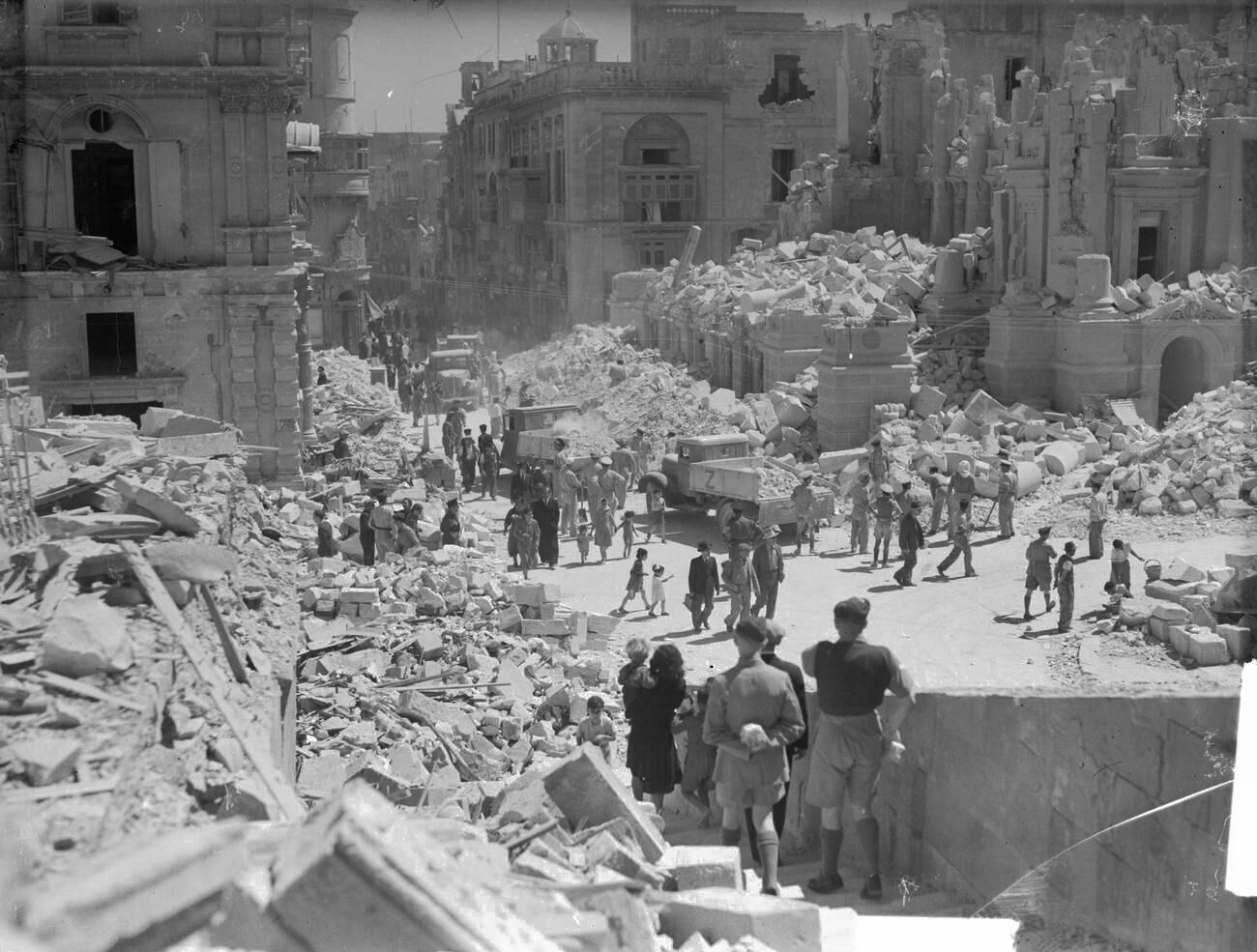
Kingsway (acum Strada Republicii) din Valletta, puternic lovită de bombe în timpul, 1942.

În 1814, ca parte a Tratatului de la Paris, Malta a devenit oficial parte a Imperiului Britanic și a fost folosită ca stație pentru transportul maritim și drept cartier general al flotei. După deschiderea Canalului Suez în 1869, poziția Maltei la jumătatea drumului între Strâmtoarea Gibraltar și Egipt s-a dovedit a fi principalul său atu, ea fiind considerată un punct important pe drumul spre India, o rută comercială centrală pentru britanici. Datorită poziției sale, au fost introduse în Malta mai multe produse culinare și botanice; unele exemple (conform National Book of Trade Customs, document găsit la Biblioteca Națională) sunt grâul (din care se face pâine) și șunca.
Între 1915 și 1918, în timpul Primului Război Mondial, Malta a devenit cunoscută sub porecla de Sora medicală a Mări Mediterane, din cauza numărului mare de soldați răniți care au fost aduși în Malta.
În 1919, trupele britanice au deschis focul asupra unui miting de protest împotriva unor noi taxe, omorând patru bărbați maltezi. Evenimentul, cunoscut sub numele de Sette Giugno⁠(d) (7 iunie în limba italiană), este comemorat în fiecare an și este una dintre cele cinci zile naționale.
Înainte de al Doilea Război Mondial, la Valletta a fost sediul central al Flotei Mediterane a Royal Navy. Cu toate acestea, în ciuda obiecțiilor lui Winston Churchill, comandamentul a fost mutat la Alexandria, Egipt, în aprilie 1937, de teama că ar fi fost prea sensibil la atacurile aeriene din Europa.
În timpul celui de al Doilea Război Mondial, Malta a jucat un rol foarte important pentru Aliați; fiind o colonie britanică, situată aproape de Sicilia și de coridoarele de transport ale Axei, Malta a fost bombardată de forțele aeriene italiană și germană. Malta a fost folosită de britanici pentru a lansa atacuri asupra marinei italiene și a avut o bază de submarine. Ea a fost folosită și ca post de ascultare și de citire a mesajelor radio germane, inclusiv pentru decriptarea traficului Enigma. Curajul maltezilor în cel de-al doilea Asediu al Maltei⁠(d) l-a impresionat pe regele George al VI-lea, care a acordat colectiv întregii Malte Crucea lui George⁠(d) la 15 aprilie 1942 „pentru a sta mărturie unui act de eroism și devotament, care va rămâne multă vreme celebru în istorie”. Unii istorici susțin că această decorație a făcut ca Marea Britanie să accepte pierderi disproporționate în apărarea Maltei, întrucât credibilitatea Imperiului Britanic ar fi avut de suferit dacă Malta ar fi capitulat, așa cum au făcut forțele britanice din Singapore. O reprezentare a lui Crucii lui George apare acum în colțul de la hampă în partea superioară a drapelului Maltei. Decorarea colectivă a rămas ceva unic până în aprilie 1999, când Royal Ulster Constabulary⁠(d) a devenit cel al doilea grup – și, până în prezent singurul alături de Malta – care a primit în colectiv Crucea lui George.

### Independența și Republica

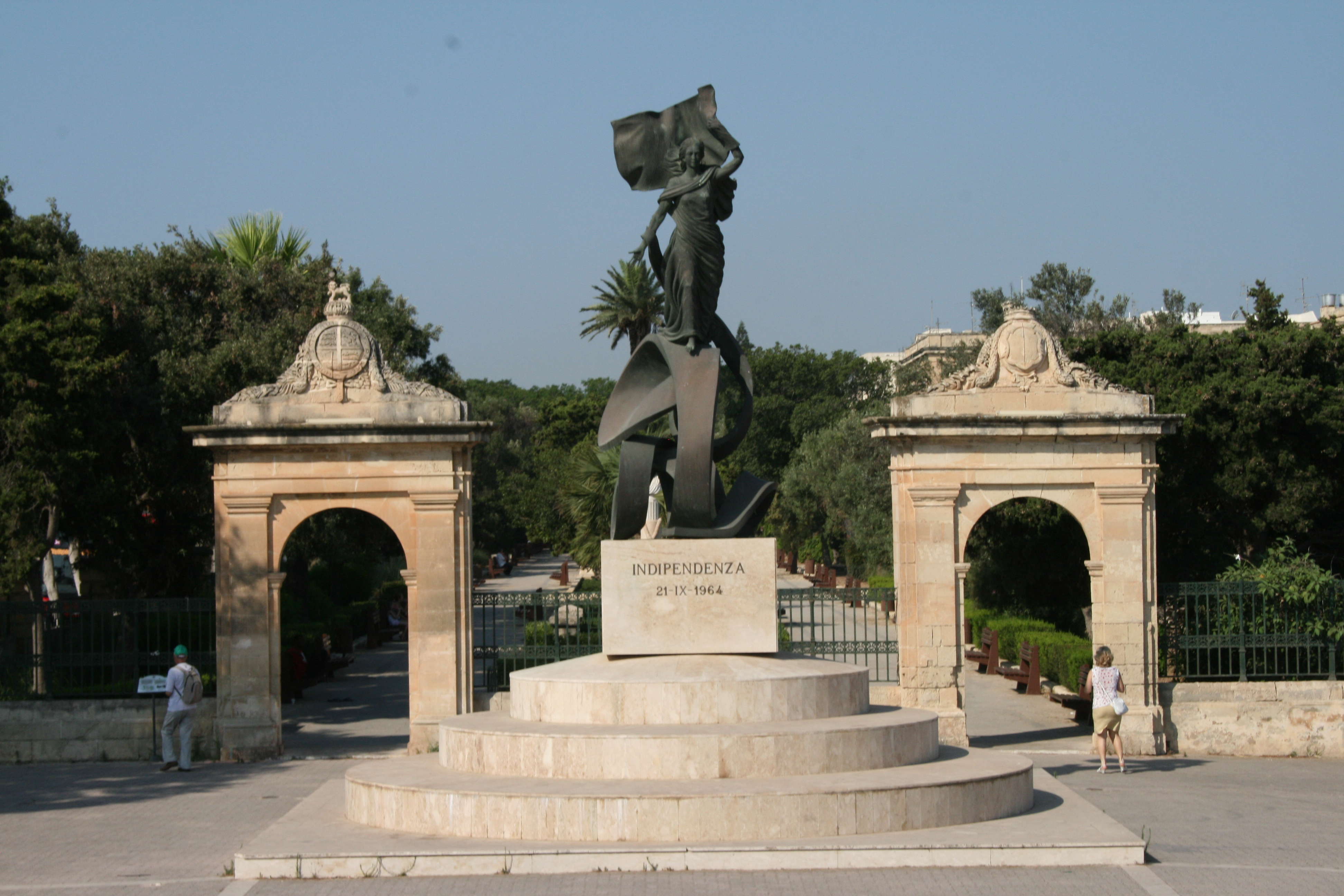
Monumentul independenței din Malta în

Malta și-a obținut independența pe 21 septembrie 1964 (Ziua Independenței⁠(d)), după negocieri intense cu Regatul Unit, conduse de prim-ministrul Maltez, George Borġ Olivier⁠(d). Conform constituției din 1964, Malta a păstrat-o inițial pe regina Elisabeta a II-a ca regină a Maltei⁠(d) și, astfel, ca șef al statului, cu un guvernator general⁠(d) care exercita autoritatea executivă în numele ei. În 1971, Partidul Laburist Maltez⁠(d), condus de Dom Mintoff⁠(d), a câștigat alegerile generale, și ca urmare Malta s-a proclamat republică pe 13 decembrie 1974 (Ziua Republicii⁠(d)) în cadrul Commonwealth-ului, cu un președinte⁠(d) ca șef al statului. Un acord în domeniul apărării, semnat la scurt timp după independență (și renegociat în 1972) a expirat la 31 martie 1979.

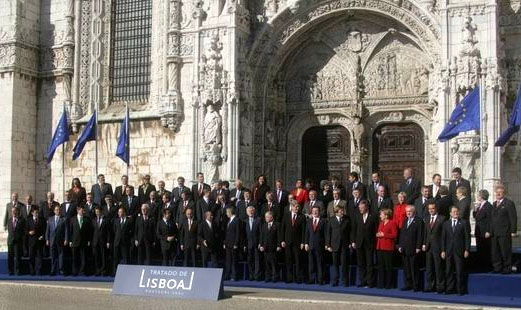
Malta a aderat la Uniunea Europeană în 2004 și semnat tratatul de la Lisabona în 2007.

Malta a adoptat o politică de neutralitate în 1980. În 1989, la Malta, a avut loc un summit între președintele american George H. W. Bush și liderul sovietic Mihail Gorbaciov, prima lor întâlnire față-în-față, care a semnalat sfârșitul Războiului Rece.
La 16 iulie 1990, prin ministrul de externe, Guido de Marco⁠(d), Malta a cerut oficial aderarea la Uniunea Europeană. După negocieri dificile, a avut loc un referendum pe 8 martie 2003, care a dus la un vot favorabil. Alegerile generale au avut loc la 12 aprilie 2003, și au dat prim-ministrului, Eddie Fenech Adami⁠(d), un mandat ferm pentru semnarea tratatului de aderare la Uniunea Europeană, la 16 aprilie 2003, la Atena, Grecia.
Malta a aderat la Uniunea Europeană la 1 mai 2004. În urma Consiliului European din 21-22 iunie 2007, Malta a aderat la zona euro la 1 ianuarie 2008.

## Politica

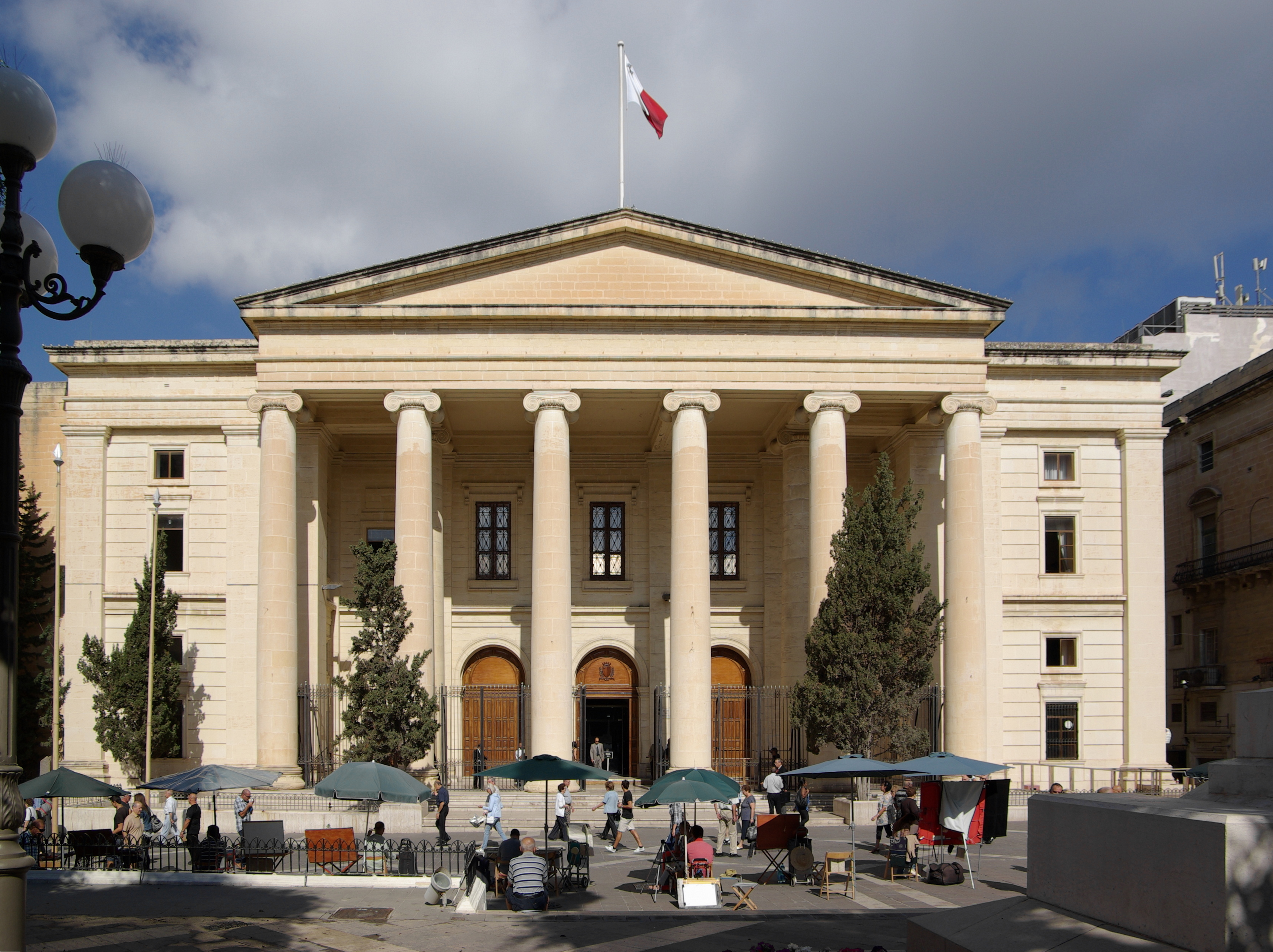
din Valletta

Malta este o republică al cărui sistem parlamentar și administrația publică sunt strâns modelate pe sistemul Westminster. Malta a avut a doua cea mai mare prezență la vot⁠(d) din lume (și cea mai mare pentru țările fără vot obligatoriu), pe baza prezenței la vot în alegerile generale pentru camera inferioară între 1960 și 1995. Parlamentullunicameral, format doar din Camera Deputaților, (în malteză, Kamra tad-Deputati), este ales prin vot universal direct, cu un sistem cu vot unic transferabil⁠(d) la fiecare cinci ani, cu excepția cazului în care parlamentul este dizolvat mai devreme de președinte⁠(d) la recomandarea prim-ministrului⁠(d).
Camera Deputaților este formată din 69 de parlamentari. Cu toate acestea, în cazul în care un partid câștigă o majoritate absolută a voturilor, dar nu are o majoritate a locurilor, acest partid primește locuri suplimentare pentru a-i asigura o majoritate parlamentară. Constituția Maltei prevede că președintele numește ca prim-ministru pe parlamentarul cel mai în măsură să obțină majoritatea în Cameră.
Președintele Maltei are un mandat de cinci ani, și este numit printr-o rezoluție a Camerei Deputaților efectuată cu majoritate simplă. Rolul președintelui ca șef al statului este în mare parte ceremonial. Principalele partide politice sunt Partid Naționalist⁠(d), de orientare creștin-democrată, și Partidul Laburist⁠(d), de orientare social-democrată. Partidul Laburist este în prezent la guvernare, prim-ministru fiind Joseph Muscat. Partidul Naționalist, cu Simon Busuttil, ca lider, este în opoziție. În Malta există și alte partide politice mai mici, care în prezent nu au reprezentare parlamentară.
Până la al Doilea Război Mondial, politica malteză a fost dominată de chestiunea limbii⁠(d), dezbătută între italofili și anglofili. Politica postbelică a tratat chestiuni constituționale privind relațiile cu Regatul Unit (în primul rând integrarea⁠(d) apoi independența⁠(d)) și, în cele din urmă, relațiile cu Uniunea Europeană.

### Împărțirea administrativă

Diviziunile administrative ale Maltei.

Malta are un sistem de guvernare locală din 1993, bazat pe Carta Europeană a Autonomiei Locale. Țara este împărțită în cinci regiuni, fiecare regiune avand propriul Comitet Regional, servind ca intermediar între nivelul administrației locale și cel al guvernării naționale. Regiunile sunt împărțite în consilii locale, din care există în prezent 68 (54 în Malta și 14 în Gozo). Șaisprezece „cătune”, care fac parte din consiliile locale, au propriul lor Comitet Administrativ. Cele șase districte⁠(d) (cinci pe insula principală) servesc în primul rând unor scopuri statistice.
Fiecare consiliu este alcătuit dintr-un număr de consilieri de la 5 la 13, în funcție de și relativ la populația pe care o reprezintă. Un primar și un viceprimar sunt aleși de către și din rândul consilierilor. Secretarul executiv, care este numit de către consiliu, este conducătorul executive, administrativ și financiar al consiliului. Consilierii sunt aleși la fiecare patru ani prin vot unic transferabil⁠(d). Au drept de vot persoanele eligibile pentru a vota în alegerile pentru Parlament, precum și cetățenii UE rezidenți. Datorită reformării sistemului, nu au avut loc alegeri înainte de 2012. De atunci, au avut loc alegeri la fiecare doi ani pentru jumătate din consilii, alternativ.
Consiliile locale sunt responsabile pentru întreținerea și înfrumusețarea generală a localității (inclusiv reparații la drumuri secundare), alocarea gardienilor publici și colectarea deșeurilor; ele îndeplinesc și îndatoriri administrative generale pentru guvernul central, cum ar fi colectarea chiriilor și fondurilor guvernamentale și răspunsul la interpelări ale cetățenilor.

### Relații externe
În ansamblul ei, Republica Malta are un acord de înfrățire cu 
- Insula Bainbridge, Washington

În plus, o serie de orașe și sate individuale din Malta sunt înfrățite cu unități administrative din străinătate.
Malta, ca membru al Uniunii Europene, are relații bilaterale cu cele mai multe țări din Europa. Relațiile bilaterale ale țării pe alte continente sunt foarte limitate, cu unele țări neexistând relații bilaterale. Japonia, Filipine și Australia și-au exprimat dorința de cooperare cu Malta în vederea unor viitoare relații bilaterale.

### Armata

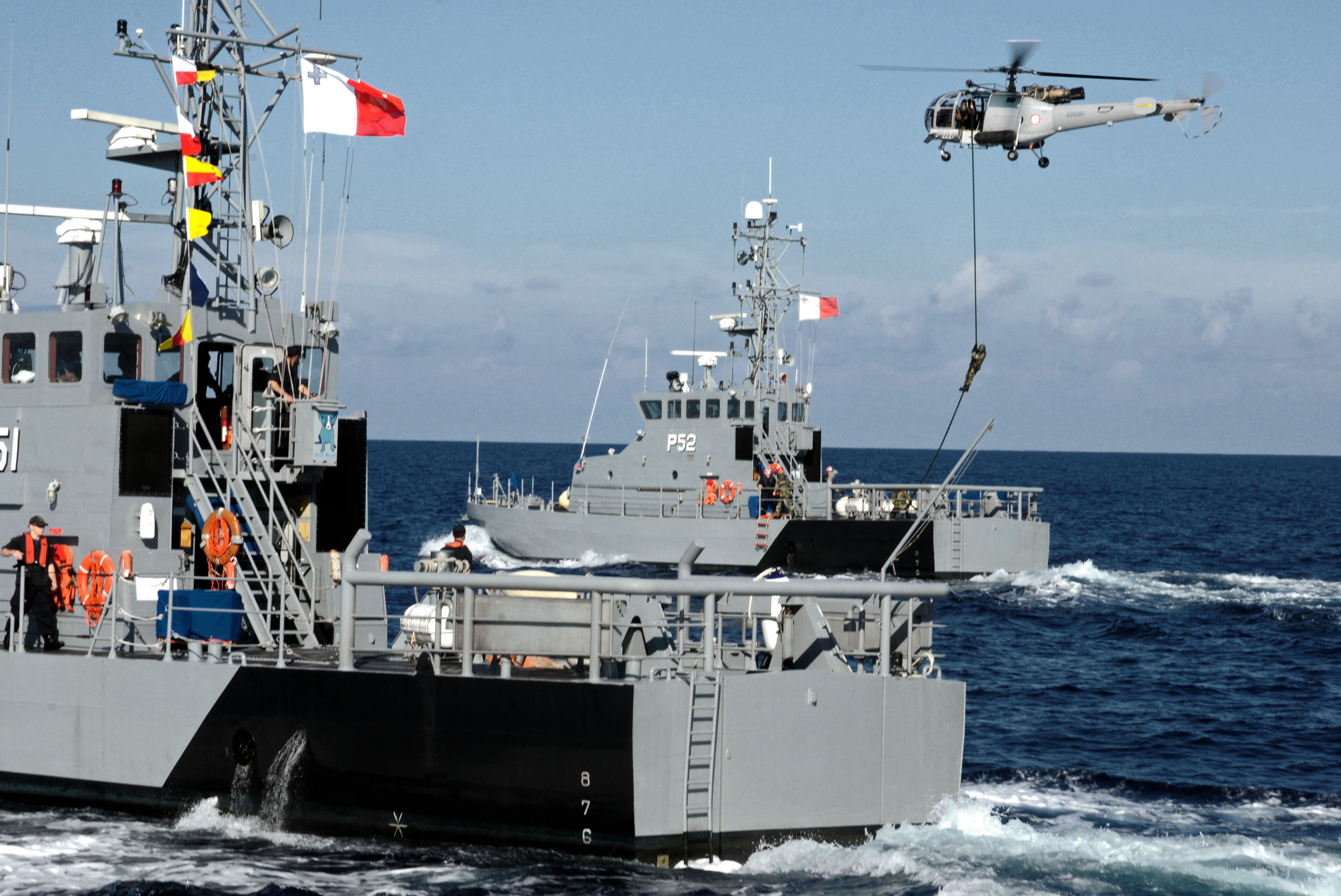
Nave de patrulare de clasa Protector ale Escadronului Maritim al AFM.

Obiectivul Forțelor Armate din Malta (AFM) este menținerea unei organizații militare, cu scopul principal de a apăra integritatea insulelor potrivit rolurilor stabilite de guvern într-un mod eficient și rentabil. Acest lucru este realizat prin păstrarea integrității apelor teritoriale și a spațiului aerian maltez.
AFM efectuează și operațiuni de combatere a terorismului, luptă împotriva traficului ilicit de droguri, efectuarea de operațiuni împotriva imigrației ilegale, patrule și operațiuni împotriva pescuitului ilegal, operațiuni de căutare și salvare⁠(d), securitate/supraveghere fizică/electronică a unor locații sensibile. Zona de căutare și salvare a Maltei se întinde de la est de Tunisia până la vest de Creta, și acoperă o suprafață de aproximativ 250.000 km2.
Ca organizație militară, AFM oferă sprijin de rezervă Poliției Malteze⁠(d) (MFP) și altor departamente guvernamentale/agenții în situațiile prevăzute în mod organizat, disciplinat, în caz de urgențe la nivel național (cum ar fi dezastrele naturale) sau în cazul unor probleme de securitate internă și pentru eliminarea bombelor.
La un alt nivel, AFM stabilește și/sau consolidează cooperarea bilaterală cu alte țări pentru a ajunge la mărirea eficacității operaționale în raport cu rolurile AFM.

## Geografie

Hartă fizică a Maltei

Malta este un arhipelag în Mediterana centrală (în bazinul estic), la circa 80 km (50 mile) sud de insula italiană Sicilia, peste Canalul Maltez⁠(d). Numai cele mai mari trei insule – Malta (Malta), Gozo (Għawdex) și Comino (Kemmuna) – sunt locuite. Insulele mici (a se vedea mai jos) sunt nelocuite. Insulele din arhipelag se află pe Platoul Maltez, un platou superficial submarin format din puncte înalte ale unei punți terestre între Sicilia și Africa de Nord, care au devenit izolate după ce nivelul mării a crescut după ultima Eră Glaciară. Arhipelagul este, prim urmare, situat în zona dintre plăcile tectonice Eurasiatică și Africană.
Numeroase golfuri de-a lungul coastei meandrate oferă locuri bune pentru amenajarea de porturi. Relieful este alcătuit din dealuri joase cu câmpii terasate. Cel mai înalt punct din Malta este Ta' Dmejrek, la 253 m , in apropiere de Dingli⁠(d). Deși există unele râuri mici în perioadele de ploi abundente, nu există cursuri de apă permanente sau lacuri în Malta. Cu toate acestea, unele izvoare au apă dulce pe tot parcursul anului la Baħrija⁠(d) aproape de Ras ir-Raħeb⁠(d), la l-Imtaħleb și San Martin, precum și în Valea Lunzjata din Gozo.
Din punct de vedere fitogeografic⁠(d), Malta aparține provinciei Liguro-Tireniene a Regiunii Mediteraneene din cadrul Regatului Boreal. Potrivit WWF, teritoriul Maltei aparține ecoregiunii „Pădurilor și Tufărișurilor Mediteraneene”.

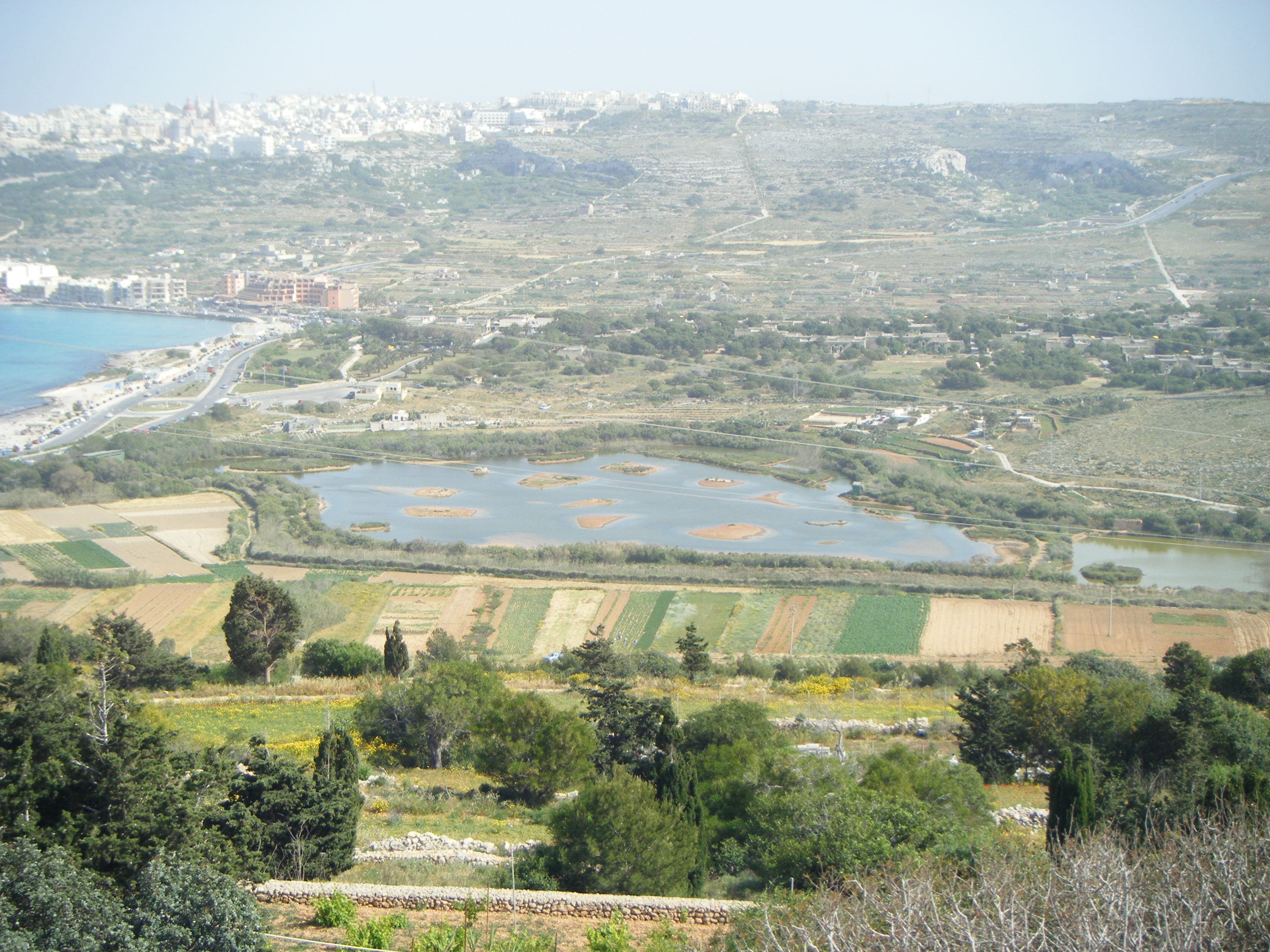
Peisaj maltez, Għadira

Insulele mai mici care fac parte din arhipelag sunt nelocuite și cuprind:
- Stânca Barbaġanni (Gozo)
- Cominotto⁠(d), (Kemmunett)
- Dellimara Island (Marsaxlokk⁠(d))
- Filfla (Żurrieq⁠(d))/(Siġġiewi⁠(d))
- Stânca Fessej
- Stânca Fungus⁠(d), (Il-Ġebla tal-Ġeneral) (Gozo)
- Stânca Għallis (Naxxar⁠(d))
- Stânca Ħalfa (Gozo)
- Large Blue Lagoon Rocks (Comino)
- Insulele Sf. Paul⁠(d)/Selmunett Island (Mellieħa)
- Insula Manoel⁠(d), legată printr-un pod cu orașul Gżira⁠(d), de pe insula principală
- Stâncile Mistra (Golful Sfântul Paul⁠(d))
- Stânca Taċ-Ċawl (Gozo)
- Punctul Qawra/Insula Ta' Fraben (Golful Sfântul Paul⁠(d))
- Stâncile Micii Lagune Albastre (Comino)
- Stânca Sala (Żabbar⁠(d))
- Stânca Xrobb l-Għaġin (Marsaxlokk⁠(d))
- Stânca Ta' taħt il-Mazz

### Clima

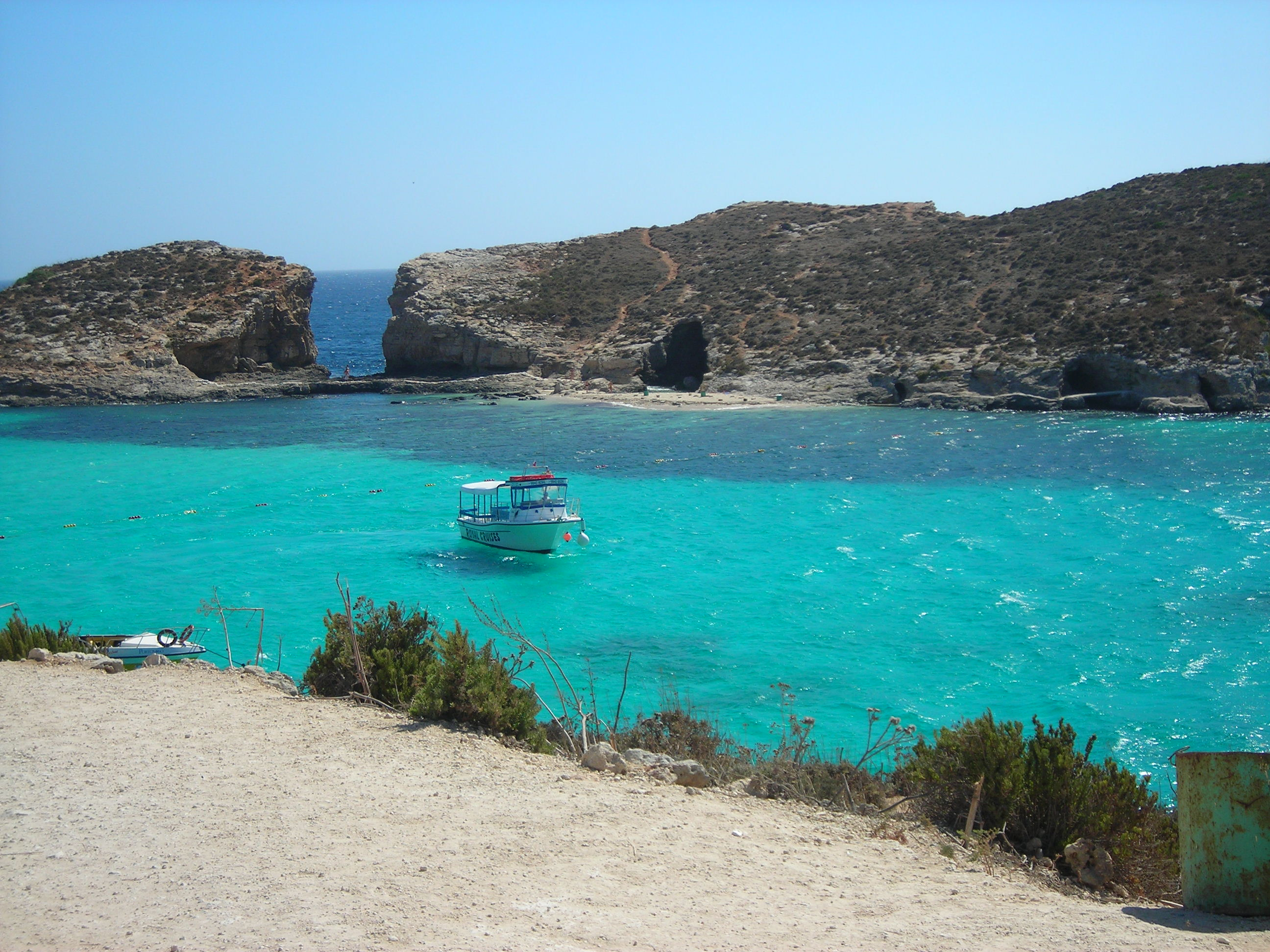
Golful Laguna Albastră dintre Comino și insula

Malta are un climat mediteranean (în clasificarea climatică Köppen Csa), cu ierni foarte blânde și veri calde până la fierbinți. Ploaia apare mai ales toamna și iarna, vara fiind, în general uscată. Potrivit International Living⁠(d), Malta este țara cu cea mai bună climă din lume.
Temperatura medie anuală este în jurul valorii de 23 °C (73 °F) în timpul zilei și 16 °C (61 °F) pe timp de noapte. În cea mai rece lună – ianuarie – de obicei temperatura maximă variază de la 12 la 20 °C (54-68 °F) în timpul zilei și cu minime de 7-12 °C (de la 45 la 54 °F) pe timp de noapte. În cea mai caldă lună, august – de obicei temperatura maximă variază de la 28 la 34 °C (82 la 93 °F) în timpul zilei și minimele de la 20 la 24 °C (68 la 75 °F) pe timp de noapte. În general – verile/sezonul de vacanță durează până la 8 luni, începând cu jumătatea lunii aprilie, cu temperaturi de 19-23 °C (66-73 °F) în timpul zilei și 13-14 °C (55-57 °F) pe timp de noapte, și se încheie în noiembrie, cu temperaturi de 17-23 °C (63-73 °F) în timpul zilei și 11-20 °C (52-68 °F) pe timp de noapte, deși și în restul de 4 luni temperaturile pot ajunge la 20 °C (68 °F). Dintre toate capitalele din Europa, Valletta, capitala Maltei, are cele mai calde ierni, cu temperaturi medii de aproximativ 16 °C (61 °F) în timpul zilei și 10 °C (50 °F) pe timp de noapte, în perioada ianuarie–februarie. În martie și decembrie temperatura medie este în jurul valorii de 17 °C (63 °F) în timpul zilei și 11 °C (52 °F) pe timp de noapte. Fluctuații mari de temperatură sunt rare.
Temperatura medie anuală a apei mării este de 20 °C (68 °F), de la 15-16 °C (59-61 °F) în februarie la 26 °C (79 °F) în luna August. În 6 luni – din iunie până în noiembrie – temperatura medie a apei mării depășește 20 °C (68 °F).
Durata de strălucire a soarelui⁠(d) totalizează circa 3.000 de ore pe an (cel mai mare număr din Europa), de la o medie de 5,2 ore de soare pe zi în decembrie la o medie de peste 12 ore în luna iulie. Aceasta este aproximativ dublu față de orașele din jumătatea de nord a Europei, pentru comparație: Londra – 1.461; cu toate acestea, în timpul iernii are până la de patru ori mai mult soare; pentru comparație: în luna decembrie, Londra are 37 de ore de soare , în timp ce Malta are peste 160.

### Urbanizarea
Potrivit Eurostat, Malta este compusă din două zone urbane lărgite⁠(d), denumite „Valletta” (pe principala insulă Malta) și „Gozo”. Conform cu Wendell Cox⁠(d), statul este identificat ca zonă urbană. Potrivit Rețelei Europene de Observare a Planificării Spațiale⁠(d), Malta este identificată ca fiind Arie Urbană Funcțională. Potrivit Organizației Națiunilor Unite, circa 95% din suprafața Maltei este zonă urbană și numărul este în creștere an de an. Conform rezultatelor studiilor ESPON și ale Comisiei Europene, „întreg teritoriul republicii Malta constituie o singură regiune urbană”.
Ocazional, în mass-media și publicații oficiale, Malta este menționată ca oraș-stat. Stema Maltei poartă și o coroană murală care „reprezintă fortificațiile Maltei și denotă orașul-stat”. Malta, cu o suprafață de 316 km2 (122 sq mi) și o populație de 0,4 milioane de locuitori, este una dintre cele mai dens populate țări din întreaga lume.

## Economia

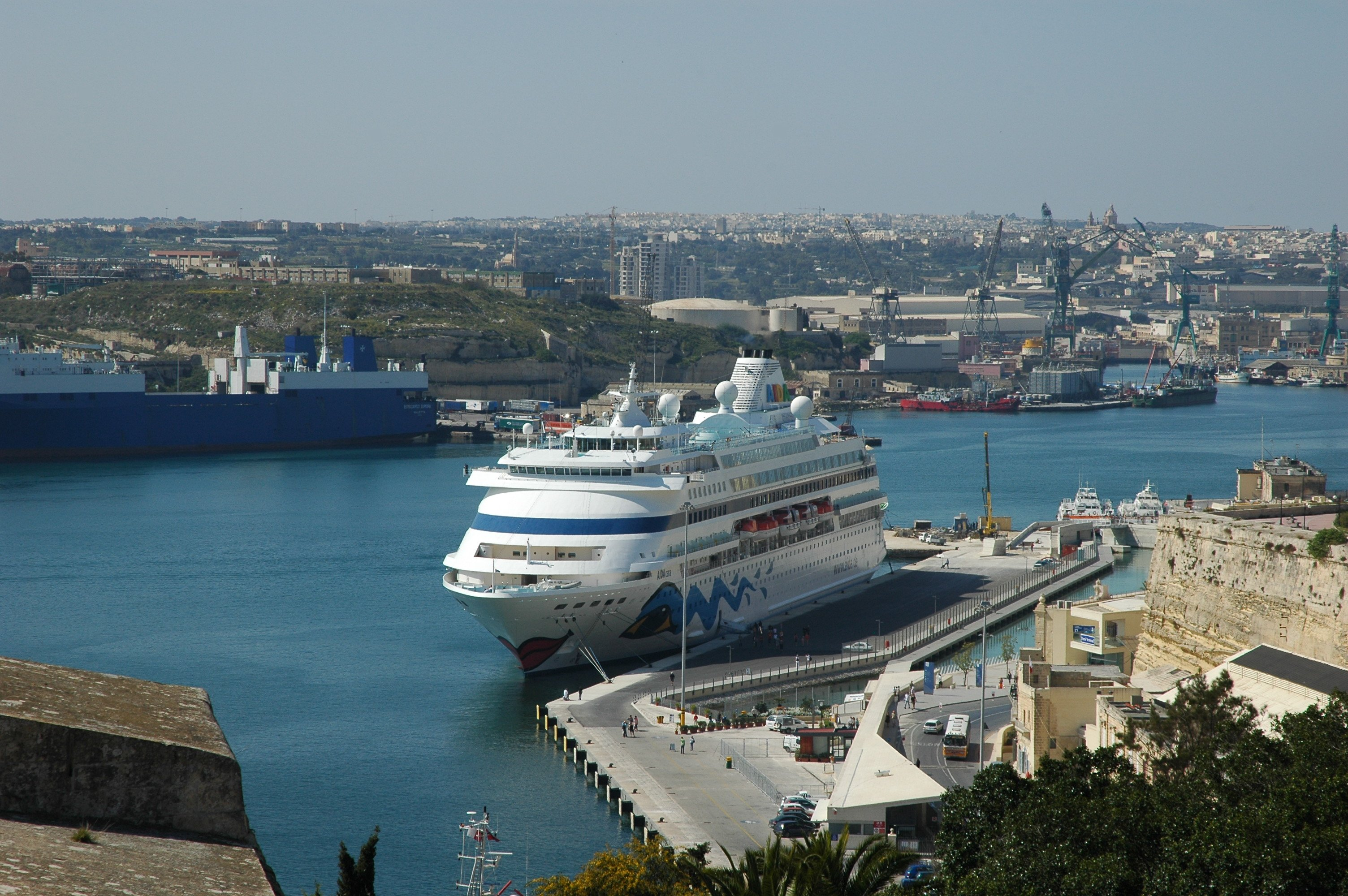
Zona industrială maritimă Valletta

Malta este clasificată ca economie avansată, împreună cu alte 32 de țări, potrivit Fondului Monetar Internațional (FMI). Până in 1800, exporturile Maltei depindeau de bumbac, tutun și de șantierele navale. Intrată sub control britanic, ele au ajuns să depindă de șantierele navale militare pentru sprijinul Marinei Regale, în special în timpul Războiului Crimeei din 1854. 
În 1869, deschiderea Canalului Suez a dat economiei  Maltei un impuls mare, întrucât s-a manifestat o creștere masivă a transportului maritim prin portul maltez. Navele ce opreau la docurile din Malta pentru realimentare a ajutat comerțul de antrepozit, care a adus beneficii suplimentare insulei.
Cu toate acestea, spre sfârșitul secolului al XIX-lea economia a început să scadă, și până în anii 1940, era în criză gravă. Un factor care a contribuit la criză a fost creșterea autonomiei noilor nave comerciale, care aveau mai rar nevoie de opriri pentru alimentare.

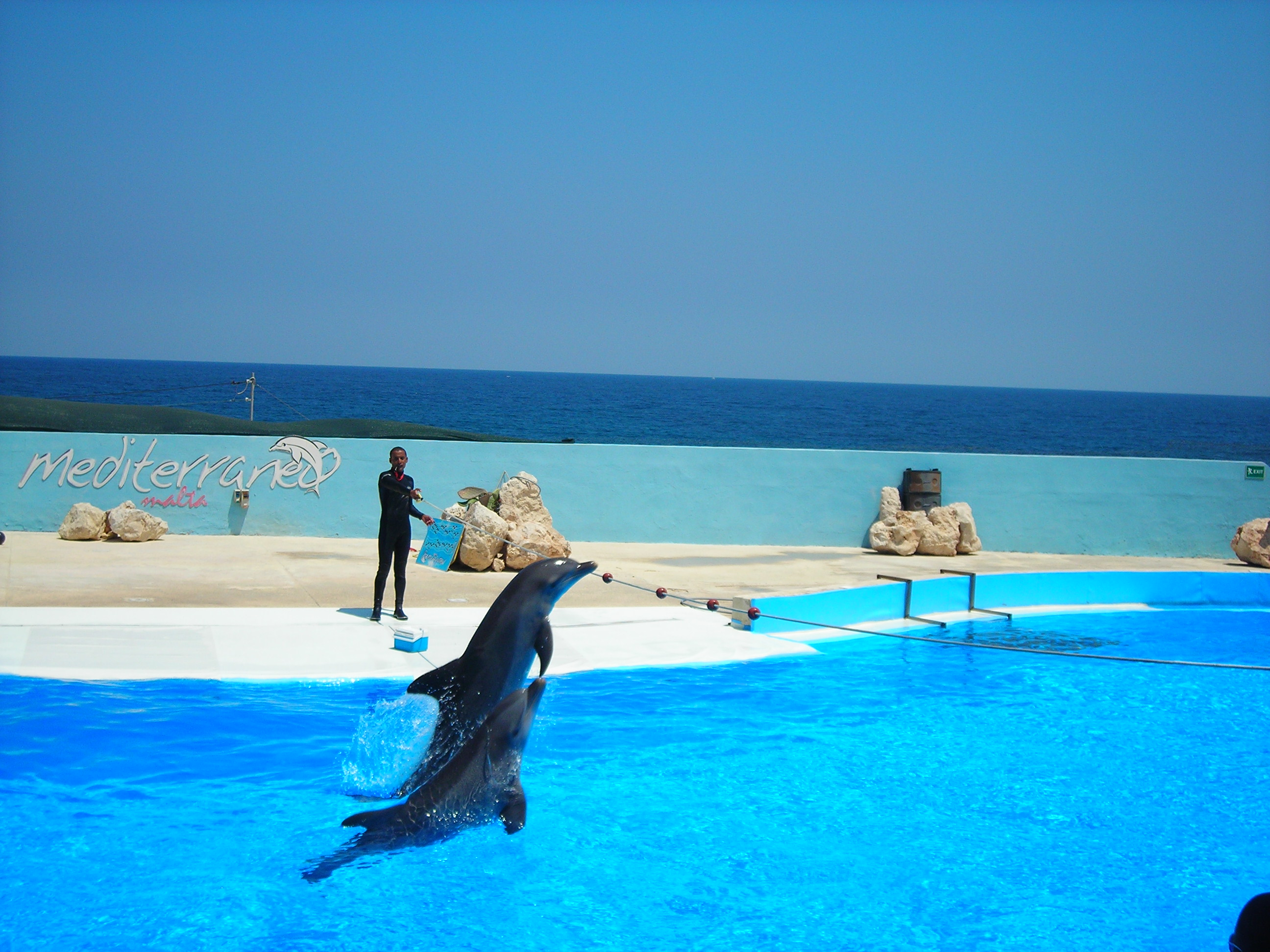
Spectacol cu delfini la Mediterraneo Marine Park. Turismul generează o parte semnificativă a PIB-ului Maltei.

În prezent, cele mai importante resurse ale Maltei sunt calcarul, poziția geografică favorabilă și productivitatea ridicată a forței de muncă. Malta produce doar aproximativ 20% din nevoile sale alimentare, are provizii limitate de apă dulce din cauza secetei din timpul verii și nu are surse interne de energie, cu excepția potențialului de exploatare a energiei solare, lumina soarelui fiind abundentă. Economia este dependentă de comerțul exterior (servind ca nod de transport internațional de mărfuri), de industria prelucrătoare (în special electronice și textile) și de turism.
Producția de film aduce o tot mai mare contribuție la economia malteză. Primul film în Malta a fost filmat în 1925 (Fiii mării); de atunci s-au turnat peste 100 de filme complet sau parțial în Malta. Malta a servit și ca decor pentru o mare varietate de locații și perioade istorice, inclusiv Grecia Antică, Roma Antică și cea modernă, Irak, Orientul Mijlociu și multe altele. Guvernul Maltez a introdus stimulente financiare pentru producătorii de film în 2005. Stimulentele pentru producătorii străini se ridică la 25%, la care se adaugă încă 2%, în cazul în care acțiunea filmului are loc în Malta.

Malta face parte din zona euro (albastru inchis)

Guvernul investește masiv în educație, inclusiv în învățământul superior.
În cursul pregătirilor pentru aderarea Maltei la Uniunea Europeană, la 1 mai 2004, au fost privatizate unele firme controlate de stat și unele piețe au fost liberalizate. De exemplu, guvernul a anunțat la 8 ianuarie 2007, că își vinde participațiunea de 40% la MaltaPost⁠(d), pentru a finaliza un proces de privatizare care desfășurat de-a lungul a cinci ani. În 2010, Malta a reușit să privatizeze serviciile de telecomunicații, serviciile poștale, șantierele navale și construcțiile navale.
Malta a făcut pași importanți și substanțiali către afirmarea ca actor global în administrația fondurilor  transfrontaliere pentru afaceri. Concurând împotriva unor țări precum Irlanda și Luxemburg, Malta se laudă cu forța de muncă multilingvă și cu un puternic sistem juridic. Malta are o reputație de transparență, combinată cu un Indice DAW de 6, și există o perspectivă de îmbunătățire a ambelor, pe măsură ce se va adopta din ce în ce mai mult din cadrul legislativ cuprinzător pentru servicii financiare. Malta are o autoritate de reglementare, MFSA, cu o mentalitate orientată spre dezvoltare, și țara a avut succes în atragerea de afaceri cu jocuri, avioane și nave de înregistrare, licențe de bănci emițătoare de carduri de credit și administrare de fonduri. Furnizorii de servicii pentru aceste industrii, inclusiv afaceri cu fonduri fiduciare, sunt o parte esențială a strategiei de creștere a insulei. Malta a făcut puternice progrese în punerea în aplicare a directivei UE privind Serviciile Financiare, inclusiv UCITs IV și, în curând, DAFIA. Ca bază pentru manageri de active alternative, care trebuie să se conformeze noilor directive, Malta a atras mai mulți jucători-cheie, între care IDS, Iconic Funds, Apex Fund Services și TMF/Customs House.
Malta și Tunisia discută în prezent exploatarea comercială a platoului continental dintre țările lor, în special pentru explorarea zăcămintelor de petrol. Discuții similare sunt în curs și cu Libia pentru acorduri similare.
Malta nu are un impozit pe proprietate. Piața proprietăților, în special în zona portului, este într-o explozie constantă, prețurile la apartamente în unele orașe, cum ar fi Sliema și Gzira fiind exorbitante.
Potrivit datelor Eurostat, PIB-ul pe cap de locuitor al Maltei era la nivelul a 96% din media UE în anul 2017 la paritatea puterii de cumparare, cu 32.300 de euro.

### Bănci și finanțe

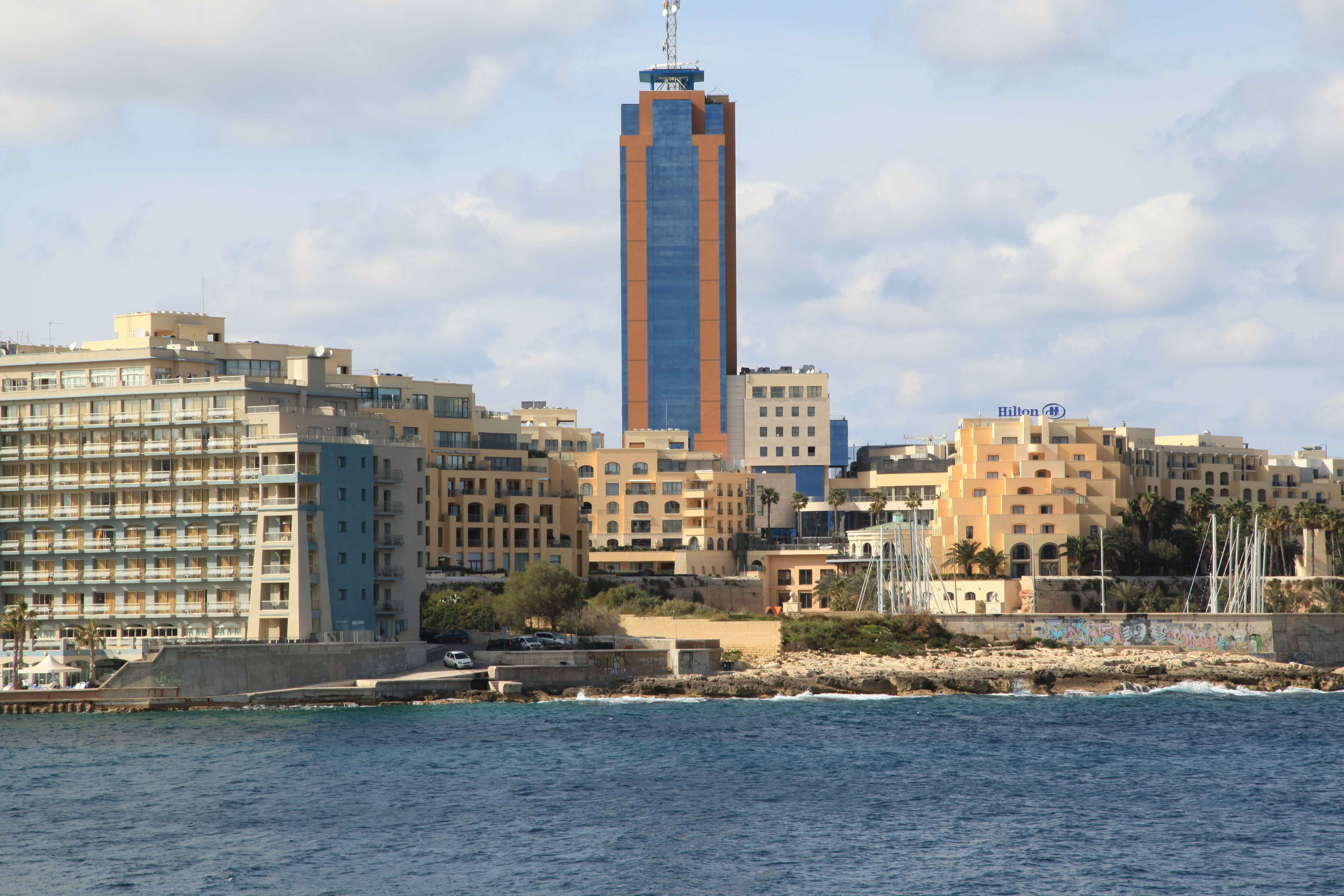
, cea mai înaltă clădire din Malta.

Cele mai mari două bănci comerciale sunt Bank of Valletta⁠(d) și HSBC Bank Malta⁠(d), ambele avându-și originile în secolul al XIX-lea.
Banca Centrală Malteză⁠(d) (Bank Ċentrali ta' Malta) are două domenii-cheie de responsabilitate: formularea și implementarea politicii monetare și promovarea unei bune și eficiente a sistemului financiar. Ea a fost înființată prin lege la 17 aprilie 1968. Guvernul maltez a intrat în ERM II la 4 mai 2005, și a adoptat euro ca monedă a țării la 1 ianuarie 2008.
FinanceMalta este organizația cvasi-guvernamentală însărcinată cu pregătirea și informarea liderilor de afaceri care vin la Malta și organizează seminarii și evenimente în întreaga lume subliniind puterea emergentă a Maltei ca jurisdicție pentru bănci și finanțe și asigurări.

### Transporturi

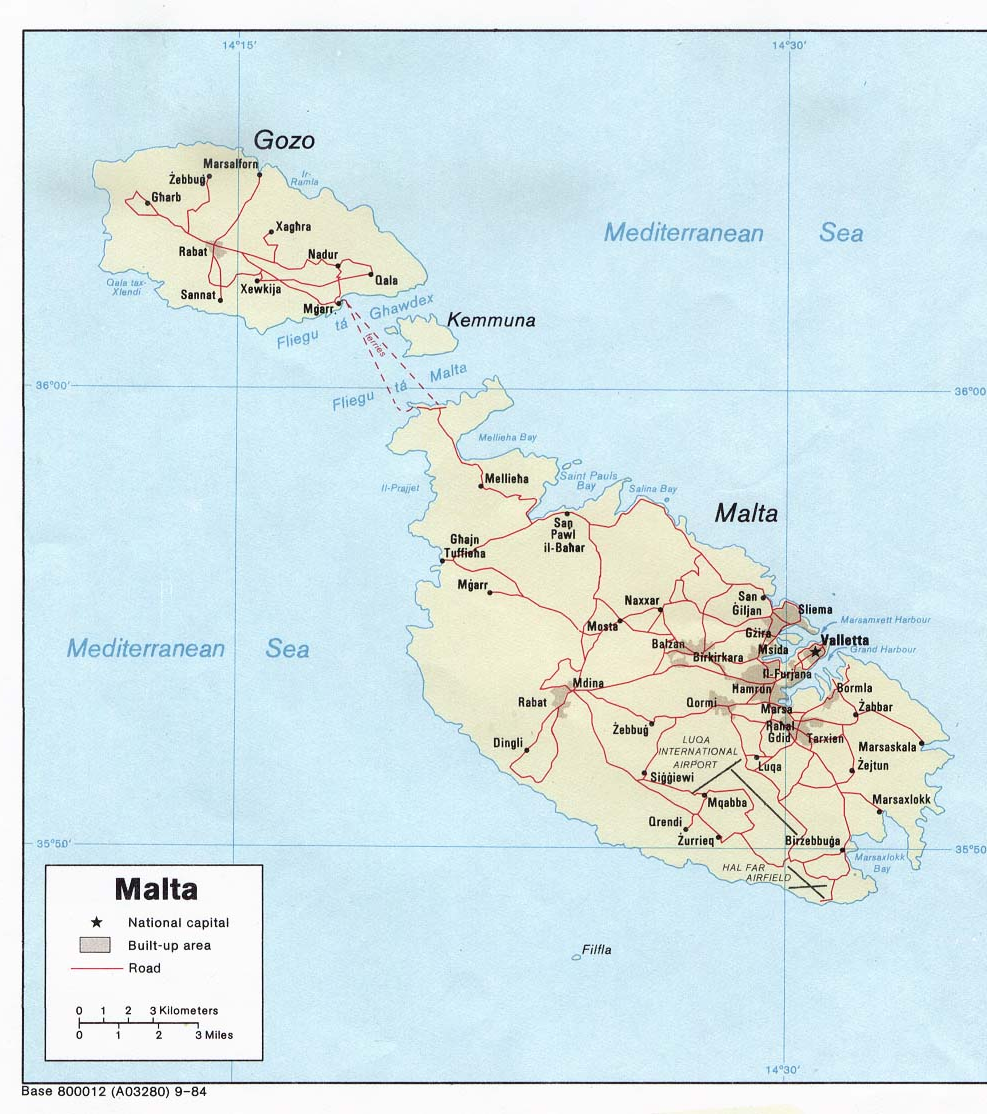
Principalele șosele

În Malta se conduce pe stânga⁠(d). Numărul de vehicule din Malta este extrem de mare, având în vedere dimensiunile foarte mici ale insulelor; rata deținerii de autovehicule în raport cu populația este a patra ca mărime din Uniunea Europeană. Numărul de mașini înmatriculate în 1990 se ridica la 182.254, adică o densitate de automobile de 582/km2 (1,510/sq mi).
Malta are 2254 km de drumuri, din care 1972 km (87,5%) sunt asfaltați și 282 km sunt neasfaltați (decembrie 2003).
Principalele drumuri din Malta de la cel mai sudic punct la punctul cel mai nordic sunt acestea: Triq Birzhebbuga în Birzhebbuga, drumul Għar Dalam și drumul Tal-Barrani în Żejtun, Santa Luċija Avenue în Paola, Strada Aldo Moro (drum principal), strada 13 decembrie și centura Ħamrun-Marsa în Marsa, Drumul Regional din Santa Venera/Msida/Gżira/San Ġwann, Drumul Sfântul Andrei în Swieqi/Pembroke, Drumul de Coastă în Baħar iċ-Ċagħaq, Drumul Salina, Kennedy Drive, centura Sfântul Paul și Xemxija Hill în San Pawl il-Baħar, Mistra Hill, Strada Wettinger (Mellieħa by-pass) și Drumul Marfa în Mellieħa.
Autobuzele⁠(d) (xarabank sau karozza tal-linj) sunt principala metodă de transport public. Înființată în 1905, compania a operat în insulele Malteze până în 2011 și autobuzele ei au devenit ele însele atracții turistice. Actualmente, ele sunt folosite și ca mijloc de publicitate, fiind reprezentate și ele pe diversele suveniruri vândute turiștilor.

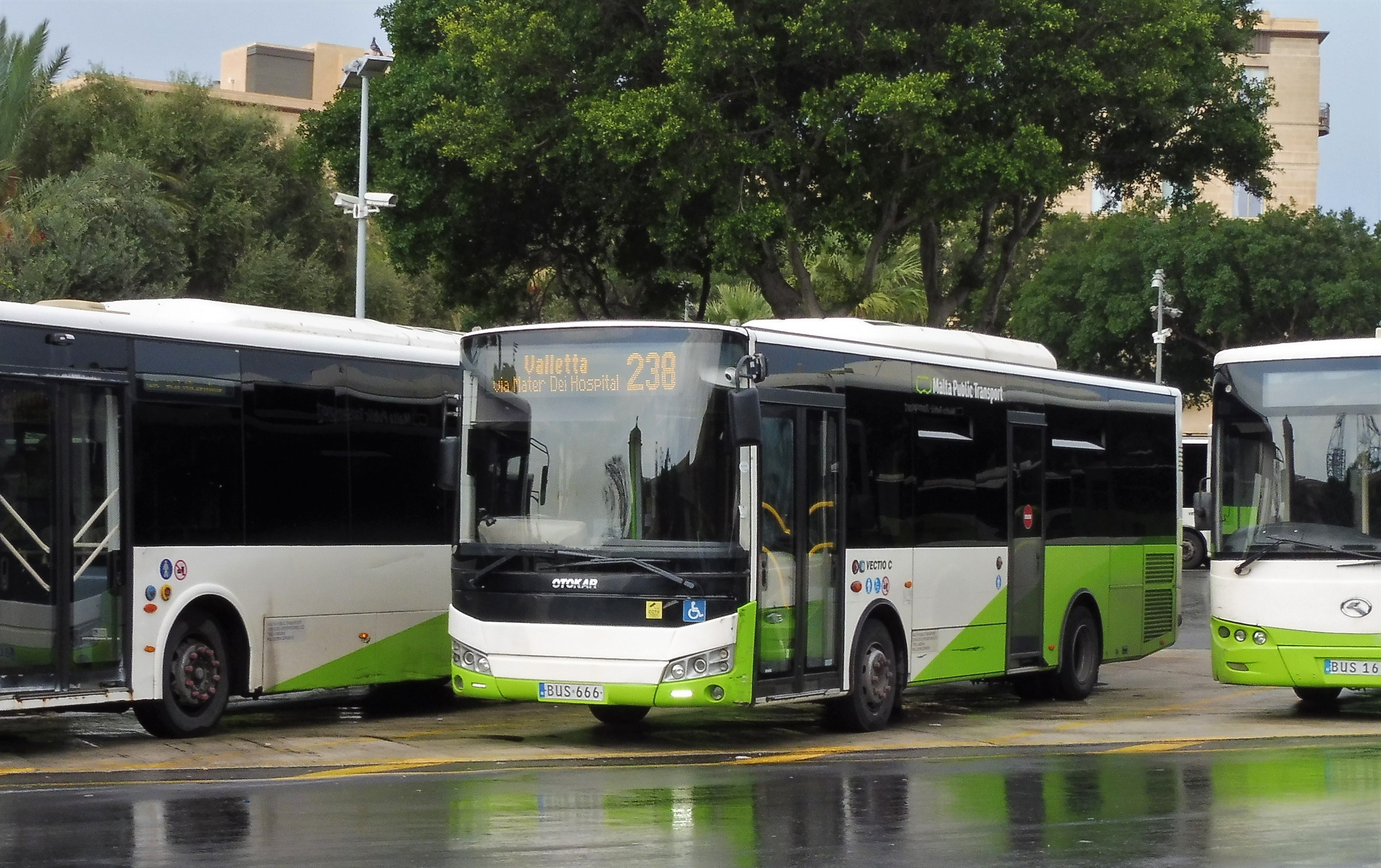
Autobuze malteze

Serviciul de autobuze a suferit o reformă extinsă în iulie 2011. Structura de management s-a schimbat de la șoferi independenți care conduceau propriile vehicule la un serviciu oferit de o singură companie, printr-un contract public (în Gozo, fiind considerat o rețea mică, serviciul a fost contractat prin atribuire directă). Licitația publică a fost câștigată de către Arriva Malta, un membru al grupului Arriva⁠(d), care a introdus o flotă de autobuze noi, construite de King Long,⁠(d) în special pentru deservirea Arriva Malta și cuprinzând și o mică flotă de autobuze articulate aduse de la Arriva Londra⁠(d). A folosit și două autobuze  mai mici, pentru un traseu doar prin Valleta și 61 de autobuze de nouă metri, care au fost utilizate pentru a fluidiza traficul pe rutele de înaltă densitate. În total Arriva Malta a rulat 264 autobuze. La 1 ianuarie 2014, din cauza dificultăților financiare,, Arriva a încetat operațiunile în Malta, care au fost naționalizate sub numle de Malta Public Transport de către guvernul maltez, un nou operator de autobuze urmând să preia operațiunile în viitorul apropiat. Guvernul a ales Autobuses Urbanos de León ca operator de autobuz pentru țară în octombrie 2014. Compania a preluat serviciul de transport pe 8 ianuarie 2015, păstrând în același timp numele Malta Public Transport, introducând cardul preplătit „tallinja card”. Cu tarife mai mici decât tariful plătit la utilizare, acesta poate fi alimentat on-line, prin intermediul tallinja.com. Cardul nu a fost bine primit la început, după cum relatau mai multe site-uri de știri locale. În prima săptămână din luna august 2015, au sosit încă 40 de autobuze de la producătorul turc Otokar și au fost puse în funcțiune.
Între 1883 și 1931, Malta a avut o linie de cale ferată care lega Valletta de cazărmile de la Mtarfa⁠(d) trecând prin Mdina și prin mai multe orașe și sate. Calea ferată a fost însă din ce în ce mai puțin utilizată și în cele din urmă închisă în totalitate, în urma introducerii de tramvaie  electrice și autobuze. La apogeul bombardamentelor din timpul celui de al Doilea Război Mondial, Mussolini a anunțat că forțele sale au distrus sistemul feroviar, dar la izbucnirea războiului, ruta feroviară era deja suspendată de peste nouă ani.

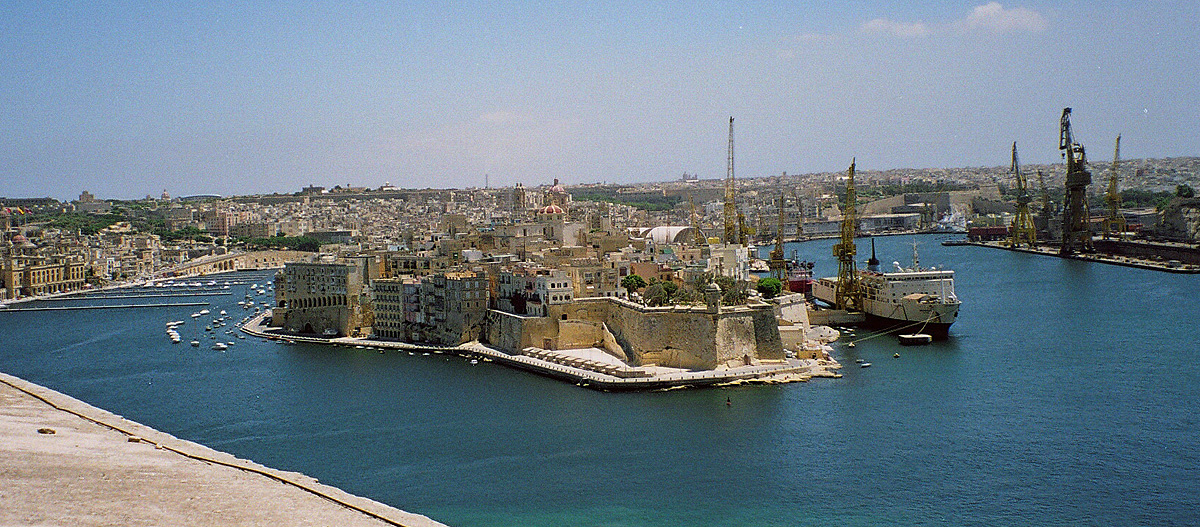
Grand Harbour

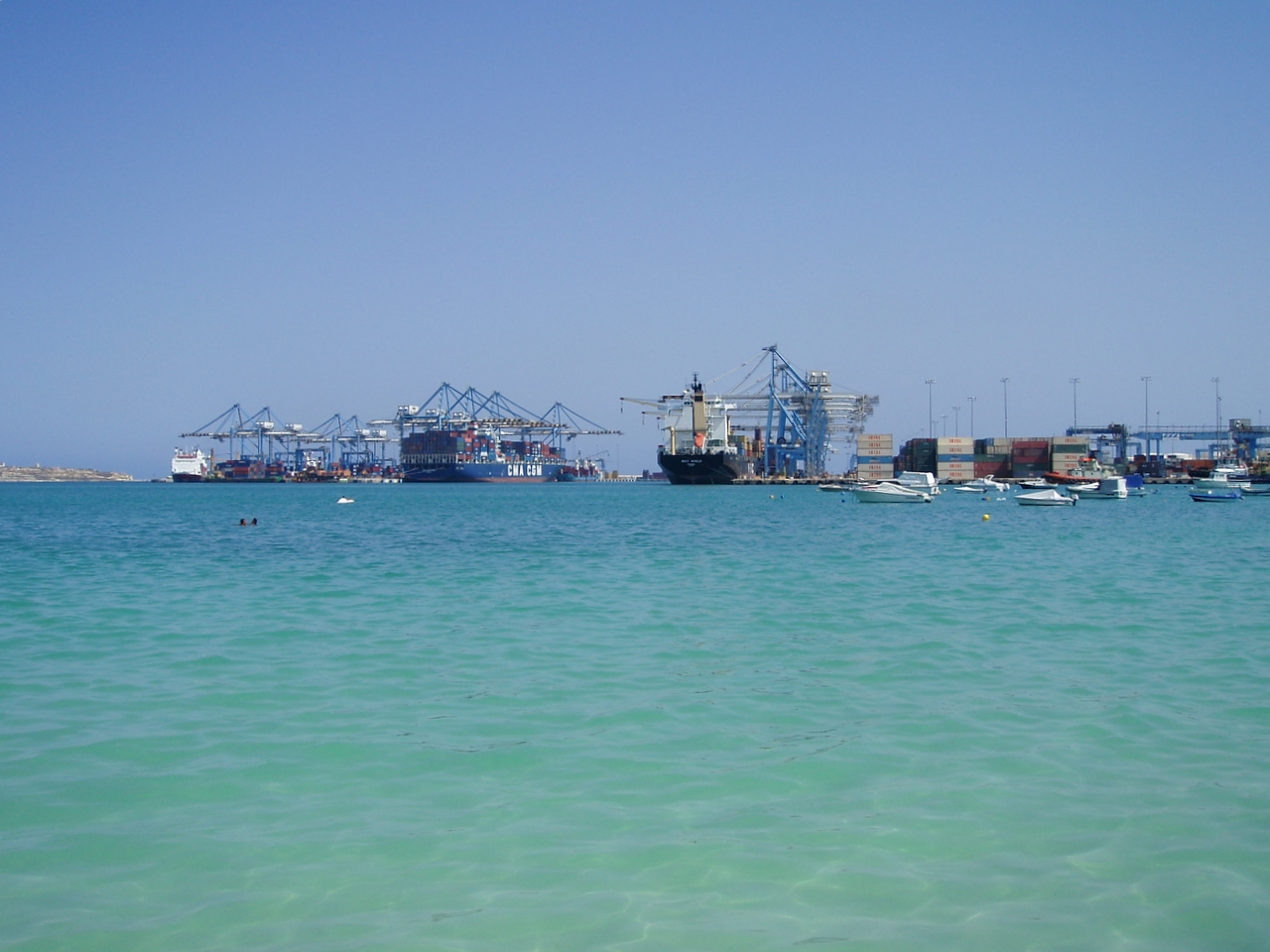
Malta Freeport, una dintre cele mai mari porturi europene.

Malta are trei mari porturi pe insula principală:
- Grand Harbour⁠(d) (sau Port il-Kbir), situat la est de capitala Valletta, este port din timpurile romane. Ea are mai multe docuri și cheiuri, precum și un terminal pentru linii de croazieră. Un terminal de la Grand Harbour deservește feriboturile care conectează Malta de Pozzallo și Catania , în Sicilia.
- Portul Marsamxett, situat în zona de vest a Vallettei, adăpostește mai multe porturi de iahturi.
- Marsaxlokk Harbour (Malta Freeport), în Birżebbuġa în partea de sud-est a Maltei, este terminalul de mărfuri principal al arhipelagului. Malta Freeport este al 11lea cel mai aglomerat port de containere din Europa și al 46-lea din lume , cu un volum comercial de 2,3 milioane de TEU în 2008.[154]

Există și două limane artificiale, unde s-au amenajat porturi unde funcționează serviciile de pasageri și de feribot serviciu care leagă portul Ċirkewwa⁠(d) de pe Malta și Portul Mgarr⁠(d) de pe Gozo. Feribotul face numeroase curse zilnice.

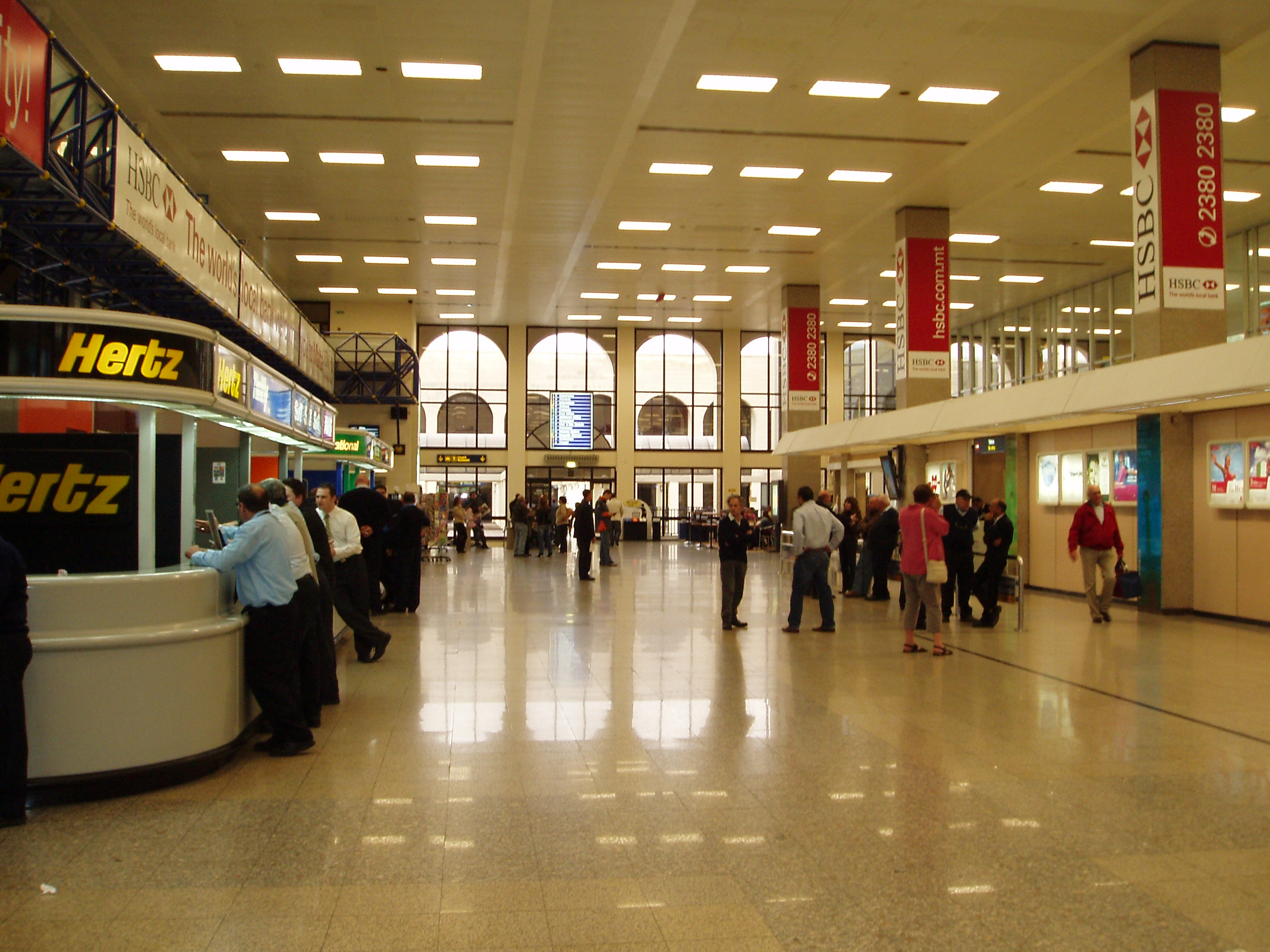
Aeroportul Internațional Malta

Aeroportul Internațional Malta (Ajruport Internazzjonali ta' Malta) este singurul aeroport care deservește insulele Malteze. Acesta este construit pe terenuri ocupate anterior de baza aeriană RAF Luqa⁠(d). Acolo este și un heliport, dar serviciul regulat către Gozo a încetat în 2006. Heliportul din Gozo se află în Xewkija⁠(d). Din iunie 2007, Harbour Air Malta operează o cursă de hidroavion de trei ori pe zi între terminalul maritim din Grand Harbour și Portul Mgarr din Gozo.
Alte două aerodromuri, de la Ta' Qali⁠(d) și Ħal Far⁠(d), au funcționat în timpul celui de al Doilea Război Mondial și în anii 1960, dar acum sunt închise. Astăzi, la Ta' Qali⁠(d) se află un parc național, un stadion⁠(d), atracția turistică Satul Meșteșugurilor și Muzeul Aviației din Malta⁠(d). Acest muzeu conservă mai multe aeronave, inclusiv avioane de luptă Hurricane și Spitfire care au apărat insula în al Doilea Război Mondial.

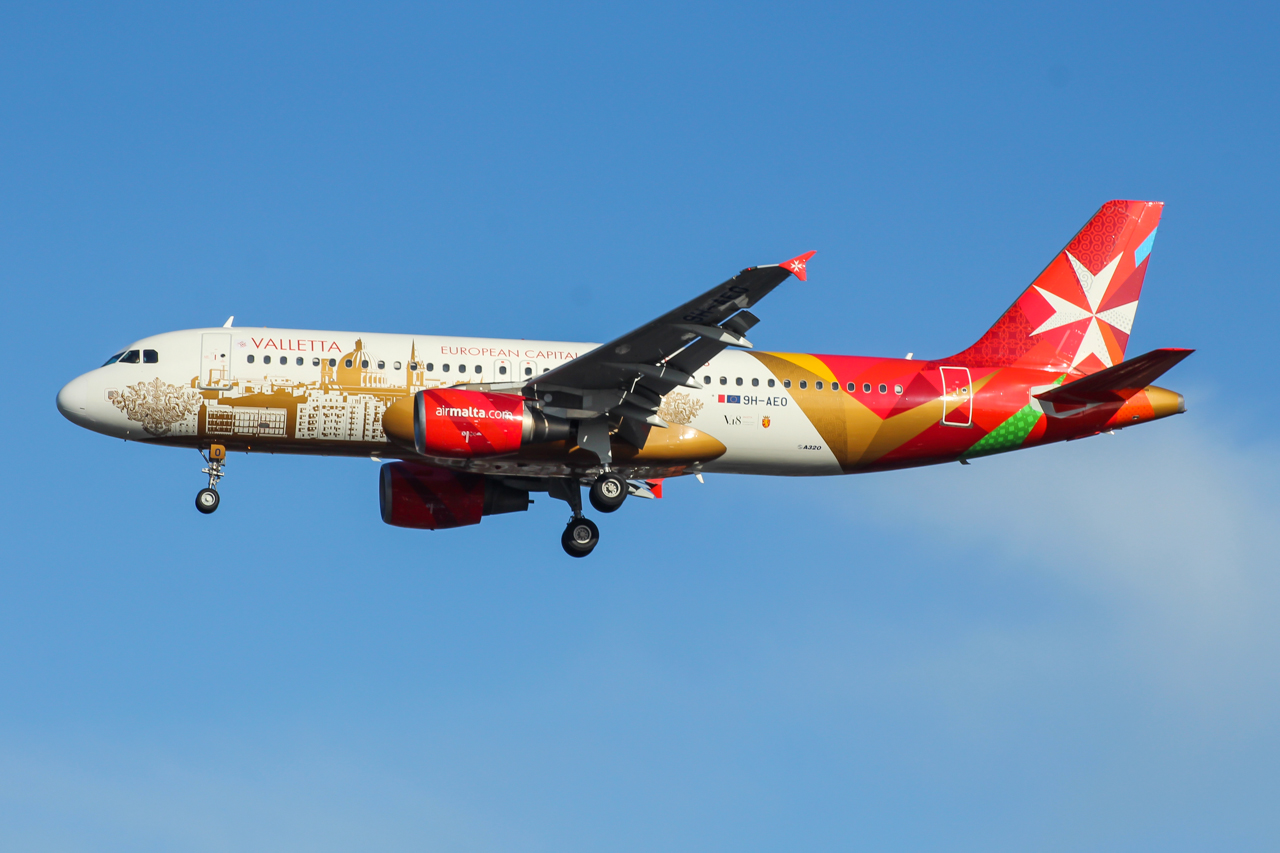
Airbus A320 al.

Compania aeriană națională este Air Malta⁠(d), cu baza la Aeroportul Internațional Malta. Ea operează servicii cu 36 de destinații din Europa și Africa de Nord. Proprietarii Air Malta sunt Guvernul Maltei⁠(d) (98%) și investitori privați (2%). Air Malta are 1547 de angajați și deține o participațiune de 25% în Medavia⁠(d).
Air Malta a încheiat peste 191 de acorduri interlinie de vânzare de bilete cu alte companii aeriene din IATA. Ea are și un acord de codeshare cu Qantas pe trei rute. În septembrie 2007, Air Malta a încheiat două acorduri cu Etihad Airways din Abu Dhabi prin care Air Malta închiria în sistem wet-lease două aeronave Airbus către Etihad Airways⁠(d) pe perioada iernii, începând cu 1 septembrie 2007, și oferea sprijin operațional pe un alt Airbus A320 închiriat către Etihad Airways.

### Comunicații
Rata de penetrare a telefoniei mobile în Malta se ridică la 101,3% la sfârșitul anului 2009. Malta folosește rețele de telefonie mobilă GSM900 & UMTS(3G), compatibil cu restul țărilor europene, cu Australia și cu Noua Zeelandă.
Numerele de telefon mobil au opt cifre, după ce anterior aveau doar șase. Nu există niciun fel de coduri zonale în Malta, cu toate acestea, după perioada de început, primele două cifre, și în prezent, a treia și a patra, erau atribuite în funcție de localitate. Numerele de telefon fix⁠(d) au prefixul 21 și 27, deși întreprinderile pot avea numere incepand cu 22 sau 23. Un exemplu ar fi 2*80**** pentru Żabbar⁠(d), și 2*23**** pentru Marsa⁠(d). Numerele de telefon din Gozitan sunt în general de forma 2*56****. Numere de telefonie mobilă au prefixul 79, 77, 98 sau 99. Când se apelează din străinătate un număr din Malta, se formează mai întâi codul de acces internațional (+), apoi codul țării, 356, și apoi numărul abonatului.
Numărul de abonați ai serviciilor TV cu plată a scăzut în 2012, întrucât abonații au început să se bazeze tot mai mult pe IPTV: numărul de abonați IPTV s-a dublat în șase luni, până în iunie 2012.
La sfârșitul anului 2012, GO⁠(d) a început să își extindă rețeaua FttH, oferind viteze de până la 200Mbit/s pentru serviciul „rapido”.
Pe la începutul anului 2012, Guvernul a cerut să se construiască o rețea națională FttH, cu ridicarea ratei minime de transfer de date în bandă largă de la 4Mbit/s la 100Mbit/s.

### Moneda
Monedele euro malteze prezintă crucea Malteză pe monedele de 1 și 2 euro, stema Maltei pe cele de €0,50, €0,20 €0,10 monede, și templele de la Mnajdra⁠(d) pe cele de €0,05, €0,02 și €0,01.
Malta a produs monede pentru colecționari cu valori nominale de la 10 la 50 de euro. Aceste monede continuă practica națională existentă de realizare de monede de aur și argint comemorative. Spre deosebire de emisiunile normale, aceste monede nu sunt mijloc legal de plată în toate zona euro. De exemplu, o monedă comemorativă malteză de 10 € nu poate fi utilizat în nicio altă țară.
Din 1972 până la introducerea Euro în 2008, moneda națională a fost lira malteză, care a înlocuit poundul maltez. Poundul înlocuise și el la rândul său scudo maltez⁠(d) în 1825.

### Turism

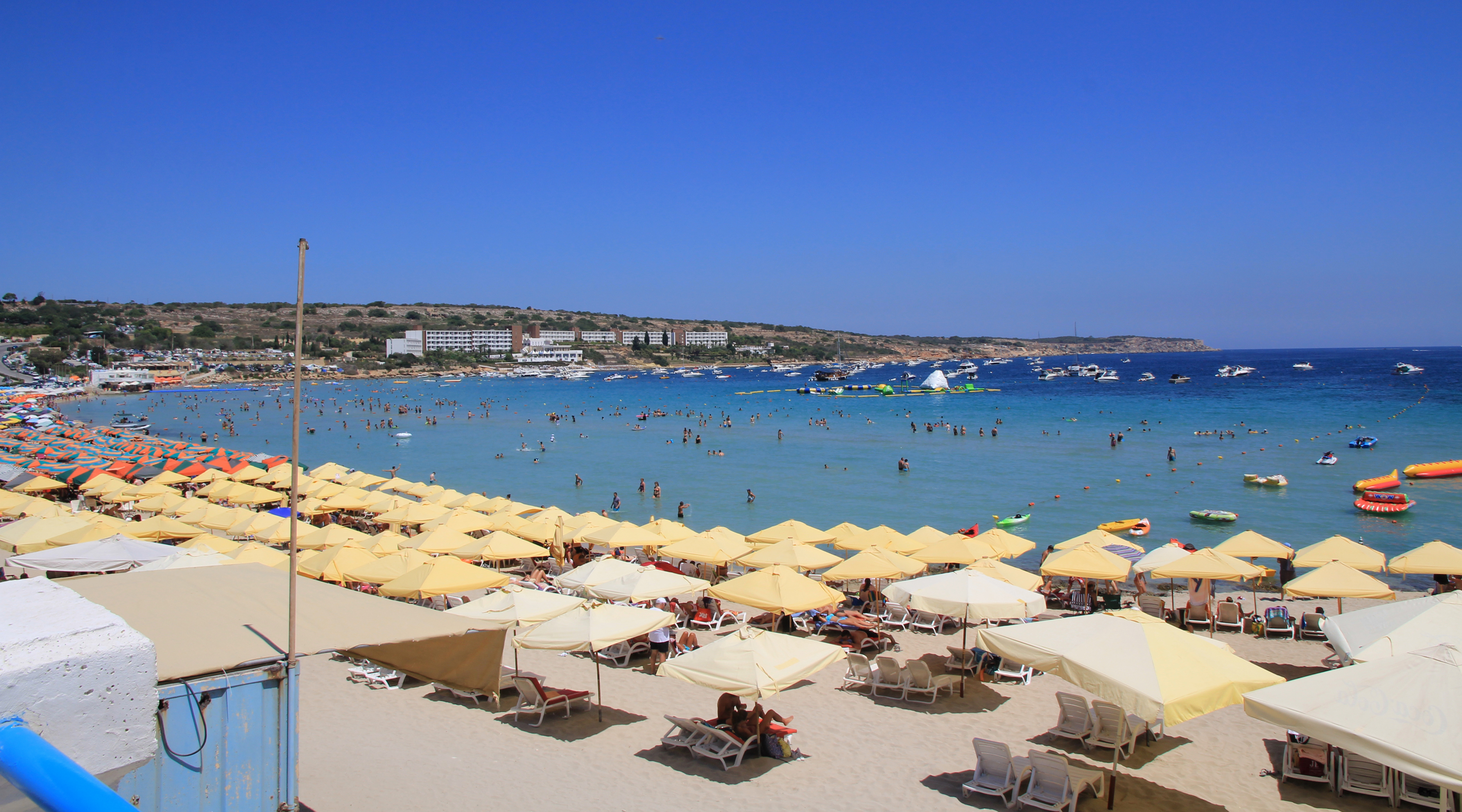
Plaja Mellieħa Bay

Malta este o destinație turistică populară, cu 1,6 milioane de turiști pe an. De trei ori mai mulți turiști vizitează țara anual decât numărul de rezidenti. Infrastructura de turism a crescut dramatic în ultimii ani și pe insulă sunt prezente mai multe hoteluri de bună calitate, deși supradezvoltarea și distrugerea locuințelor tradiționale este un motiv de îngrijorare crescândă. Un număr tot mai mare de maltezi călătoresc în străinătate în vacanță.
În ultimii ani, Malta s-a promovat și ca destinație de turism medical⁠(d), această industrie fiind dezvoltată de mai mulți furnizori de servicii de turism medical⁠(d) . Cu toate acestea, niciun spital maltez nu este acreditat internațional pentru servicii sanitare⁠(d). Malta este populară în rândul turiștilor medicali britanici, ceea ce face spitalele malteze să obțină mai degrabă acreditări de compatibilitate cu serviciile britanice, cum ar fi cu schema de acreditare Trent⁠(d). Dubla acreditare la Comisia Mixtă de orientare americană este necesară spitalelor din Malta dacă doresc să concureze cu Orientul Mijlociu și America Latină pentru turiștii medicali din Statele Unite ale Americii.

### Știință și tehnologie
Malta a semnat un acord de cooperare cu Agenția Spațială Europeană (ESA) pentru cooperarea mai intensă în proiecte ESA. Consiliul Maltez pentru Știință și Tehnologie (MCST) este organismul civil responsabil pentru dezvoltarea științei și tehnologiei la nivel educațional și social. Majoritatea studenților din domeniul științelor în Malta absolvă Universitatea din Malta și sunt reprezentați de S-Cubed (Societatea Studenților în Științe), UESA (Asociația Studenților în Inginerie) și ICTSA (Asociația Studenților din ICT al Universității din Malta).

## Demografia
Malta efectuează recensăminte ale populației și locuințelor la fiecare zece ani. Recensământul din noiembrie 2005 a numărat circa 96% din populație. Un raport preliminar a fost eliberat în aprilie 2006, iar rezultatele au fost ponderate pentru a estima pentru 100% din populație.
Maltezii autohtoni alcătuiesc majoritatea pe insulă. Cu toate acestea, există minorități, dintre care cele mai mari sunt cea de britanici, dintre care mulți sunt pensionari.
Populația Maltei era în iulie 2011 estimată la 408.000 de locuitori. În 2005, 17% aveau vârsta sub 14 ani, 68% au fost în grupa de vârstă 15-64 ani, în timp ce restul de 13% aveau 65 de ani și peste. Densitatea populației în Malta este de 1,282 pe km², de departe cea mai mare din UE și una dintre cele mai mari din lume. Prin comparație, densitatea medie a populației pentru întreaga lume (numai uscatul, cu excepția Antarcticiia) era de 54 pop./km² în iulie 2014.
Singurul recensământ care arată o scădere a populației a fost cel din 1967, cu o scădere totală de 1,7%, ce poate fi atribuită unui val de emigrație a rezidenților maltezi. Populația rezidentă de maltezi pentru anul 2004 a fost estimată la 97.0 indicii% din totalul populației rezidente.
Toate recensămintele de la 1842 încoace au arătat un ușor exces al femeilor fată de bărbați. Recensămitnele din 1901 și 1911 au fost cel mai aproape de a înregistra un echilibru. Cel mai mare raport femei-bărbați a fost atins în anul 1957 (1088:1000), dar de atunci raportul a scăzut continuu. Recensământul din 2005 a arătat un raport de 1013:1000.
Creșterea populației a încetinit, de la +9.5% între recensămintele din 1985 și 1995, la +6.9% între recensămintele din 1995 și 2005 (o medie anuală de +0.7%). Rata natalității se ridica la 3860 (o scădere de 21,8% la recensământul din 1995) și rata deceselor la 3025. Astfel, a existat o creștere naturală a populației de 835 (comparativ cu +888 pentru anul 2004, din care peste o sută au fost rezidenți străini).

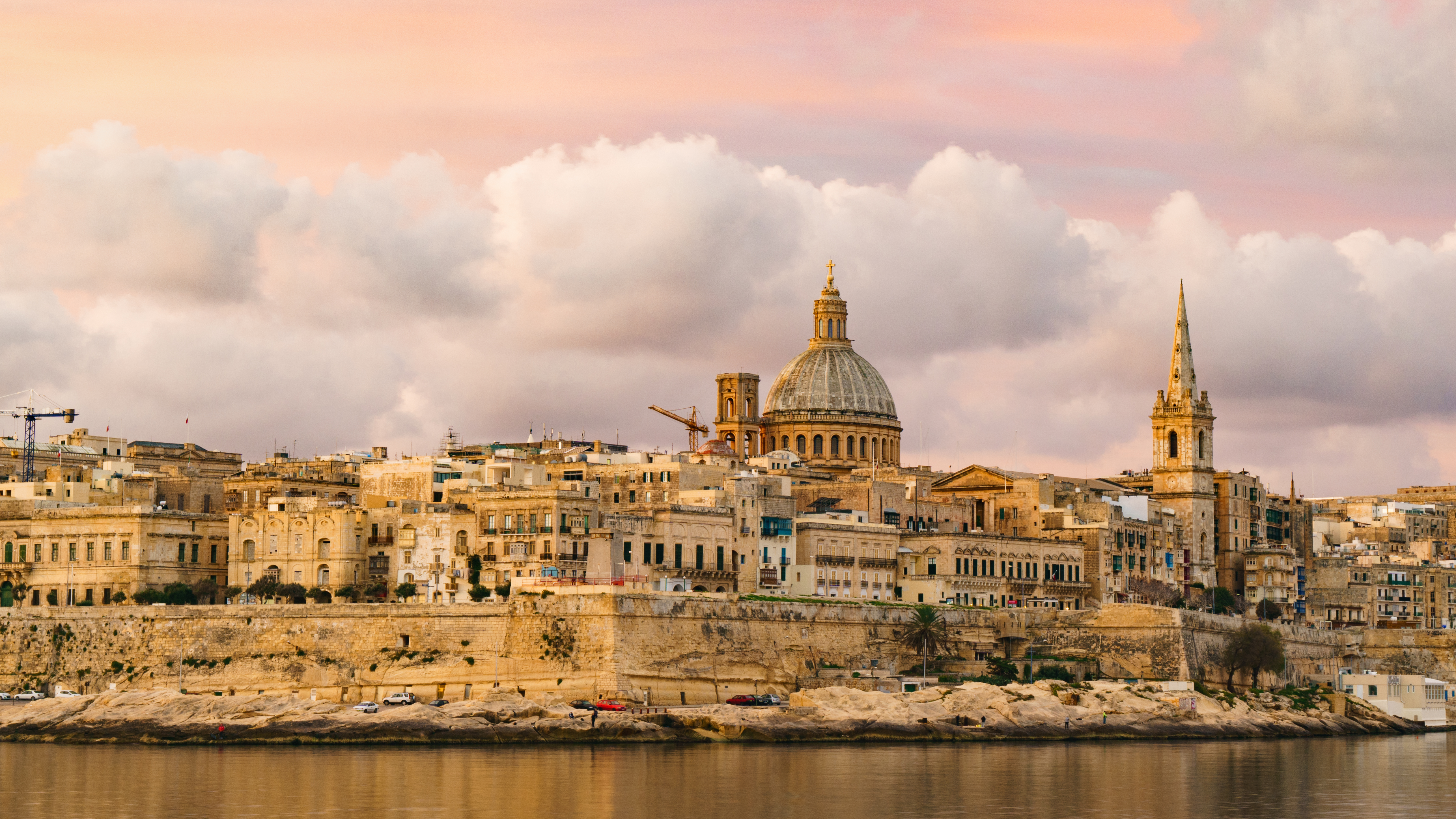
Valletta, capitala istorică a Maltei

Structura pe vârste a populației este similară cu structura pe vârste în toată UE. Din 1967 s-a observat o tendință care indică o populație în curs de îmbătrânire, și este de așteptat să continue în viitorul apropiat. În Malta, raportul de depentență a vârstnicilor a crescut de la 17,2% în 1995 la 19,8% în anul 2005, rezonabil mai mic decât media UE de 24,9%; 31,5% din populația malteză este în vârstă de sub 25 de ani (în comparație cu UE, 29,1%); dar grupul de vârstă 50-64 constituie 20,3% din populație, semnificativ mai mare decât în ansamblul UE, 17,9%. Acest raport este de așteptat să continue să crească în mod constant în următorii ani.
Legislația malteză recunoaște atât căsătoriile civile, cât și cele religioase. Anulările căsătoriilor de către instanțele ecleziastice și de către cele civile sunt independente și nu sunt neapărat reciproc recunoscute. Malta a votat în favoarea unei noi legislații a divorțului într-un referendum ce a avut loc pe 28 mai 2011. Avortul în Malta este ilegal. O persoană trebuie să fie de 16 ani să se căsătorească. Numărul mireselor cu vârsta sub 25 de ani a scăzut de la 1471, în 1997, la 766 în 2005, în timp ce numărul de miri sub 25 de ani a scăzut de la 823 la 311. Există o tendință constantă ca femeile să fie mai predispuse decât bărbații să se căsătorească la o vârstă mai fragedă. În anul 2005 au fost 51 de mirese cu vârste cuprinse între 16 și 19 ani, în comparație cu 8 miri.
La sfârșitul anului 2007, populația din Insulele Malteze se ridica la 410.290 de locuitori și era de așteptat să ajungă la 424.028 până în 2025. În momentul de față,
 femeile sunt ceva mai numeroase decât bărbații, alcătuind 50,3% din populație. Cea mai mare proporție a persoanelor – 7,5% – erau în vârstă de 25-29 de ani, și de 7,3%, în fiecare dintre categoriile de vârstă 45-49 și 55-59.
Rata totală a fertilității⁠(d) era estimată în 2013 la 1,53 copii născuți/femeie, care este sub rata de înlocuire de 2,1. În 2012, 25,8% din nașteri au fost de la femei necăsătorite. Speranța de viață în anul 2013 a fost estimată la 79,98 ani (77,69 ani bărbații, 82,41 de ani femeile).

### Limbile
Limba Malteză (în malteză Malti) este prin Constituție limba națională din Malta, devenind și limbă oficială însă abia în anul 1934. Anterior, limba oficială și culturală în Malta fusese siciliana din secolul al XII-lea, și dialectul italian toscan⁠(d) din secolul al XVI-lea. Alături de malteză, engleza (impusă de britanici după 1800) este și ea limbă oficială a țării și, prin urmare, legile țării sunt adoptate atât în malteză cât și în engleză. Cu toate acestea, Constituția prevede că dacă există vreun conflict între textele de lege în malteză și în engleză, textul în limba malteză va prevala.
Malteza este o limbă semitică care se trage din actualmente defuncta arabă siciliană (siculo-arabă⁠(d)), din sudul Italiei. Alfabetul maltez⁠(d) este format din 30 de litere bazate pe alfabetul latin, inclusiv diacriticele ż, ċ și ġ, precum și simbolurile gh⁠(d), ħ, și ie⁠(d).
Malteza are un substrat semitic cu împrumuturi substanțiale din siciliană, din italiană, puțin din franceză, și, mai recent, și din ce în ce mai mult, din engleză. Caracterul hibrid al limbii malteze a fost acumulat într-o perioadă lungă de bilingvism urban maltezo-sicilian care a transformat treptat vorbirea rurală și care s-a încheiat la începutul secolului al XIX-lea când malteza a ajuns limbă de comunicare pentru întreaga populație autohtonă. Limba cuprinde dialecte diferite, care pot varia foarte mult de la un oraș la altul sau de la o insulă la alta.
Eurobarometrul afirmă că 100% din populație vorbește limba malteză. De asemenea, 88% din populație vorbește limba engleză, 66% în limba italiană, și 17% limba franceză. Această cunoaștere pe scară largă a unei a doua limbi face ca Malta să fie una dintre cele mai multilingve țări din Uniunea Europeană. Un sondaj de opinie publică ce a întrebat în ce limbă „preferă” respondenții a descoperit că 86% din populație și-a exprimat preferința pentru malteză, 12% pentru limba engleză, și 2% pentru italiană. Chiar și așa, canalele de televiziune în italiană care emit din Italia, cum ar fi Mediaset și RAI, sunt recepționate în Malta și rămân populare.

### Religia

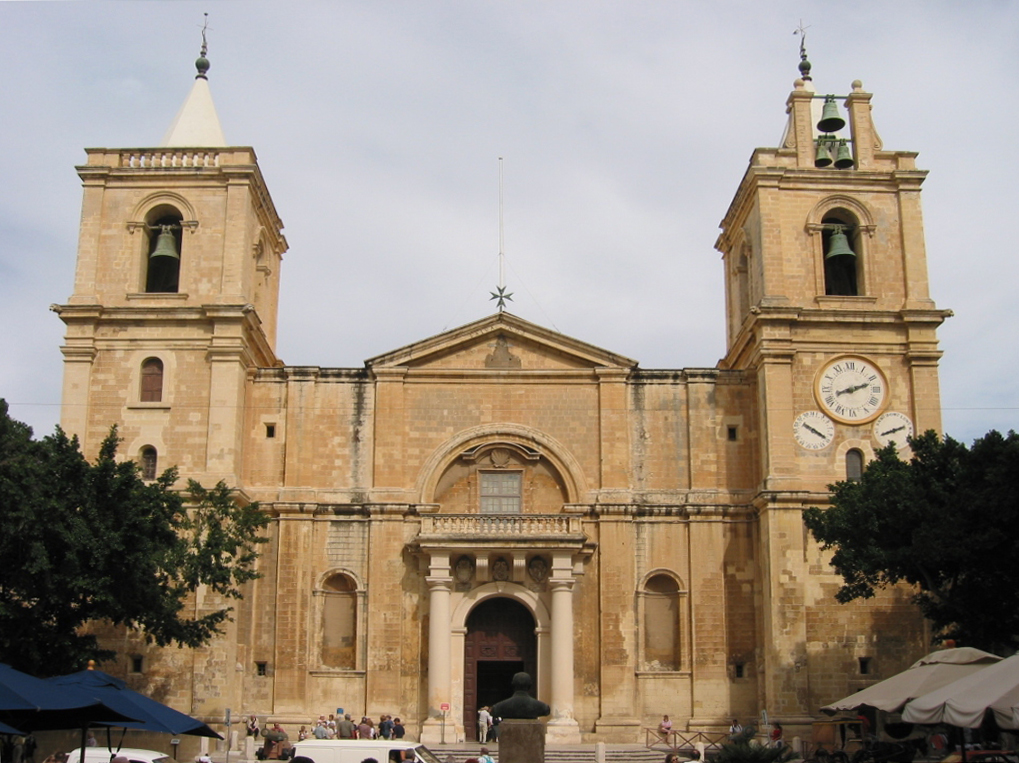
Fațada

Constituția Maltei declară catolicismul ca religie de stat, deși anumite stipulări permit libertatea de religie. Freedom House și CIA World Factbook raportează că 98% din populație este catolică.
Există peste 360 de biserici în Malta, Gozo și Comino, sau o biserică pentru fiecare 1.000 de locuitori. Biserica parohială (malteză: "il-parroċċa", sau "il-knisja parrokkjali") este punctul central al fiecărui oraș sau sat maltez, din punct de vedere arhitectural și geografic, și principala sursă de mândrie civică. Această mândrie civică se manifestă în mod spectaculos în timpul festas locale din fiecare sat, care marchează hramul fiecărei parohii cu fanfare, procesiuni religioase, liturghii speciale, focuri de artificii (mai ales petarde) și alte festivități.

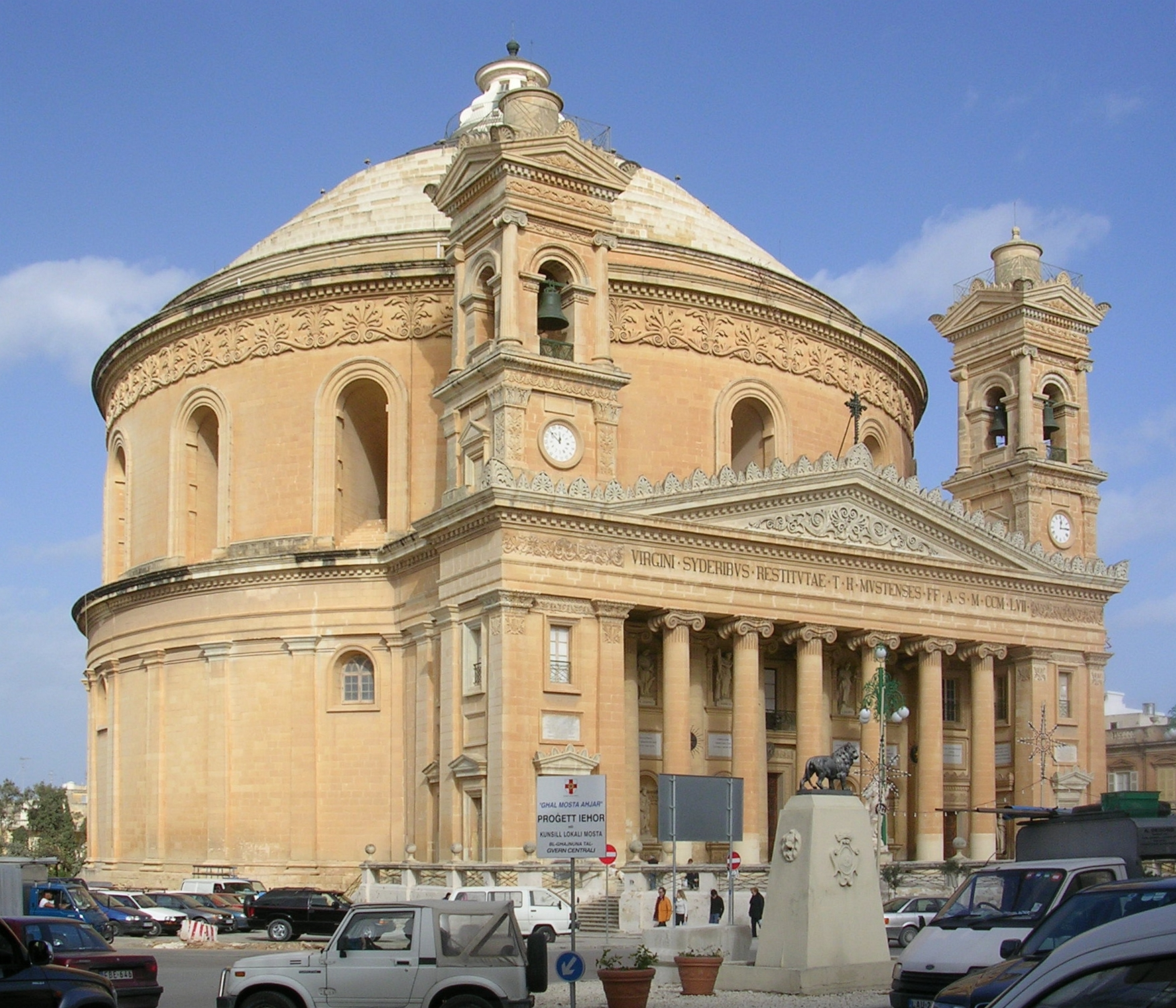
Domul Mosta cunoscut sub numele de "Ir-Rotunda"

Malta este scaun apostolic⁠(d); Faptele Apostolilor relatează cum Sfântul Paul, pe drumul de la Ierusalim la Roma pentru a fi judecat, a fost naufragiat pe insula "Melite", pe care mulți cercetători ai Bibliei o identifică cu Malta, episod datat în jurul anului 60. Conform Faptelor Apostolilor, Sfântul Paul a petrecut trei luni pe insulă în drumul său spre Roma, vindecând bolnavi, inclusiv pe tatăl lui Publius, „conducătorul insulei”. Cu această relatare sunt asociate diferite tradiții. Se spune că naufragiul ar fi avut loc în punctul astăzi cunoscut sub numele de Golful Sf. Paul⁠(d). Se spune că sfântul maltez Publius⁠(d) a fost făcut primul episcop al Maltei și o grotă din Rabat⁠(d), acum cunoscut sub numele de „Grota Sfântul Paul” (și în imediata apropiere a căreia au fost găsite urme de morminte și ritualuri creștine din secolul al III-lea e.n.), este printre cele mai vechi lăcașuri de cult creștin de pe insulă.
Alte dovezi de practici și credințe creștine din timpul perioadei de persecuție romană apar în catacombe aflate sub diverse locuri din Malta, între care catacomba Sf. Paul și catacomba Sf. Agatha din Rabat, chiar în afara zidurilor Mdinei. Acesta din urmă, în special, avea fresce frumoase între 1200 și 1480, deși jefuitorii turci au distrus multe dintre ele în anii 1550. Există și o serie de biserici rupestre, între care grota de la Mellieħa⁠(d), un altar al Nașterii Maicii Domnului, unde, conform legendei, Sfântul Luca a pictat o imagine a Madonnei⁠(d). Acesta este loc de pelerinaj încă din vremurile medievale.
Actele Sinodului de la Calcedon consemnează că în 451 e.n. un anume Acachie era episcop de Malta (Melitenus Episcopus). De asemenea, este cunoscut faptul că în 501 e.n., un anume Constantinus, Episcopus Melitenensis, a fost prezent la al Cincilea Sinod Ecumenic. În 588 e.n., Papa Grigore I l-a înlăturat pe Tucillus, Miletinae civitatis episcopus și clerul și oamenii de Malta l-au ales ca succesor al lui pe Traian, în 599 e.n. Ultimul episcop de Malta atestat înainte de invazia insulelor a fost un grec pe nume Manas, care, ulterior, a fost încarcerat la Palermo.
Istoricul maltez Giovanni Francesco Abela⁠(d) afirmă că, după convertirea lor la creștinism de către Sf. Paul, maltezii au păstrat religia creștină, în ciuda invaziei fatimide. Scrierile lui Abela prezintă Malta ca „bastion al civilizației europene creștine împotriva răspândirii islamului în Mediterana”. Comunitatea creștină autohtonă care l-a primit pe Roger I al Siciliei a fost susținută în continuare de imigrația în Malta din Italia, în secolele al XII-lea și al XIII-lea.

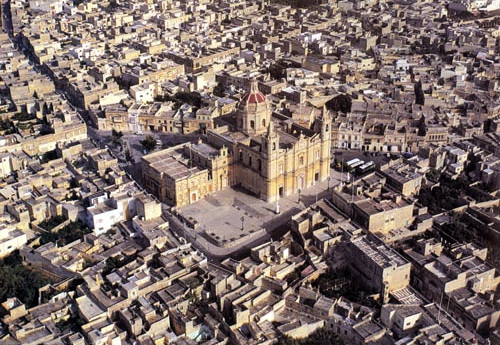
Biserica parohială din centrul orașului Żejtun

Timp de secole, biserica din Malta a fost subordonată Episcopiei de Palermo⁠(d), cu excepția perioadei când acesta a fost sub Carol de Anjou, care a numit episcopii Maltei, așa cum au făcut – în cazuri rare – și spaniolii și, mai târziu, Cavalerii. Din 1808 toți episcopii Maltei au fost maltezi. Ca urmare a perioadelor normandă și spaniolă, și a dominației Cavalerilor, Malta a devenit o țară fervent catolică, așa cum este astăzi. Este de remarcat faptul că funcția de inchizitor de Malta⁠(d) a existat o perioadă foarte îndelungată pe insulă după înființarea sa în 1530: ultimul Inchizitor a părăsit insulele în 1798, după ce Cavalerii au capitulat în fața forțelor lui Napoleon Bonaparte. În timpul perioadei Republicii Venețiene, mai multe familii malteze au emigrat în Corfu. Urmașii lor reprezintă aproximativ două treimi din comunitatea de aproximativ 4.000 de catolici care trăiesc acum pe insulă.
Sfinții protectori ai Maltei sunt Sfântul Paul, Sfântul Publius⁠(d) și Sfânta Agatha. Deși nu este sfânt protector, Sf. George Preca⁠(d) (San Ġorġ Preca) este foarte venerat ca fiind al doilea maltez canonizat după Sf. Publius⁠(d), primul sfânt din Malta recunoscut și canonizat în anul 1634. Papa Benedict al XVI-lea l-a canonizat pe Preca la data de 3 iunie 2007. De asemenea, mai mulți maltezi sunt recunoscuți ca fericiți, între care Maria Adeodata Pisani⁠(d) și Nazju Falzon⁠(d), beatificați de Papa Ioan Paul al II-lea în anul 2001.
Diverse ordine religioase romano-catolice sunt prezente în Malta, între care iezuiții, franciscanii⁠(d), dominicanii și Micile Surori ale Sărmanilor⁠(d).
Majoritatea membrilor congregațiilor bisericilor locale protestante nu sunt maltezi; enoriașii lor sunt mai ales pensionari britanici care trăiesc în țară și turiști din multe alte națiuni. Există aproximativ 600 de martori ai lui Iehova. Biserica lui Isus Hristos a Sfinților din Zilele din Urmă (mormonii), Biserica Baptistă, și Frăția Bisericilor Evanghelice⁠(d) au fiecare aproximativ 60 de afiliați. Există și unele biserici de alte confesiuni, între care biserica scoțiană Sf. Andrei⁠(d) din Valletta (de confesiune comună presbiteriană și metodistă⁠(d)) și catedrala anglicană Sf. Paul⁠(d), precum și o biserică adventistă de ziua a șaptea în Birkirkara. O congregație a Noii Biserici Apostolice a fost fondată în anul 1983 în Gwardamangia.
Populația evreiască din Malta a atins apogeul în Evul Mediu sub dominația normandă. În 1479, Malta și Sicilia au intrat sub dominație aragoneză și Decretul de la Alhambra din 1492 i-a obligat pe evrei să părăsească țara, permițându-li-se să ia cu ei doar câteva dintre bunuri. Mai multe zeci de evrei maltezi s-au convertit la creștinism în acea vreme, pentru a rămâne în țară. Astăzi, mai există o singură comunitate evreiască.
Budismul Zen și Credința Bahá'í revendică fiecare câte circa 40 de membri.
Există o singură moschee musulmană, moscheea Mariam Al-Batool⁠(d). O școală primară musulmană s-a deschis recent. Din cei circa 3000 de musulmani din Malta⁠(d), circa 2.250 sunt străini, circa 600 sunt cetățeni naturalizați, și aproximativ 150 sunt maltezi autohtoni.

### Migrația

#### Imigrația

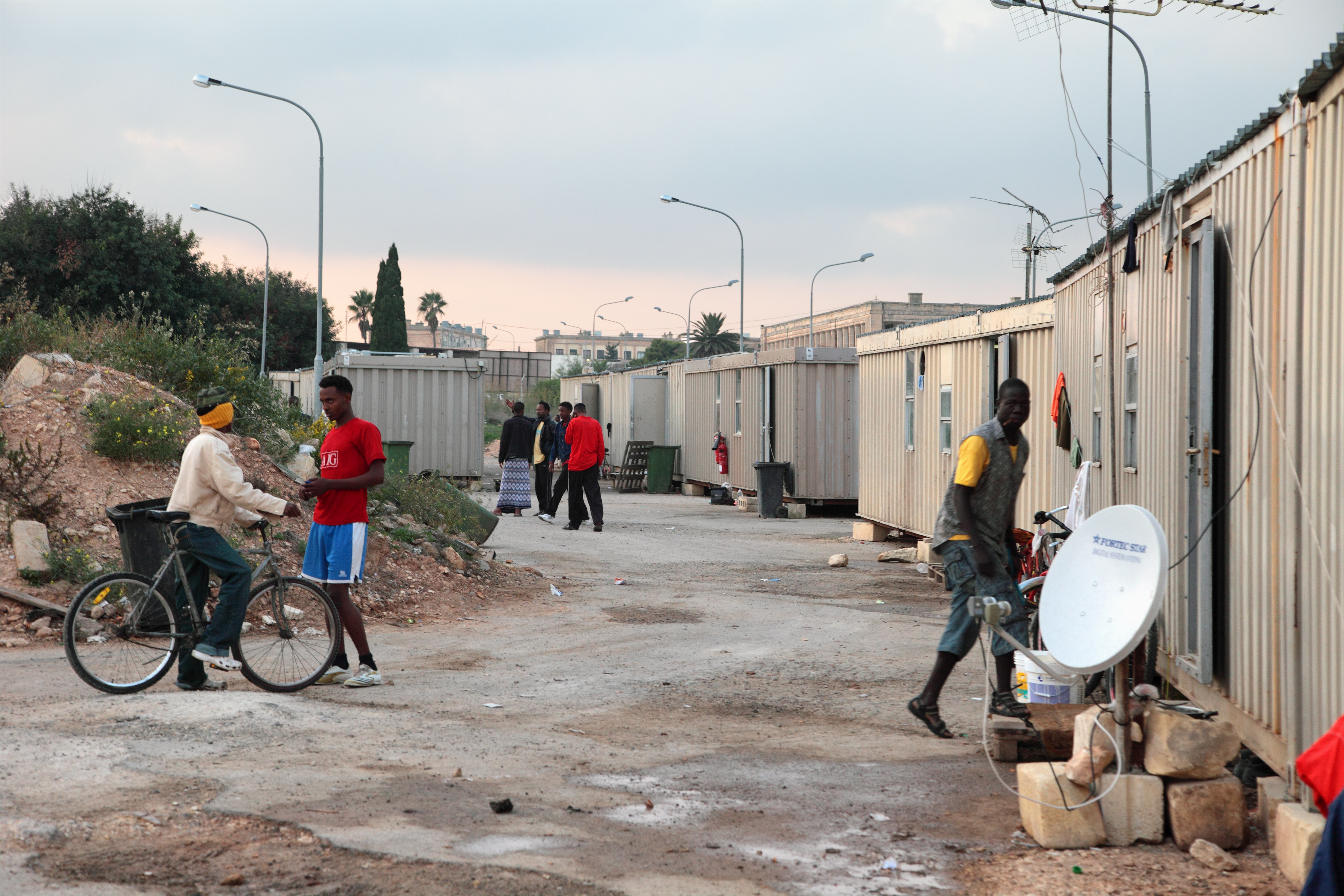
Imigranți africani în tabăra de refugiați.

Ca stat membru al UE și parte la Acordul Schengen, Malta aplică politica UE în domeniul vizelor⁠(d). Acest lucru înseamnă că, pentru a intra în țară:
- Cetățenii din UE și Spațiul Economic European (SEE) (Norvegia, Islanda și Liechtenstein) și din teritoriile speciale ale acestora și ceidin Elveția au nevoie doar de un pașaport sau o carte de identitate națională. Cu excepția croaților, cetățenii din această categorie de țări nu au nevoie de un permis de ședere și de muncă legal în Malta.[187]
- Cetățenii mai multor țări din afara UE și SEE (majoritatea țărilor din Balcanii de Vest, Republica Moldova, cele mai multe țări de pe continentul American, Australia, Noua Zeelandă, Coreea de Sud, Malaezia și Japonia) au nevoie doar de un pașaport și nu și de viză de ședere în Malta pentru mai mult de 90 de zile.
- Cetățenii din alte țări au nevoie de un pașaport și o viză pentru a intra în țară, vizele fiind valabile timp de o lună.

Fluxul net estimat (folosind datele pentru 2002-2004) era de 1913 persoane anual. În ultimii 10 ani, Malta a acceptat înapoi o medie anuală de 425 de emigranți reveniți.
În 2006, un total de 1.800 de imigranți ilegali au ajuns în Malta trecând marea de pe coasta Africii de Nord. Cei mai mulți dintre ei intenționau să ajungă în Europa continentală și s-a întâmplat să ajungă în Malta din cauza lor defectării ambarcațiunilor lor sub-standard sau după ce au fost prinși de autoritățile malteze sau ale altor țări europene. În prima jumătate a anului 2006, 967 de imigranți ilegali au ajuns în Malta – aproape dublu față de cei 473 care ajunseseră în aceeași perioadă a anului 2005. Mulți imigranți au murit în calatoria pe Marea Mediterană, un notabil incident fiind dezastrul bărcii de migranți din mai 2007 din Malta⁠(d). Din acel moment, au mai fost multe alte scufundări de astfel de ambarcațiuni, și doar recent, în aprilie 2015, aproximativ 700 de imigranți au pierit în drum spre Italia, atunci când barca lor s-a răsturnat. În 2014, aproximativ 3.500 de imigranți s-au înecat în încercarea lor de a ajunge în Europa.
Circa 45% dintre imigranții care debarcă în Malta primesc statut de refugiați (5%) sau de persoane protejate umanitar (40%). În 2005 a fost emis un document propune acordarea cetățeniei malteze pentru refugiații care locuiesc în Malta timp de peste zece. Din punct de vedere istoric, Malta a acordat refugiu (și a ajutat la reașezare) pentru circa opt sute de asiatici din Africa de Est care fuseseră expulzați din Uganda de către Idi Amin și pentru doar sub o mie de irakieni care au fugit de regimul dictatorial al lui Saddam Hussein.
Costurile de detenție pentru prima jumătate a anului 2006 se ridicau la 746.385 de euro.
În 2005, Malta a solicitat ajutorul UE în ceea ce privește primirea imigranților ilegali, repatrierea celor cărora li se refuza statutul de refugiat, relocarea refugiaților în țările UE și securitatea maritimă. În decembrie 2005, Consiliul European a adoptat Abordarea Globală a Migrației: Acțiuni Prioritare cu Accent pe Africa și Marea Mediterană; dar implementarea acestor acțiunile a fost limitată la Mediterana de Vest, punând astfel o presiune suplimentară pe ruta mediteraneeană centrală pentru imigrația ilegală din care Malta face parte.
În ianuarie 2014, Malta a început acordarea cetățeniei în schimbul unei contribuții de 650.000 de euro plus investiții, supusă unor condiții de rezidență și cazier judiciar.

#### Emigrația

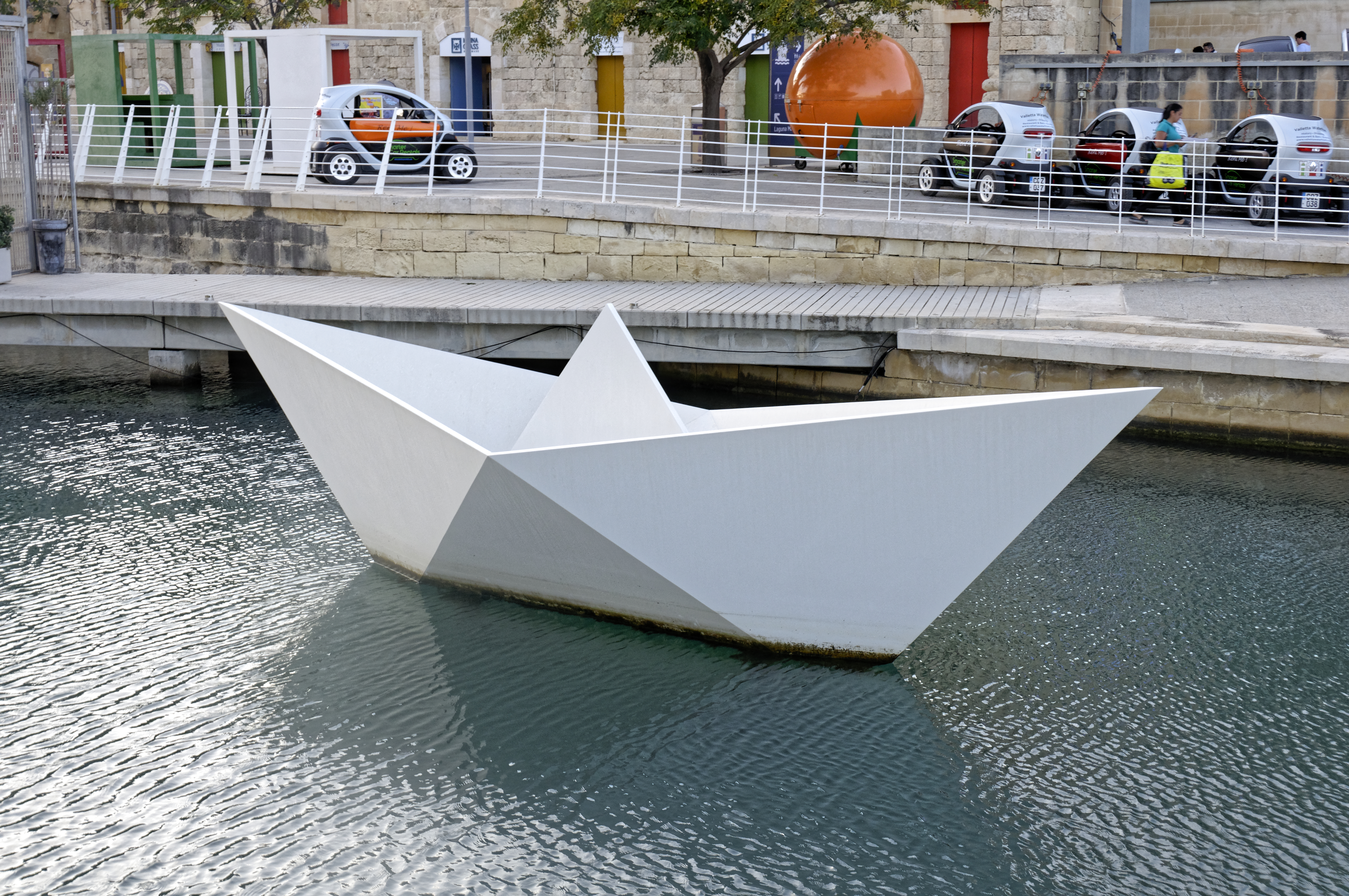
Memorialul Copiilor Migranți de pe, comemorând 310 copii care au călătorit în Australia, între 1950 și 1965.

În secolul al XIX-lea, mare parte din emigrația din Malta mergea către Africa de Nord și Orientul Mijlociu, deși ratele de întoarcere a emigranților⁠(d) în Malta erau ridicate. Cu toate acestea, în aceste regiuni s-au format comunități malteze. În 1900, de exemplu, estimările consulare britanice sugerează că circa 15.326 de maltezi trăiau în Tunisia, și în 1903 s-a susținut că 15.000 de persoane de origine malteză trăiau în Algeria.
Malta a suferit o emigrare masivă, ca urmare a colapsului unei bule financiare în domeniul construcțiilor în 1907 și după cel de-al Doilea Război Mondial, când rata natalității a crescut în mod semnificativ, dar în secolul al XX-lea cei mai mulți emigranți se îndreptau către Lumea Nouă, în special în Australia, Canada și Statele Unite ale Americii. După cel de-al Doilea Război Mondial, Departamentul de Emigrare din Malta ajuta emigranții să plătească costul călătoriei. Între 1948 și 1967, 30% din populație a emigrat. Între 1946 și la sfârșitul anilor 1970, peste 140.000 de oameni au părăsit Malta prin schemele de emigrare asistată 57,6% migrând în Australia, 22% în Regatul Unit, 13% în Canada și 7% în Statele Unite.
Emigrarea a scăzut dramatic după mijlocul anilor 1970, și de atunci a încetat să mai fie un fenomen social important. Cu toate acestea, după ce Malta a aderat la UE în 2004, au apărut comunități de expați maltezi în mai multe țări europene, în special în Belgia și Luxemburg.

### Educație

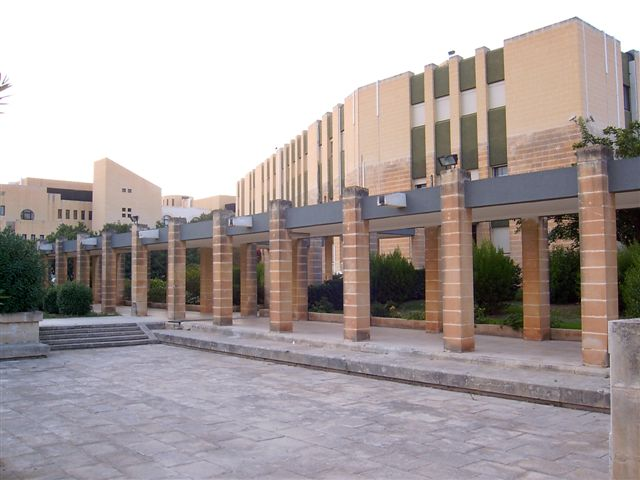

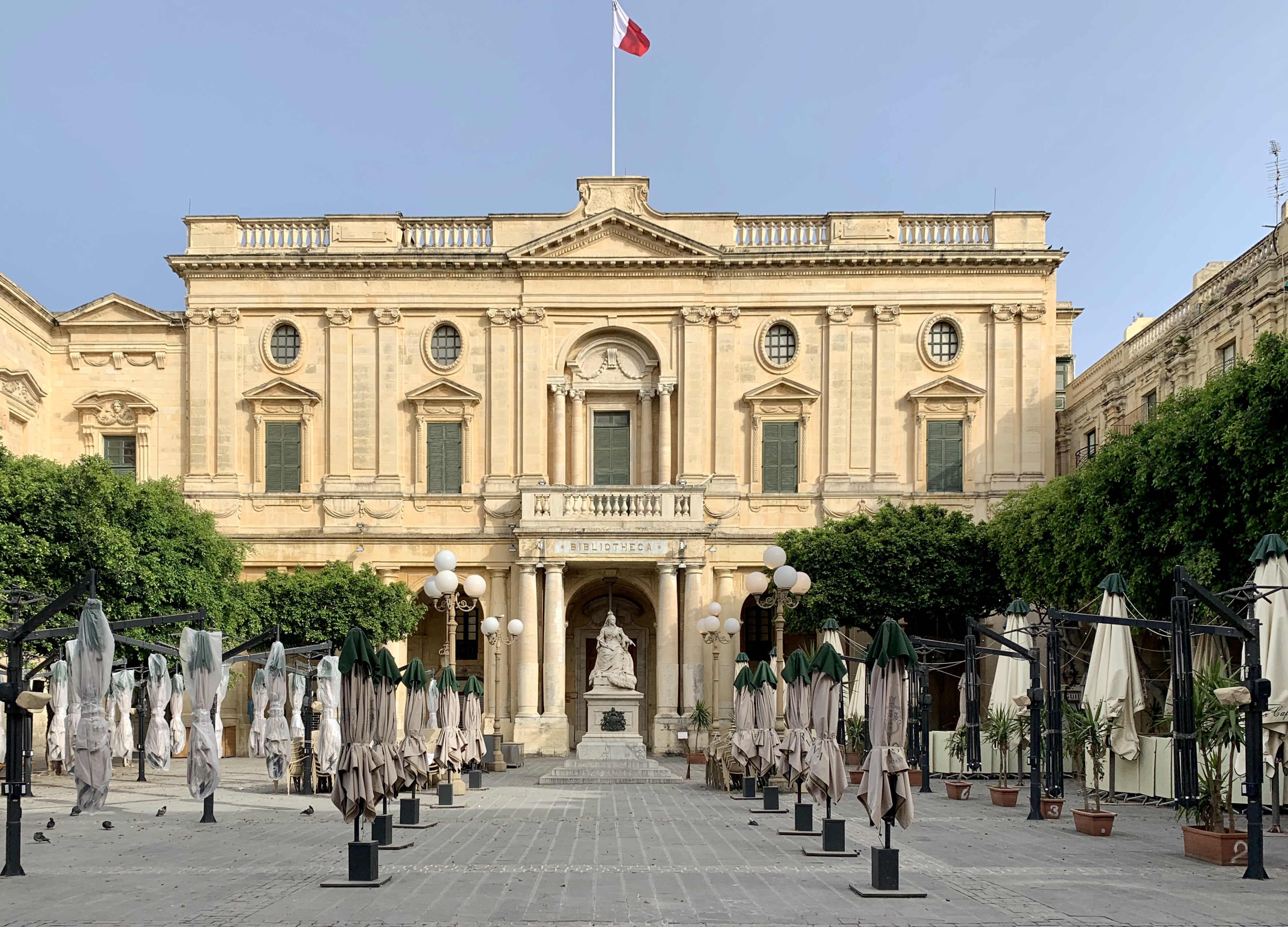
Biblioteca din Valletta

Învățământul primar este obligatoriu din 1946; învățământul secundar până la vârsta de șaisprezece ani a devenit obligatoriu în 1971. Statul și Biserica oferă educație gratuită, ambele întreținând mai multe școli în Malta și Gozo, între care Colegiul De La Salle⁠(d) din Bormla⁠(d), Colegiul St. Aloysius⁠(d) din Birkirkara, Colegiul Misionar Sf. Paul⁠(d) din Rabat⁠(d), Școala St. Joseph din Blata l-Bajda⁠(d) și Școala de Fete Saint Monica⁠(d) din Mosta. Din 2006, școlile de stat sunt organizate în rețele cunoscut sub numele de colegii și cuprind grădiniță, școală primară și secundară. În Malta funcționează și școli private, cum ar fi Școala San Andrea⁠(d) și Școala San Anton⁠(d) în valea L-Imselliet (l/o Mgarr⁠(d)), Colegiul St. Martin⁠(d) din Troy și Școala Sf. Mihail din San Ġwann⁠(d). Liceul St. Catherine, Pembroke oferă curs pentru studenții care doresc să învețe limba engleză înainte de intrarea în învățământul de masă. Din 2008, există două școli internaționale, Școala Internațională Verdala și QSI Malta. Statul plătește o parte din salariile profesorilor din școlile eclesiastice.
Educație în Malta se bazează pe modelul britanic⁠(d). Școala primară durează șase ani. La vârsta de 11 ani, elevii dau un examen pentru a intra la un liceu, sau la o școală bisericească⁠(d) (examenul comun de admitere) sau la o școală de stat⁠(d). Elevii dau un nou examen la vârsta de 16 ani, la care este obligatorie obținerea unei note de trecere la anumite materii cum ar fi matematica, limba engleză și limba malteză. Elevii pot opta să-și continue studiile la un colegiu, cum ar fi Gan Frangisk Abela Junior College, St. Aloysius College, Giovanni Curmi Higher Secondary, Colegiul De La Salle, Colegiul St. Edward, sau la o altă instituție post-secundară, cum ar fi Malta College of Arts, Science and Technology⁠(d). Această etapă durează doi ani, și la sfârșitul ei elevii dau un nou examen. În funcție de performanță, ei pot apoi să se înscrie la cursuri de licență sau diplomă.
Universitatea din Malta⁠(d) oferă cursuri de diplomă, licență și postuniversitare. Rata de alfabetizare a adulților este de 99,5%.
Malteza și engleză sunt utilizate ambele ca limbi de predare în școala primară și secundară, și ambele limbi sunt materii obligatorii de studiu. Școlile publice⁠(d) au tendința de a utiliza atât malteza cât și engleză într-un mod echilibrat. Școlile private preferă să folosească limba engleză pentru predare, cum este cazul cu cele mai multe departamente ale Universității din Malta⁠(d); acest lucru are un efect limitativ asupra capacității și dezvoltării de limbii malteze. Cele mai multe cursuri universitare sunt în limba engleză.
Din numărul total de elevi care studiază o limbă străină la nivel secundar, 51% studiază italiana, în timp ce 38% aleg franceza. Alte opțiuni sunt germana, rusa, spaniola, latina, chineza și araba.
Malta este și o destinație populară pentru studiul limbii engleze, care a atras peste 80.000 de studenți în anul 2012.

### Asistență medicală

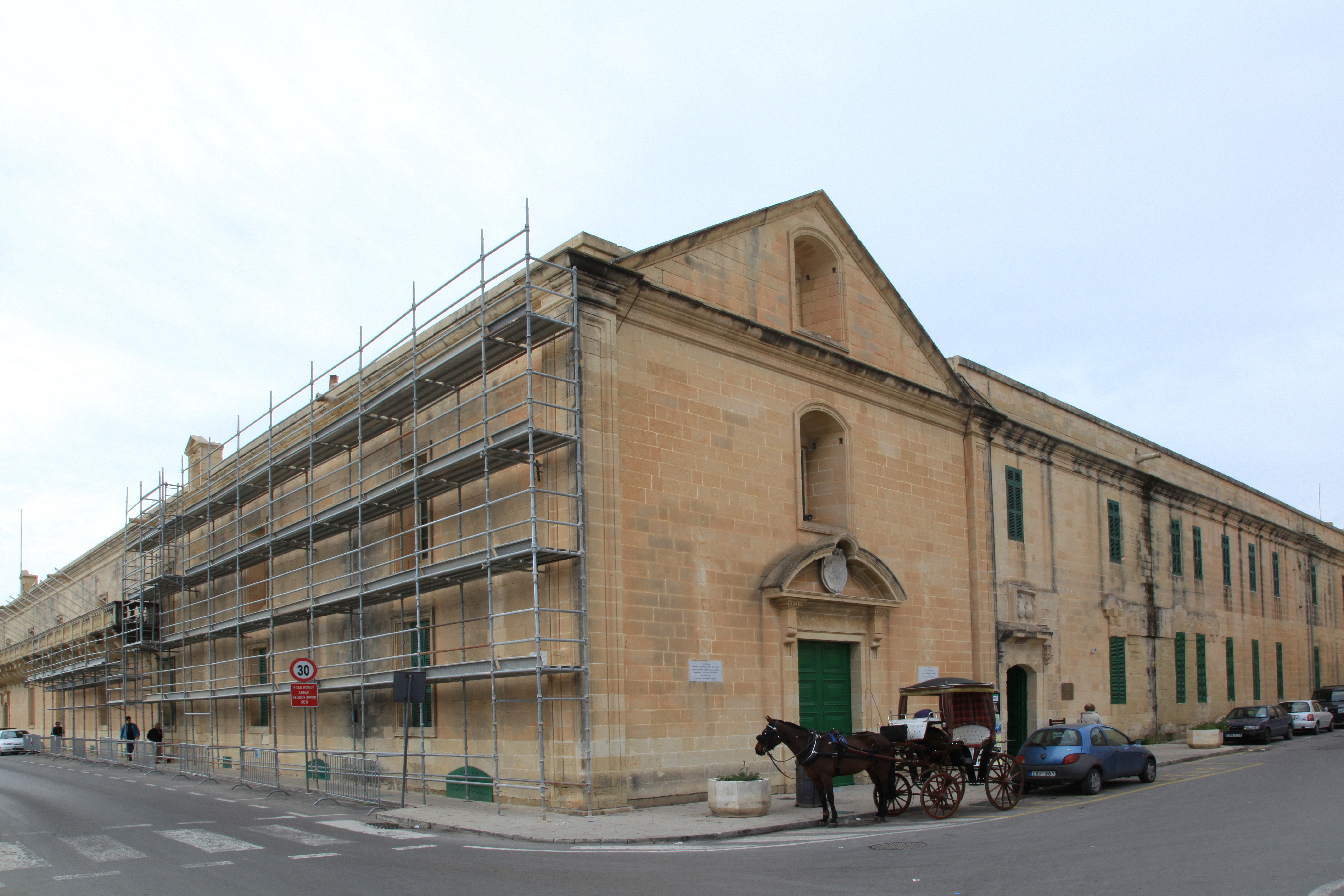
Sacra Infermeria a fost utilizată ca spital între secolele al XVI-lea și al XX-lea. Astăzi ea este.

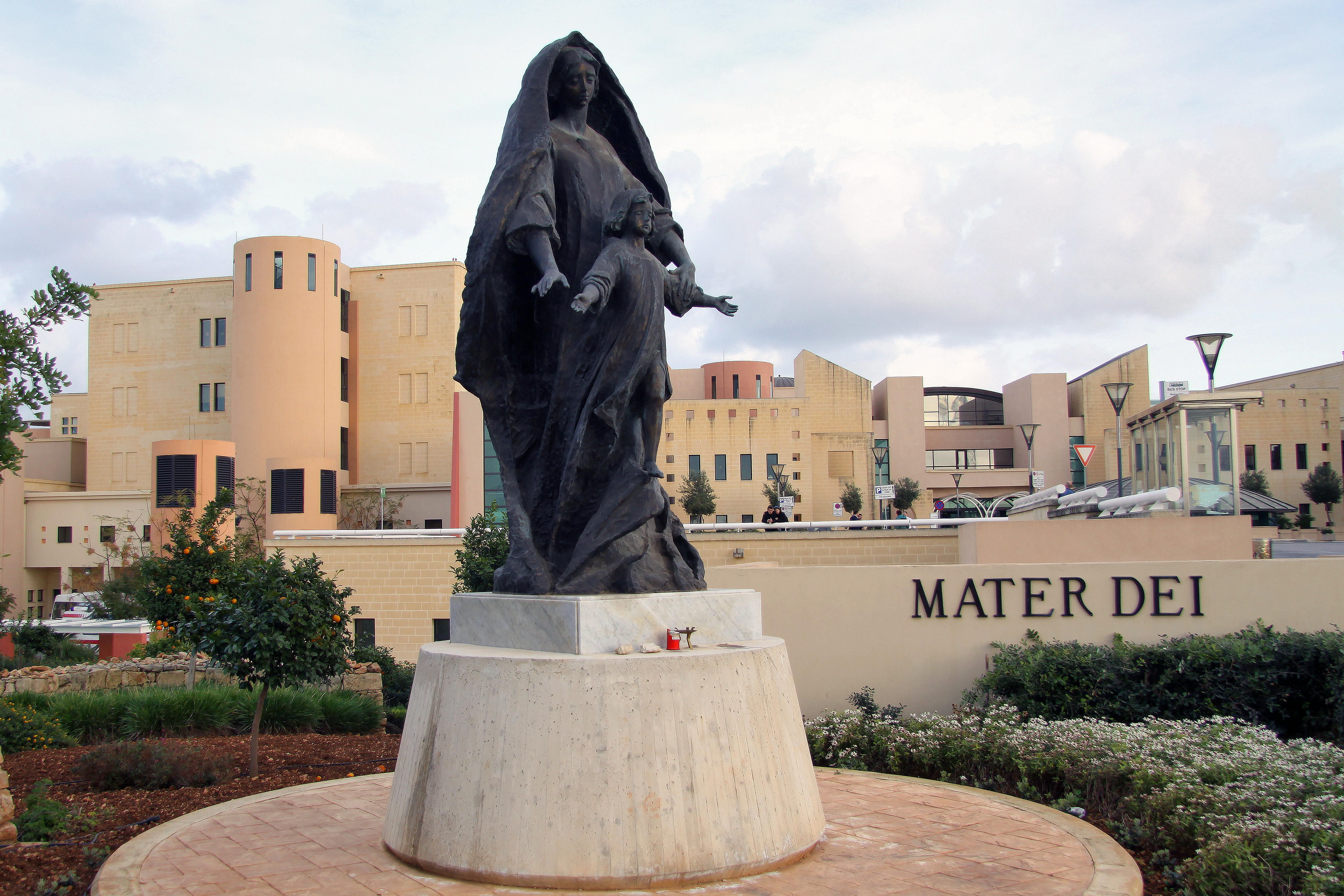

Malta are de mult timp un sistem sanitar finanțat public⁠(d). Primul spital atestat în țară funcționa încă din 1372.
Astăzi, Malta are atât un sistem public de sănătate, unde asistența medicală este gratuită, cât și un sistem privat de asistență medicală⁠(d). Malta are un sistem de îngrijire primară puternic bazat pe rețeaua de medici generaliști și spitalele publice oferă îngrijire mai complexă. Ministerul Sănătății din Malta recomandă rezidenților străini să își facă asigurare medicală privată.
Malta are și organizații de voluntariat, cum ar fi Alpha Medical (Avanced Care), Emergency Fire & Rescue Unit  (E. F. R. U.), St John Ambulance și Crucea Roșie Malteză care oferă primul ajutor/servicii de îngrijire medicală în timpul evenimentelor care implică mulțimi.
Spitalul Mater Dei⁠(d), principalul spital din Malta, s-a deschis în 2007 și are una dintre cele mai mari clădiri medicale din Europa.
Universitatea din Malta⁠(d) are o facultate de medicină și una de științe ale sănătății⁠(d), acesta din urmă oferind studii de licență și postuniversitare în nmai multe discipline conexe medicinei.
Asociația Medicală din Malta reprezintă profesioniștii din medicină. Asociația Studenților Mediciniști din Malta (MMSA) este un organism separat reprezentând studenții la medicină, și este membră a EMSA⁠(d) și IFMSA⁠(d). MIME⁠(d), Institutul Maltez pentru Educație Medicală, este un institut înființat recent pentru a oferi CME medicilor din Malta, precum și studenților la medicină. Foundation Program urmat în Regatul Unit a fost introdus și în Malta pentru a opri „exodul de creiere” al proaspeților absolvenți către Insulele Britanice. În Asociația de Studenților Stomatologi din Malta (MADS) este o asociație studențească înființată pentru a promova drepturile de studenților la chirurgie stomatologică din cadrul Facultății de Chirurgie Stomatologică a Universității din Malta. Este afiliată cu IADS, Asociația Internațională a Studenților Stomatologi.

## Cultura
Cultura Maltei reflectă diferitele culturi care au venit în contact cu Insulele Malteze de-a lungul secolelor, inclusiv ale țărilor vecine mediteraneene și culturi ale țărilor care au dominat Malta pentru perioade lungi de timp înainte de independența⁠(d) din 1964.

### Muzica

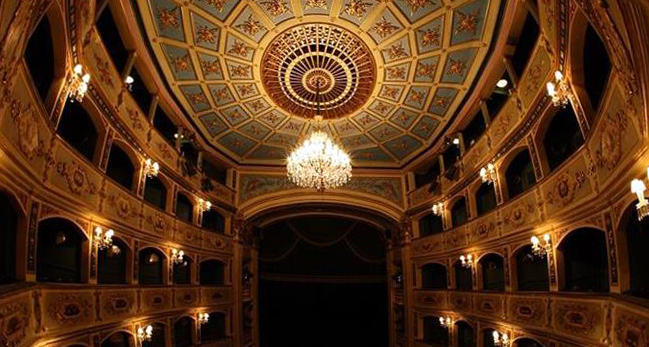
, al treilea teatru din Europa ca vechime. Astăzi, Teatrul Național al Maltei și sediu al Orchestrei Filarmonice din Malta.

Deși muzica malteză de astăzi este în mare măsură occidentală, muzica tradițională malteză include ceea ce este cunoscut sub numele de għana. Aceasta constă într-un acompaniament de chitară folk⁠(d), în timp ce câțiva oameni, în general, bărbați, cântă pe rând la voce argumentând fiecare câte o idee. Scopul versurilor, care sunt improvizate, este acela de a crea o atmosferă amicală, dar provocatoare, și este nevoie de mai mulți ani de exercițiu pentru a putea combina calitățile artistice necesare cu capacitatea de a dezbate în mod eficient.

### Literatura
Literatura malteză este atestată de circa 200 de ani. Cu toate acestea, o baladă de dragoste  recent descoperită sugerează o activitate literară în limba locală din perioada medievală. Malta a urmat tradiția literară romantică, culminând cu lucrările lui Dun Karm Psaila⁠(d), poetul național al Maltei. Ulterior, scriitori ca Rużar Briffa⁠(d) și Karmenu Vassallo au încercat să se îndepărteze de rigiditatea temelor și versificației formale.
Abia spre sfârșitul anilor 1960, literatura malteză a trecut prin cea mai radicală transformare între poeți, prozatori și dramaturgi. Numele unor poeți importanți remarcați în ultimul sfert al secolului al XX-lea sunt Mario Philip Azzopardi⁠(d), Victor Fenech, Oliver Friggieri⁠(d), Joe Friggieri⁠(d), Charles Flores⁠(d), Daniel Massa, Maria Ganado, Lillian Sciberras și Achille Mizzi. În proză, Frans Sammut (scriitorul național modern al Maltei), Paul P. Borg și Joe J. Camilleri au condus avangarda, în timp ce printre numele importante din dramaturgie se numără Francis Ebejer, Alfred Sant, Doreen Micallef, Oreste Calleja, Joe Friggieri și Martin Gauci.
Următoarea generație de scriitori a lărgit și mai mult sfera, mai ales în proză. Guze' Stagno, Karl Schembri și Clare Azzopardi sunt tineri scriitori care se afirmă în ritm alert, în timp ce în poezie, nume importante sunt Adrian Grima, Immanuel Mifsud⁠(d), Norbert Bugeja și Simone Inguanez.

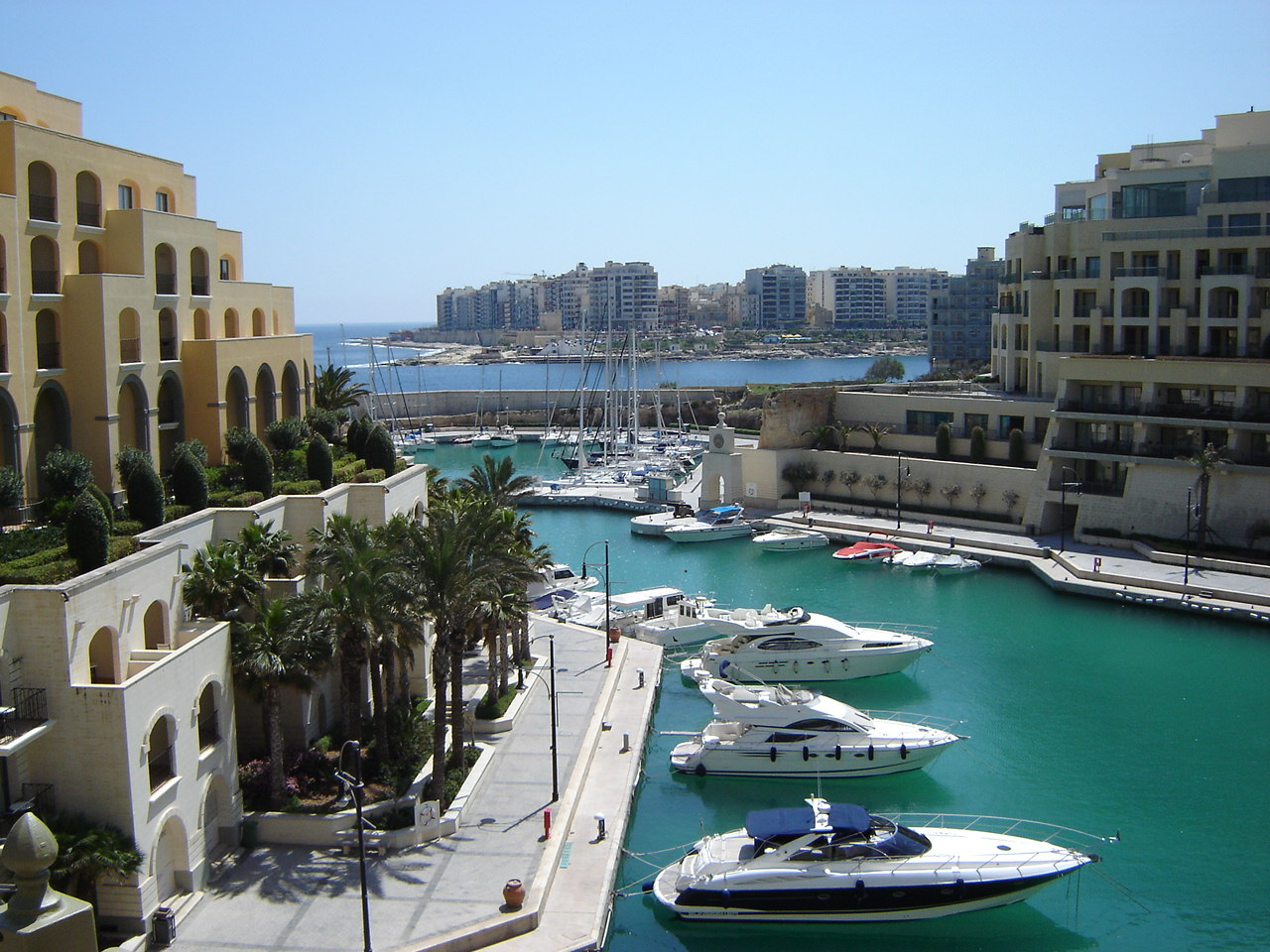
Arhitectura tipică construită în ultimii ani în Malta.

În critica literară, Peter Serracino Inglott⁠(d), Oliver Friggieri și Charles Briffa au introdus teme istorice, filosofice și psiho-sociale. Ivan Callus, actualul șef al catedrei de engleză de la Universitatea din Malta, este și un critic literar cunoscut pe plan internațional în cercurile academice pentru limba engleză.
Alți scriitori, născuți în Malta sau de origine malteză, și-au făcut o carieră în străinătate. Între aceștia se numără romancierul Trezza Azzopardi⁠(d), autorul pentru copii Saviour Pirotta⁠(d) și artistul de benzi desenate și jurnalistul Joe Sacco⁠(d).

### Arta și arhitectura

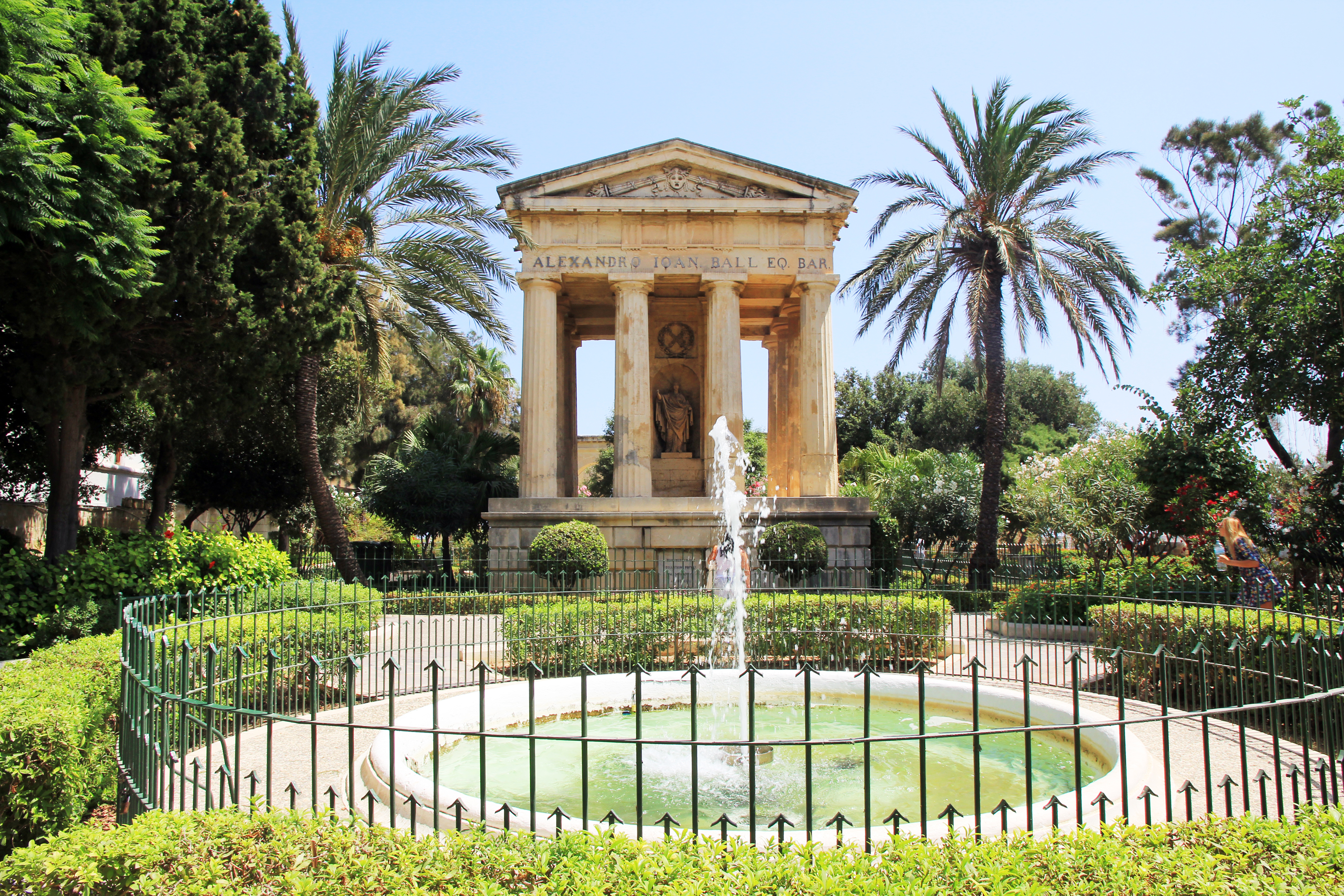
Grădinile Lower Barrakka

Arhitectura malteză a fost influențată de mai multe culturi mediteraneene și  de arhitectura Britanică de-a lungul istoriei sale. Primii coloniști de pe insulă au construit Ġgantija, una dintre cele mai vechi structuri artificiale de sine stătătoare din lume. Constructorii templelor neolitice din 3800-2500 î.e.n. au dotat numeroasele temple din Malta și Gozo cu basoreliefuri complicate, între care spirale care evocă arborele vieții portrete de animale, modele pictate în ocru roșu, ceramică și o vastă colecție de sculpturi antropomorfe dintre care se remarcă Venus din Malta. Acestea pot fi vizualizate chiar la temple (mai ales la templele Hypogeum și Tarxien), și la Muzeul Național de Arheologie din Valletta. Malta desfășoară în prezent proiecte de construcție pe scară largă, între care construcția SmartCity Malta⁠(d), a M-Turnurilor⁠(d) și a Pendergardens⁠(d), în timp ce domenii precum Cheul Valletta⁠(d) și Punctul Tigné⁠(d) au fost sau sunt în curs de renovare.
Perioada romană a introdus elemente decorative, pardoseli din mozaic, colonade de marmură și statui clasice, resturile cărora sunt foarte bine conservate și prezentate în Domul Roman, o vilă rustică aflată în afara zidurilor Mdinei. Frescele creștine timpurii care decorează catacombele de sub Malta dezvăluie o înclinație spre gusturile orientale, bizantine. Aceste gusturi au continuat să informeze eforturile artiștilor maltezi medievali, dar ei au fost din ce în ce mai influențați de mișcarea romanescă. Spre sfârșitul secolului al XV-lea, artiști maltezi, ca și omologii lor din Sicilia învecinată, au intrat sub influența școlii lui Antonello da Messina⁠(d), care a introdus idelaurile și conceptele Renașterii în artele decorative din Malta. Templele malteze, cum ar fi Imnajdra, sunt pline de istorie și au o poveste în spatele lor.

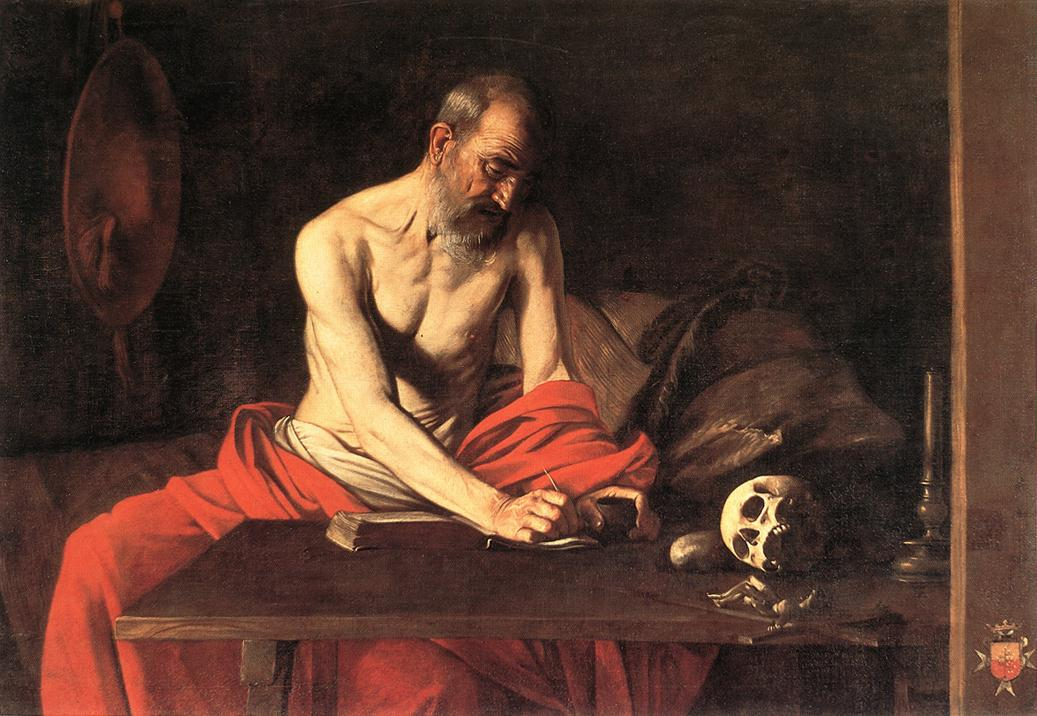
Sfântul Ieronim scriind, de Caravaggio. Pictură din Co-Catedrala Sf. Ioan din Valletta.

Patrimoniul artistic al Maltei a înflorit sub dominația Cavalerilor Ioaniți, care au adus pictori manieriști italieni și flamanzi pentru a decora palatele și bisericile din aceste insule, în special Matteo Pérez⁠(d), ale cărui opere apar în Palatul Magistral⁠(d) și în Biserica Monahală Sf. Ioan⁠(d) din Valletta, și Filippo Paladini, care a fost activ în Malta din 1590 până în 1595. Pentru mulți ani, manierismul a continuat să informeze gusturile și idealurile artiștilor maltezi locali.
Sosirea lui Caravaggio, care a pictat cel puțin șapte opere în timpul celor 15 luni de ședere pe aceste insule, a revoluționat și mai mult arta locală. Două din cele mai notabile lucrări ale lui Caravaggio, Tăierea capului Sfântului Ioan Botezătorul⁠(d) și Sfântul Ieronim scriind⁠(d), sunt expuse în Oratoriul de Bisericii Sf. Ioan. Moștenirea lui este evidentă în lucrările artiștilor locali Giulio Cassarino (1582-1637) și Stefano Erardi (1630-1716). Cu toate acestea, mișcarea barocă care a urmat avea să aibă cel mai de durată impact asupra artei și arhitecturii malteze. Glorioasele picturi funerare ale cunoscutului artist calabrez Mattia Preti⁠(d) au transformat interioarele manieriste severe ale bisericii Sf. Ioan într-o capodoperă în stil baroc. Preti și-a petrecut ultimii 40 de ani din viață în Malta, unde a creat multe din cele mai reușite lucrări, expuse acum la Muzeul de Arte Frumoase din Valletta. În această perioadă, sculptorul local Melchior Gafà⁠(d) (1639-1667) a apărut ca unul  dintre primii sculptori baroci ai Școlii Romane.

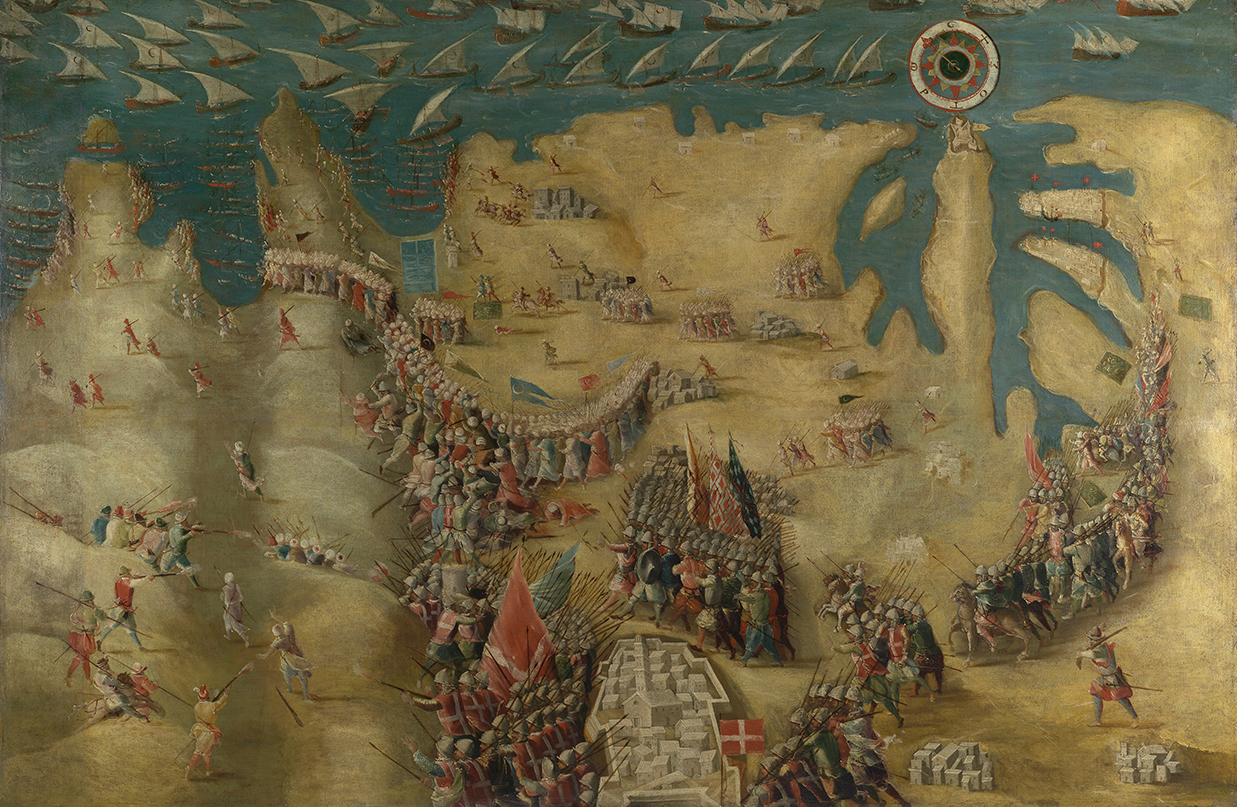
Asediul Maltei – Fuga turcilor, de Matteo Perez d'Aleccio

În secolele al XVII-lea și al XVIII-lea, infliențele napolitană și rococo au apărut în operele pictorilor italieni, Luca Giordano⁠(d) (1632-1705) și Francesco Solimena⁠(d) (1657-1747), iar aceste evoluții pot fi văzute în activitatea  contemporanilor lor maltezi, cum ar fi Giovanni Nicola Buhagiar (1698-1752) și Francesco Zahra (1710-1773). Mișcarea rococo a fost mult îmbunătățită prin mutarea în Malta a lui Antoine de Favray (1706-1798), care și-a asumat poziția de pictor la curtea Marelui Maestru Pinto, în 1744.
Neo-clasicismul a făcut câteva incursiuni în rândul artiștilor locali maltezi în secolul al XVIII-lea, dar această tendință a fost inversată în secolul al XIX-lea, când autoritățile ecleziastice locale – poate într-un efort de a consolida poziția catolicismului împotriva amenințării percepute a protestantismului în primele zile ale dominației britanice în Malta – au favorizat și au promovat insistent teme religioase îmbrățișate de mișcarea artistică nazarenă⁠(d). Romantismul, temperat de naturalismul introdus în Malta de către Giuseppe Calì⁠(d), a influențat artiștii „de salon” de la începutul secolului al XX-lea, între care Edward și Robert Caruana Dingli.
Parlamentul a înființat Școala Națională de Artă în anii 1920. În perioada de reconstrucție care a urmat celui de al Doilea Război Mondial, apariția „Grupului de Artă Modernă”, între ai cărui membri se numărau Josef Kalleya (1898-1998), George Preca (1909-1984), Anton Inglott (1915-1945), Emvin Cremona (1919-1986), Frank Portelli (n. 1922), Antoine Camilleri (n. 1922) și Esprit Barthet (n. 1919) a îmbunătățit mult scena artistică locală. În Valletta, Muzeul Național de Arte Frumoase⁠(d) prezintă operele unor artiști ca H. Craig Hanna⁠(d).

### Bucătăria

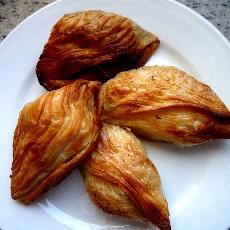
"Pastizzi", o gustare specific malteză

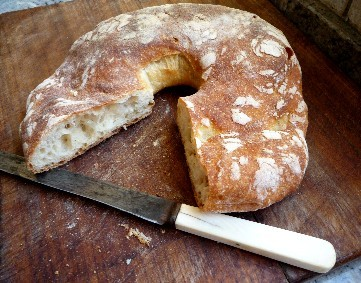
', un tip de pâine malteză

Preparate din bucătăria malteză prezintă puternice influențe siciliene și engleze, precum și influențe din bucătăria spaniolă, maghrebiană⁠(d) și provensală bucătării. Se observă o serie de variante regionale, în special în ceea ce privește Gozo, precum și variații sezoniere asociate cu disponibilitatea sezonieră a produselor și a sărbătorilor creștine (cum ar fi Postul Mare, Paștele și Crăciunul). Mâncarea a fost importantă din punct de vedere istoric în dezvoltarea unei identități naționale, în special fenkata (adică consumul cărnii de iepure fiartă sau prăjită).

### Obiceiuri
Un studiu din 2010 efectuat de Charities Aid Foundation a constatat că maltezii sunt cel mai generos popor din lume, 83% dintre ei contribuind la acțiuni de caritate.
Basmele populare malteze includ diverse povești despre creaturi misterioase și evenimente supranaturale. Cele mai cuprinzătoare culegeri de astfel de povești au fost realizate de savantul (și pionierul arheologiei malteze) Manwel Magri⁠(d) în opera sa de căpătâi "Ħrejjef Missirijietna" („Fabule de la strămoșii noștri”). Această colecție de materiale a inspirat pe cercetătorii și cadrele universitare de mai târziu să culeagă povești, fabule și legende din tot arhipelagul.
Opera lui Magri a inspirat și o serie de cărți de benzi desenate (lansate de Klabb Kotba Maltin în 1984): titluri ca Bin e-Sultan Jiźźewweġ x-Xebba tat-Tronġiet Mewwija și Ir-Rjieħ. Multe dintre aceste povești au fost rescrise ca literatură pentru copii de autori care scriu în limba malteză, precum Trevor Żahra. În timp ce uriașii, vrăjitoarele și dragonii apar în multe povești, unele conțin creaturi originale malteze ca Kaw kaw, Il-Belliegħa și L-Imħalla, printre altele. Obsesia tradițională malteză cu întreținerea purității spirituale (sau rituale) înseamnă că multe dintre aceste creaturi au rolul de a păzi zone interzise și de a ataca pe cei care încalcă codurile stricte de conduită ce caracterizau societatea preindustrială a insulelor.

### Tradiții
Proverbele tradiționale malteze dezvăluie o importanță culturală acordată nașterii și fertilității: „iż-żwieġ mingħajr tarbija ma fihx tgawdija” (o căsătorie fără copii nu poate fi una fericită). Aceasta este o credință pe care Malta o împărtășește cu multe alte culturi mediteraneene. În basmele populare malteze, varianta locală a clasicei formule de incheiere, „și au trăit fericiți până la adânci bătrâneți” este „u għammru u tgħammru, u spiċċat” (și au trăit împreună și au avut copii împreună, iar povestea s-a terminat).
Malta rurală are în comun cu societățile mediteraneene o serie de superstiții legate de fertilitate, menstruație și sarcină, inclusiv evitarea cimitirelor în timpul lunilor dinaintea nașterii, și evitarea pregătirii anumitor alimente în timpul menstruației. Femeile gravide sunt încurajate să își satisfacă poftele⁠(d) de anumite alimente, de teamă că copilul nenăscut ar putea avea un semn din naștere (în malteză, xewqa, în traducere literală „dorință” sau „poftă”). Femeile malteze și siciliene au în comun unele tradiții care sunt considerate a prezice sexul unui copil nenăscut, cum ar fi ciclul lunii în data anticipată a nașterii, dacă copilul este purtat „sus” sau „jos” în timpul sarcinii, și mișcarea unei verighete, atârnată pe un fir deasupra abdomenului (lateral denotă o fată, înainte și înapoi denotă un băiat).
În mod tradițional, nou-născuții maltezi sunt botezați cât mai curând posibil, pentru ca în cazul în care copilul moare în copilărie; și, parțial, pentru că în conformitate cu folclorul maltez (și sicilian)-un copil nebotezat nu este încă creștin, ci „tot turc”. Delicatesele tradiționale malteze servite la masa de botez includ biskuttini tal-magħmudija (macaroons de migdale acoperite cu cremă albă sau roz), l-torta tal-marmorata (tarte picante în formă de inimă, din ciocolată cu aromă de pastă de migdale), și un lichior cunoscut sub numele de rożolin, făcut cu petale de trandafir, violete și migdale.
La prima aniversare a copilului, într-o tradiție care încă mai supraviețuiește astăzi, părinții maltezi organizează un joc cunoscut sub numele de il-quċċija, în care o varietate de obiecte simbolice sunt plasate la întâmplare în jurul copilului așezat. Acestea pot include un ou fiert tare, o Biblie, un crucifix sau o cruciuliță, o carte, și așa mai departe. Se crede că obiectul față de care copilul prezintă cel mai mare interes dezvăluie calea în viață și norocul la vârsta adultă.
Banii se referă la un viitor bogat în timp ce o carte exprimă inteligență și o posibilă carieră ca profesor. Sugarii care aleg un creion sau un stilou sunt considerați a urma o carieră scriitoricească. Alegerea Bibliei sau a mărgelelor rozariului prevăd o viață preoțească sau monahală. Dacă copilul alege un ou fiert tare, acesta va avea o viață lungă și mulți copii. Completări includ calculatoare de birou (cu referire la contabilitate), ață (pentru moda) și linguri de lemn (pentru gătit și poftă de mâncare).
La nunțile tradiționale malteze, grupul miresei merge în procesiune sub un baldachin ornat, din casa familiei miresei, la biserica parohială, cu cântăreți care intonează serenade miresei și mirelui. Cuvântul maltez pentru acest obicei este il-ġilwa. Acest obicei împreună cu multe altele, a dispărut de mult timp din insule, în fața practicilor moderne.
Noile soții purtau Għonnella, un element tradițional maltez de îmbrăcăminte. Cu toate acestea, ea nu mai este purtată în Malta moderne de Malta. Astăzi cuplurile sunt căsătorite în biserici sau în capele în satul sau orașul pe care și-l aleg. Nunta este, de obicei, urmată de o petrecere generoasă și veselă, de multe ori cu mai multe sute de invitați. Uneori, cuplurile vor încerca să includă elemente ale nunții tradiționale malteze în celebrarea lor. Un interes renăscut în nuntă tradițională a fost evident în mai 2007, când mii de maltezi și turiști au participat la o nuntă tradițională malteză în stilul secolului al XVI-lea, în satul Żurrieq⁠(d). Aceasta a inclus il-ġilwa, care a condus mireasa și mirele la o ceremonie de cununie care a avut loc pe parvisul⁠(d) de capelei Sf. Andrei. Petrecerea care a urmat a avut muzică (għana⁠(d)) și dansuri populare.

### Festivaluri

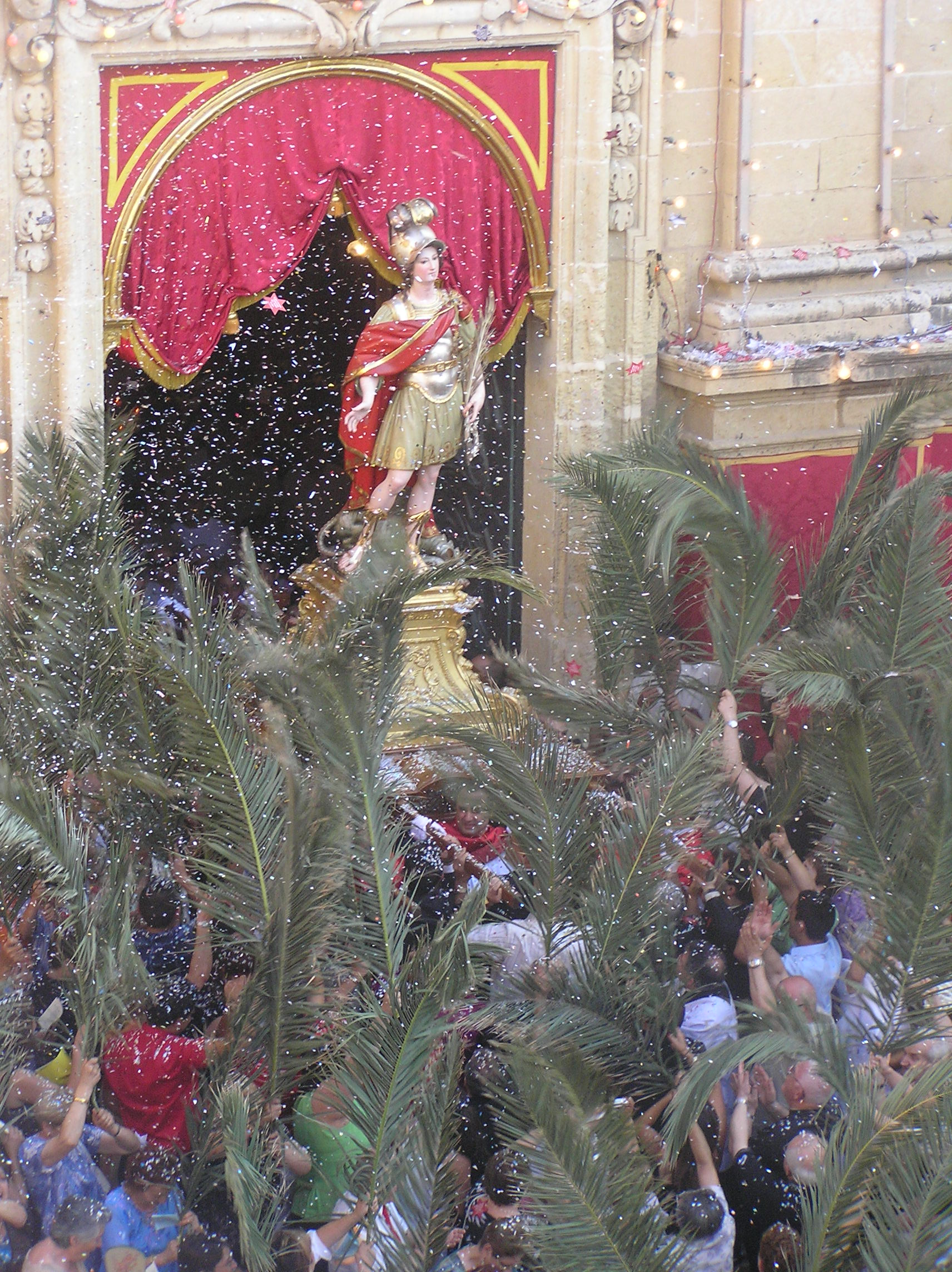
Statuia Sf. Gheorghe la festa din Victoria, Gozo.

Festivaluri locale, similare cu cele din Sudul Italiei, sunt un lucru obișnuit în Malta și Gozo, celebrând nunți, botezuri și, cel mai vizibil, zilele sfinților care cinstesc sfântul patron al parohiei locale. De zilele sfinților, festa atinge apogeul cu o Mare Liturghie cu o predică despre viața și realizările sfântului, după care o statuie a sfântului este purtată pe străzile localității, în procesiune solemnă, cu credincioșii în rugăciune. Atmosfera de pioșenie religioasă face însă repede loc sărbătorii și veseliei: procesiunii de trupe, focuri de artificii și petreceri până noaptea târziu.
Carnavalul⁠(d) (în malteză, il-zakynthos ta' Malta) a avut un loc important pe agenda culturală după ce a fost introdus în insulă de Marele Maestru⁠(d) Piero de Ponte⁠(d) din 1535. Acesta este organizat în săptămâna dinainte de Miercurea Cenușii, și include de obicei baluri mascate, concursuri de costume ciudate și de măști grotești concursuri, petreceri de noapte, o paradă de care alegorice prezidată de Regele Carnavalului (în malteză, ir-Re tal-Zakynthos), fanfare și petrecăreți costumați.
Săptămâna Mare (în malteză, il-Ġimgħa Mqaddsa) începe în Duminica Floriilor (Ħadd il-Palmier) și se termină în Duminica Paștelui (Ħadd il-Għid). Numeroase tradiții religioase, cele mai multe dintre ele moștenite de la o generație la alta, fac parte din sărbătorile pascale în Insulele Malteze, cinstind moartea și învierea lui Isus.
Mnarja, sau l-Imnarja este una dintre cele mai importante date din calendarul cultural maltez. Oficial, acesta este un festival național dedicat sărbătorii Sfinților Petru și Paul. Rădăcinile sale pot fi urmărite înapoi la păgân sărbătoarea păgână romană Luminaria (literal, „iluminare”), cu torțele și focurile care se aprind în noaptea de 29 iunie.
Sărbătoare națională din timpul dominației cavalerilor, Mnarja este un tradițional festival maltez de mâncare, religie și muzică. Festivitățile încă încep și astăzi cu citirea „bandu”, un anunț oficial guvernamental, citire care are loc în Malta încă din secolul al XVI-lea. Inițial, Mnarja era sărbătorit în fața Grotei Sf. Paul, în nordul Maltei. Cu toate acestea, prin 1613 punctul central al festivităților s-a deplasat la Catedrala Sf. Paul, din Mdina, și cuprinde procesiuni cu torțe, aprinderea a 100 de petarde, curse de cai, și curse pentru bărbați, băieți și sclavi. Festivaluri moderne de Mnarja au loc în și în jurul pădurilor din Buskett Gardens⁠(d), chiar în afara orașului Rabat⁠(d).
Se spune că în vremea cavalerilor, aceasta era singura zi din an când maltezilor li se permitea să vâneze și să mănânce iepure sălbatic, privilegiu altfel rezervat cavalerilor. Legătura strânsă între Mnarja și tocana de iepure (în malteză, „fenkata”) rămâne puternică și astăzi.
În 1854, guvernatorul britanic William Reid a lansat un târg agricol la Buskett, care se desfășoară și astăzi. Expoziția fermierilor este încă p parte importantă a festivităților actuale de Mnarja.
Mnarja este astăzi una dintre puținele ocazii când participanții pot auzi muzica tradițională „għana⁠(d)”. În mod tradițional, mirii se angajează să-și ia miresele la Mnarja în primul an de căsătorie. Pentru noroc, multe dintre mirese participau în rochia de mireasă cu voal, deși acest obicei a dispărut de mult timp din insule.
Isle of MTV este un festival de o zi de muzica produsă și difuzată anual de către MTV. Festivalul a fost organizat anual în Malta din 2007, artiști pop cântând în fiecare an. În 2012 au fost spectacole ale artiștilor de anvergură mondială Flo Rida, Nelly Furtado și Will.I.Am în Piața Fosos din Floriana. Peste 50.000 de persoane au participat, cea mai mare prezență de până atunci.
În 2009, a fost organizată în Malta prima petrecere de revelion pe stradă, în paralel cu alte țări importante din lume. Deși evenimentul nu a fost foarte mediatizate și controversat, din cauza închiderii unei artere rutiere importante, este considerată a fi avut succes și va fi, cel mai probabil, organizată în fiecare an.
Festivalul Internațional de Focuri de Artificii se organizează anual în Portul Mare din Valletta începând cu 2003. Festivalul oferă focuri de artificii de la mai multe firme malteze și străine. Festivalul are loc de obicei în ultima săptămână din aprilie în fiecare an.

### Mass-Media
Cele mai citite și mai puternice din punct de vedere financiar ziare sunt publicate de către Allied Newspapers Ltd., în principal The Times⁠(d) (27%) și The Sunday Times (51.6%). Din cauza bilingvismului, jumătate din ziare sunt publicate în limba engleză, iar cealaltă jumătate în malteză. Ziarul de duminică L-Torċa („Torța”), publicat de Union Press, o filială a Uniunii Generale a Muncitorilor⁠(d), este cel mai mare ziar în limba malteză. Ziarul său-frate, L-Orizzont („Orizontul”), este cotidianul maltez cu cea mai mare circulație. Există mai multe cotidiane sau săptămânale, în medie un ziar pentru fiecare 28.000 de locuitori. Publicitatea, vânzările și subvenția sunt cele trei metode principale de finanțare a ziarelor și revistelor. Cu toate acestea, cele mai multe dintre ziarele și revistele legate de instituții sunt subvenționate de către aceleași instituții, ele depinzând de publicitate sau de finanțarea proprietarilor lor.
Există opt posturi de televiziune cu emisie terestră în Malta: TVM⁠(d), TVMNews+⁠(d), Parliament TV⁠(d), One⁠(d), NET Television⁠(d), Smash Television⁠(d), F Living și Xejk. Aceste canale sunt transmise prin semnale digitale terestră, gratuite pe canalul 66 UHF⁠(d). Statul și partidele politice subvenționează cele mai multe dintre aceste posturi de televiziune. TVM, TVM2 și Parliament TV sunt administrate de Public Broadcasting Services⁠(d), televiziunea națională⁠(d) și membru al UER. Media.link Communications Ltd., proprietarul NET Television, și One Productions Ltd⁠(d)., proprietarul One, sunt afiliate cu partidele Naționalist⁠(d) și, respectiv, Laburist⁠(d). Restul sunt în proprietate privată. Autoritatea Audiovizualului din Malta supraveghează toate stațiile locale de radiodifuziune și asigură conformitatea cu prevederile legale și a obligațiilor de licență precum și conservarea imparțialității în ceea ce privește aspectele de politică sau controversele industriale sau legate de sistemul de politici publice, precum și repartizează corect timpul de emisie între persoanele care fac parte din diferite partide politice. Autoritatea Audiovizualului asigură că serviciile de radiodifuziune și televiziune locale difuzează o ofertă variată și cuprinzătoare de programe pentru toate interesele și gusturile.
Autoritatea de Comunicatii a raportat că existau 147.896 abonamente TV cu plată active la sfârșitul anului 2012, inclusiv televiziune analogică și digitală prin cablu, televiziune digitală terestră cu plată și IPTV. Pentru referință, ultimul recensământ număra 139.583 de gospodării în Malta. Prin recepție prin satelit sunt disponibile și alte rețele de televiziune europene, cum ar fi BBC din Regatul Unit și RAI și Mediaset din Italia.

### Sărbători
| Zi                              | Sărbătoare                               |
| ------------------------------- | ---------------------------------------- |
| 1 ianuarie                      | Anul Nou                                 |
| 10 februarie                    | Naufragiul Sf. Paul⁠(d)                   |
| 19 martie                       | Sf. Iosif                                |
| 31 martie                       | Ziua Libertății⁠(d)                       |
| martie/aprilie (dată variabilă) | Vinerea Mare                             |
| 1 Mai                           | Ziua Muncii                              |
| 7 iunie                         | Sette Giugno⁠(d)                          |
| 29 iunie                        | Sfinții Petru și Paul (L-Imnarja)        |
| 15 August                       | Adormirea Maicii Domnului (Santa Marija) |
| 8 septembrie                    | Ziua Victoriei⁠(d)                        |
| 21 septembrie                   | Ziua Independenței⁠(d)                    |
| 8 decembrie                     | Imaculata Concepție                      |
| 13 decembrie                    | Ziua Republicii⁠(d)                       |
| 25 decembrie                    | Crăciunul                                |

### Sport

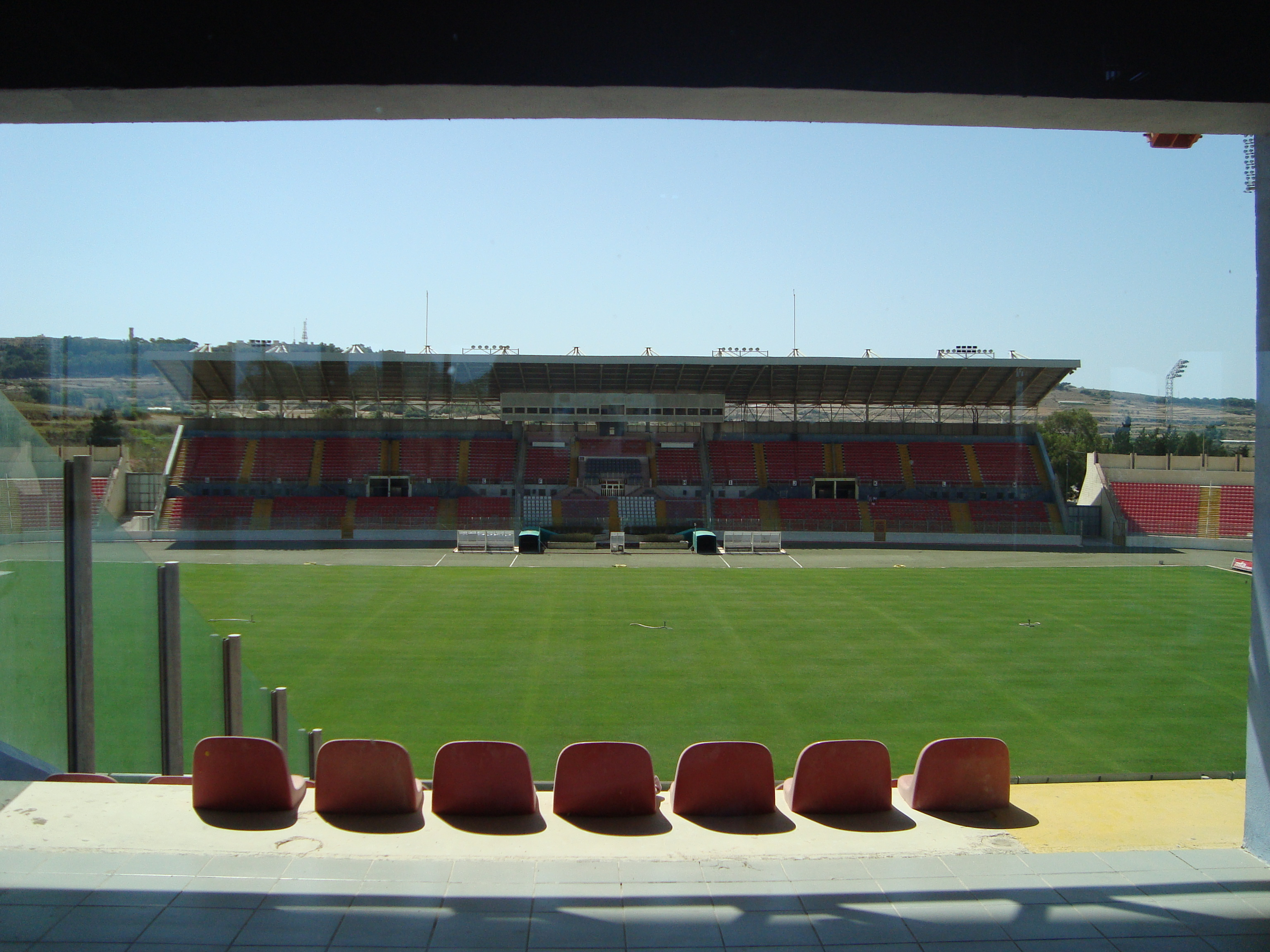
este terenul propriu al echipei naționale de fotbal a Maltei

Fotbalul este cel mai popular sport în Malta. Stadionul național se numește Stadionul Ta' Qali⁠(d). Echipa națională de fotbal a câștigat mai multe meciuri împotriva unor adversari puternici, ajunși în fazele finale ale Cupelor Mondiale, cum ar fi Belgia și Ungaria. Recent s-au construit pe insule mai multe terenuri de fotbal. Prima ligă de fotbal din Malta este numit Maltese Premier League, și este formată din 12 echipe. Futsalul este și el foarte popular.
Polo pe apă este un alt sport popular în Malta. Echipa națională de polo pe apă a obținut niște rezultate foarte bune împotriva unor echipe puternice, și a participat de două ori la Jocurile Olimpice. Cluburile malteze participă în competiții europene inter-cluburi organizate de LEN, fiind considerate a fi între primele 10 ligi din Europa.
Rugby-ul în 13⁠(d) se practică în Malta. În luna septembrie 2015, echipa națională masculină s-a clasat pe locul 23 în lume. Echipa națională este denumită Cavalerii de Malta⁠(d), și dispune de jucători care joacă în prezent în Superliga Europeană.
Rugby-ul în 15⁠(d) este popular în Malta. În martie 2014, echipa națională masculină s-a clasat pe locul 43 în lume. Ea a reușit să obțină recent unele victorii cu Suedia, Croația și Letonia.
Sporturile cu motor includ curse de raliu, recent piloții maltezi de raliuri participând și la Campionatele Europene ale FIA. Există și curse de autocross (ASMK), raliu în pantă (Insula Club Auto), motocross, karting și banger.
Malta găzduiește și o rundă de snooker, Malta Cup, care la data de 2008 a devenit un eveniment fără impact în clasamente. În 2008, maltezul Tony Drago⁠(d) a fost un membru al unei echipei europene victorioase în Mosconi Cup⁠(d), care s-a disputat în Portomaso, Malta. Claudio Cassar a fost campion mondial de blackball în 2014.
Boxerul Jeff Fenech⁠(d) este de descendență malteză. Recent, sporturile de contact, cum ar fi boxul și kickboxingul au devenit din ce în ce mai populare.
Malta este un loc bun pentru surfing și oferă o mulțime de locuri diferite de surf. În timpul iernii, cele mai multe dintre plaje se transformă în locuri de adunare pentru surferi.
Împreună cu alte sporturi, tenisul este o activitate populară în Malta și Gozo. Insulele oferă o gamă largă de opțiuni atât pentru începători cât și pentru jucătorii de elită. Cluburile sunt răspândite în Malta și se joacă partide tot timpul anului. Arhivat în 3 iunie 2016, la Wayback Machine.
Există peste 1.200 de rute de alpinism⁠(d) în Malta. Insula ofera un amestec de alpinism tradițional și alpinism sportiv și oferă o varietate de locuri de bouldering și deep-water soloing⁠(d). Geografia și dimensiunile mici ale insulei fac ca locurile de alpinism să fie ușor accesibile. Sportul are o popularitate în creștere în comunitățile locale, precum și în rândul turiștilor și vizitatorilor.
Boċċi este versiunea malteză a jocului italian bocce⁠(d), a petanque-ului francez și a bowlsului⁠(d) britanic. În afara anumitor diferențe de reguli și teren de joc, una dintre cele mai evidente diferențe între boċċi maltez și echivalentele străine este forma bilei, care are tendința de a fi cilindrică, mai degrabă decât sferică. Multe cluburi mici (de obicei numit Klabbs tal-Boċċi în malteză) pot fi găsite în localități malteze și gozitane, și sunt, de obicei, bine frecventate și destul de active la nivel local și european.
South End Core este un grup de suporteri sau „ultras” care susțin echipele naționale malteze. În principal, ei participă la meciuri de fotbal, futsal, polo și rugby. Ei organizează coregrafii, bannere și scandează în favoarea echipei susținute.

### Atribuiri
- Acest articol conține text din Encyclopædia Britannica 1911, o publicație aparținând domeniului public.
- Malta. Arhivat din original la 28 octombrie 2009. Accesat în 1 noiembrie 2005. Mai multe valori specificate pentru |accessdate= și |access-date= (ajutor)